# Église Saint-Justin de Louvres
L'église Saint-Justin est une église catholique située à Louvres, en France. C'est une église réunissant deux époques et quatre styles différents, et l'on peut distinguer cinq campagnes de construction distinctes, dont les trois dernières sont rapprochées. En dépit de son histoire complexe, l'église Saint-Justin présente une étonnante homogénéité. Son plan est d'une extrême simplicité et se résume à une nef de cinq travées flanquée de deux bas-côtés de même longueur. Il n'y a ni transept, ni clocher. Les trois vaisseaux conservent en outre la même largeur et la même hauteur sur toute la longueur. La façade occidentale est encore romane et remonte au premier quart du XIIe siècle. Au milieu du siècle suivant, l'église romane est prolongée vers l'est et bénéficie d'un nouveau chœur de style gothique. Il comporte un vaisseau central de deux travées accompagné de bas-côtés, et subsiste à ce jour hormis les chapiteaux au milieu, et sauf les voûtes du vaisseau central. La troisième campagne fait suite aux destructions de la guerre du Bien public en 1465. Les murs gouttereaux et les grandes arcades de la nef sont rebâtis, de nouvelles voûtes sont lancées sur l'ensemble du vaisseau central dans le nouveau style gothique flamboyant, et une vaste verrière avec un réseau du même style est aménagé dans le mur du chevet. Peu de temps après, à la fin du XVe siècle, un bas-côté est construit au sud de la nef et pourvu d'un portail latéral richement décoré ; et à partir du début du XVIe siècle, le bas-côté nord est rebâti à son tour. Pendant le chantier, s'opère une transition vers le style de la Renaissance. Les supports des voûtes de la nef sont décorés de chapiteaux Renaissance au goût du jour côté nord, et la voûte de la troisième travée est pourvue d'une riche ornementation avec des clés de voûte pendantes. Finalement, les supports entre la troisième et la quatrième travée du vaisseau central sont consolidés et habillés dans le style de la Renaissance. L'église Saint-Justin est classée monument historique par arrêté du 27 juin 1914. Elle est aujourd'hui au centre d'un groupement paroissial qui regroupe les églises de plusieurs communes voisines, dont notamment Roissy-en-France, Marly-la-Ville et Puiseux-en-France.

## Localisation

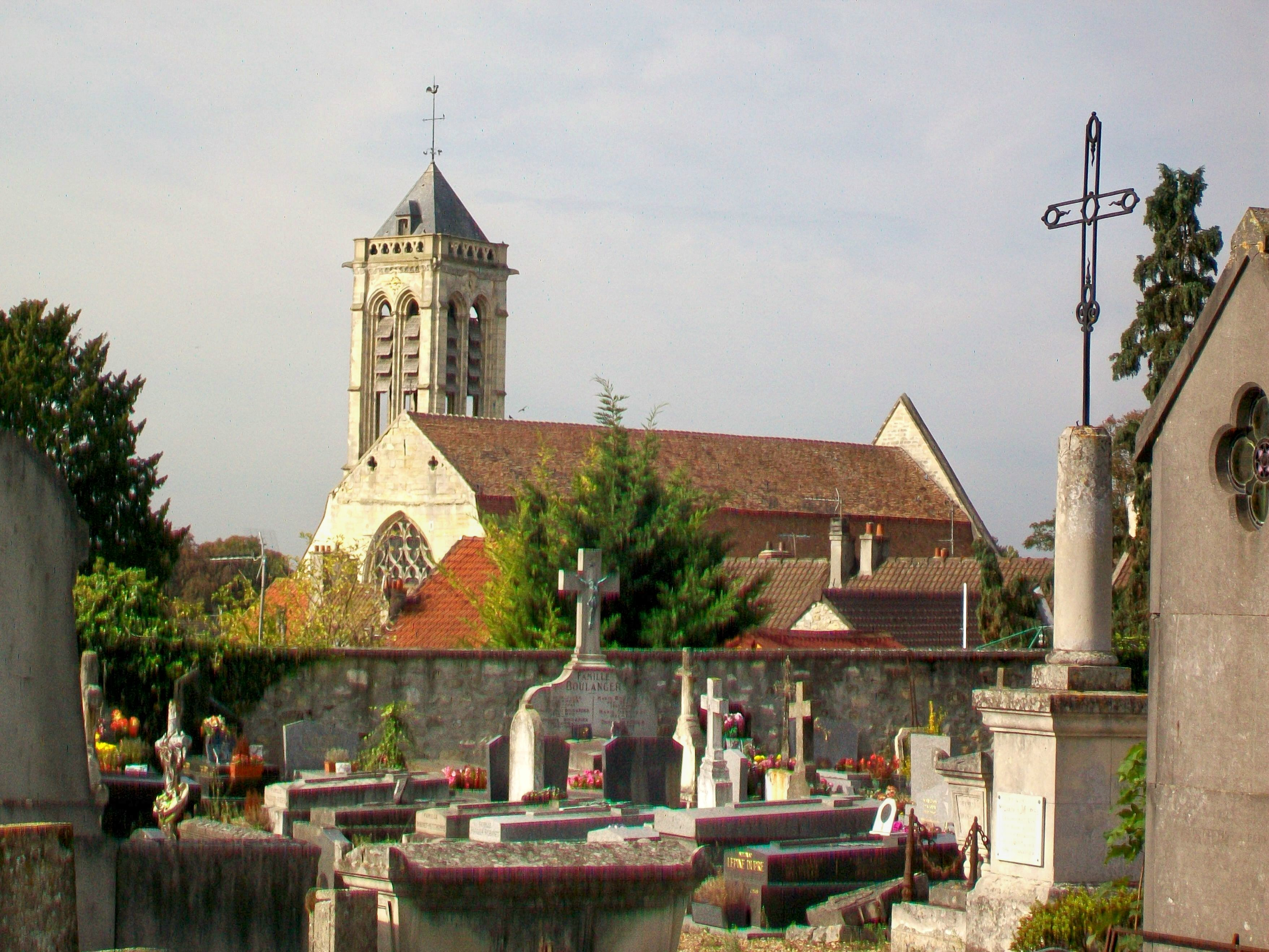
Vue depuis le cimetière.

L'église Saint-Justin est située dans le département français du Val-d'Oise, sur la commune de Louvres, au centre ancien du bourg, à l'angle des rues Saint-Justin et des Deux-Églises. L'élévation méridionale donne sur la rue des Deux-Églises et est bien visible à travers le parvis de la tour Saint-Rieul en face. La façade occidentale donne sur l'étroite rue Saint-Justin. Au nord, le jardin du presbytère jouxte l'église. Le chevet est mitoyen d'une maison particulière, et on ne peut l'apercevoir qu'en prenant beaucoup de recul. Le cimetière de Louvres offre une belle vue d'ensemble de l'église.

## Historique

### Les origines
L'église est dédiée à saint Justin, martyrisé à Louvres au IVe siècle. La plus ancienne mention de l'église de Louvres figure dans une bulle pontificale d'Urbain II de 1097, par laquelle le pape confirme les biens du prieuré Saint-Martin-des-Champs de Paris, dont cette église fait partie. La première mention du vocable de l'église apparaît dans un acte de Galon, évêque de Paris, daté de 1107. Par cet acte, il donne quatre autels à l'église Saint-Justin. Il est à noter que cette église n'est pas la seule à Louvres : l'autre, l'église Saint-Rieul, se situe jusqu'en face. Elle a été désaffectée à la Révolution française, puis sa nef a été démolie en 1801. Son clocher a toujours servi aux deux églises, et il continue de servir à l'église Saint-Justin, qui en a probablement toujours été dépourvu. Au milieu du XVIIIe siècle, l'abbé Lebeuf observe que les habitants prêtent une si grande antiquité à l'église Saint-Rieul qu'ils croient qu'elle a directement succédé à un temple païen. Mais puisque les chartes anciennes parlent toujours de l'église de Louvres au singulier, et puisque le vocable de Saint-Rieul n'y figure pas, il pense que l'église Saint-Rieul était primitivement au vocable de Saint-Justin, et devenue trop petite, une nouvelle église Saint-Justin a été bâtie, reprenant le vocable de l'ancienne. Pour éviter que les deux églises ne soient dédiées au même saint, l'ancienne a été consacrée à saint Rieul de Senlis et Notre-Dame.

### La construction de l'église

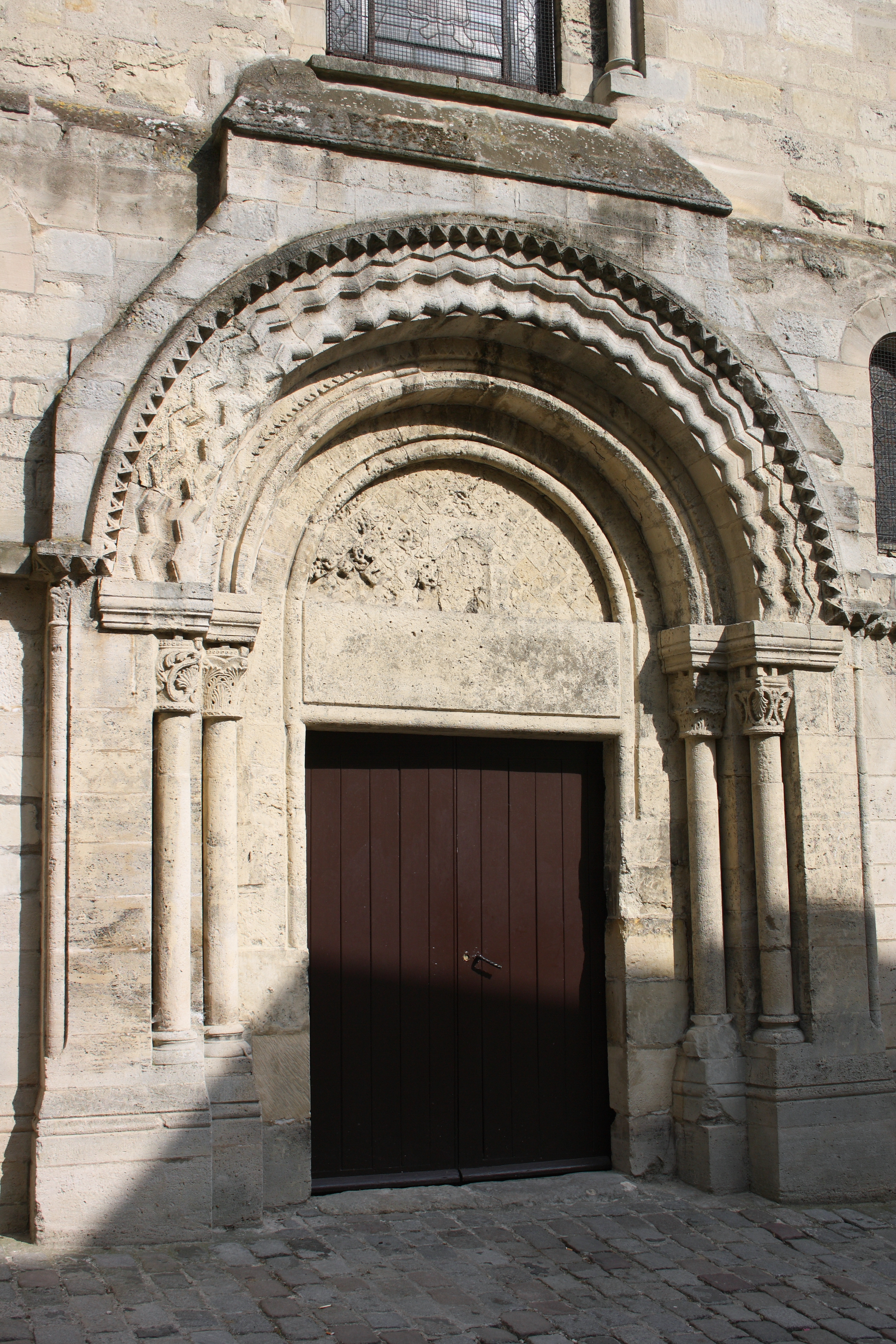
Portail roman.

Charles Huet veut faire remonter l'église Saint-Justin à l'extrême fin du XIe siècle, peut-être pour se tenir à l'estimation de l'abbé Lebeuf ou à la date de la charte d'Urbain II. Or, seule la façade subsiste de cette église romane. Son portail paraît calqué sur celui de l'église du prieuré Saint-Martin-des-Champs, dont les moines possédaient le bénéfice et le patronage de la cure sous tout l'Ancien Régime. Le raffinement de la sculpture, le nombre important des moulures avec surtout des tores et des gorges, et la variété des motifs de l'ornementation font plutôt penser aux années 1120 comme période de construction. Il en va de même de la fenêtre au-dessus, qui est presque identique à celles au rez-de-chaussée de la tour Saint-Rieul, côté nord. Puisque la construction des églises commençait habituellement par l'abside pour se terminer avec le portail, la fin du XIe siècle est une date plausible pour le début des travaux, mais elle ne correspond à aucun élément en élévation hormis peut-être le tympan. D'un caractère archaïque, il est couvert d'un décor géométrique gravé, essentiellement des losanges. Il a pu être été récupéré de l'église Saint-Rieul qui a été reconstruite après l'achèvement de l'église Saint-Just, et qui possédait un portail du XIIe siècle, ou bien le portail actuel a été plaqué devant l'ancien quelques années après l'achèvement,,,.
La « nouvelle » église Saint-Justin s'avère trop exigüe au milieu du XIIIe siècle : elle ne va pas plus loin que les trois premières travées de l'église actuelle, soit 17 m environ, et est apparemment dépourvue de bas-côtés. Une extension est donc entreprise, ramenant le vaisseau central à sa longueur actuelle de 29 m. Cette extension se fait le style gothique, et certains chapiteaux se rapprochent de ceux de la nef de la basilique Saint-Denis, construite entre 1231 et 1281. L'on voit mal pourquoi Charles Huet veut faire remonter cette reconstruction à la fin de la période romane et au milieu du XIIe siècle ; il semble se baser juste sur le caractère sobre des murs extérieurs, qui pourtant n'a jamais servi d'indice pour une datation à aucun archéologue. Il s'appuie sur les chapiteaux des grandes arcades et des bas-côté du chœur, qui pourtant indiquent justement le début de la période gothique rayonnante et le début du règne de saint Louis. En même temps, il illustre son article par un plan selon lequel seulement les supports au droit du chevet et sur la pile à la limite entre chœur et nef remontent au milieu du XIIe siècle, le reste des bas-côtés aurait été reconstruit au XIIIe siècle. Cette reconstruction n'est point mentionnée dans l'article. Or, les chapiteaux au rez-de-chaussée du chœur, sauf ceux des deux piliers cylindriques au milieu, sont tous du même style, et le XIIIe siècle ne correspond pas à une reconstruction, mais bien à la construction initiale. La finesse des colonnettes supportant les hautes-voûtes n'est pas non plus compatible avec le style gothique primitif. Même l'abbé Lebeuf qui dans son temps n'avait pas à sa disposition les travaux d'archéologues sérieux, reconnaît dans les piliers du chœur les marques du XIIIe siècle,,,.

### La reconstruction à partir de 1465

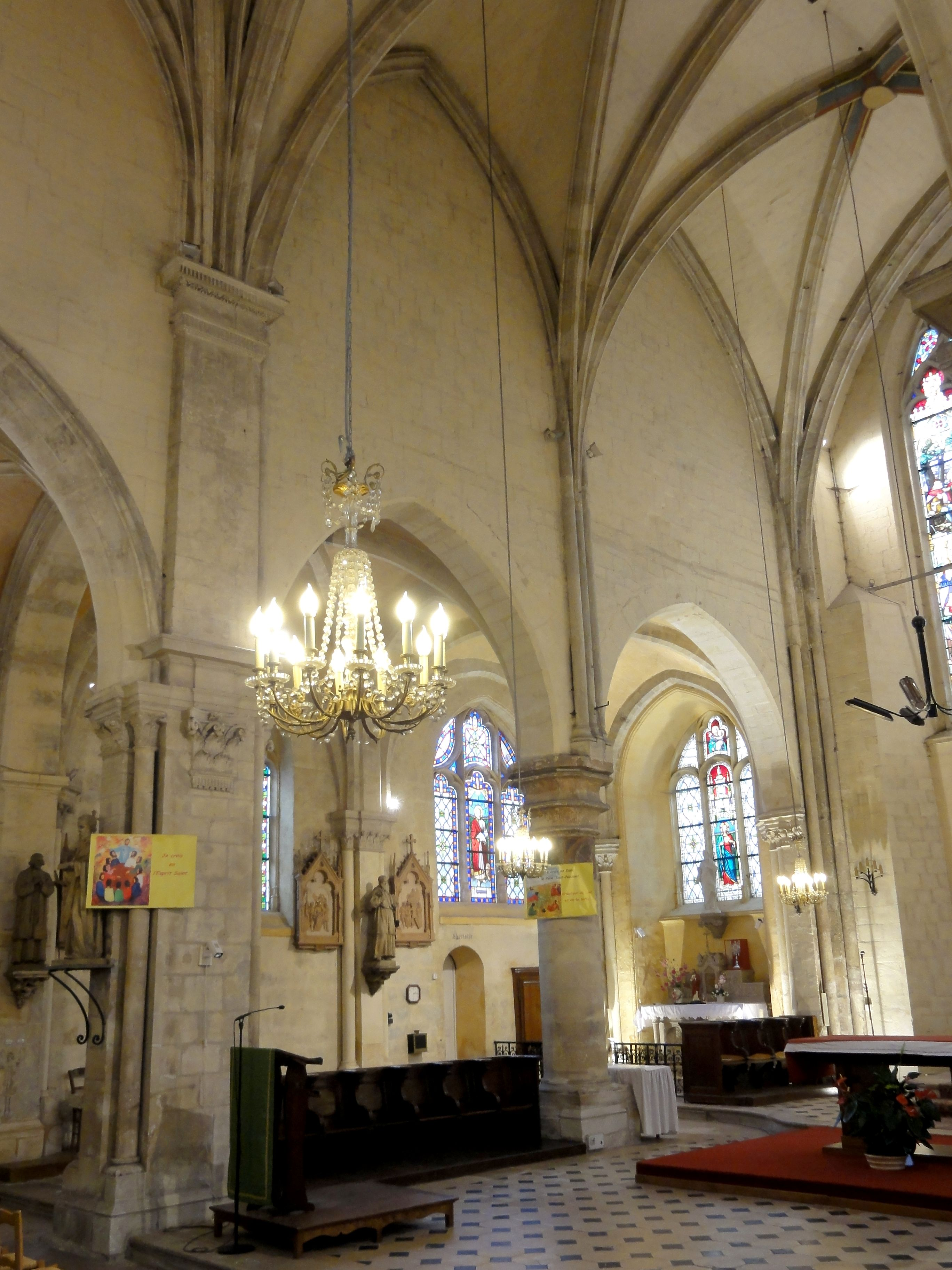
Chœur, élévation nord. À gauche, pilier 2e moitié XIIe siècle rehabillé à la Renaissance ; à droite, colonnettes milieu XIIIe siècle sur un pilier fin XVe siècle et supportant des voûtes de la même époque.

De cette église romane et gothique telle qu'elle existait dès le dernier quart du XIIIe siècle, subsistent la façade occidentale et les deux dernières travées des trois vaisseaux, qui peuvent être considérées comme le chœur. Charles Huet commet une autre erreur en prétendant que les voûtes du vaisseau central du chœur sont refaites au XIVe siècle. Il est significatif de la superficialité de son analyse qu'il ne fournit pas une datation plus précise, et n'indique pas sur quels éléments se base cette affirmation. Ces voûtes ont des nervures pénétrantes au profil prismatique et affichent clairement leur appartenance au style gothique flamboyant, et il sera difficile de démontrer que le style flamboyant s'appliquait au nord de l'Île-de-France dès le XIVe siècle. Par ailleurs, ces voûtes ne se distinguent pas de celles de la nef, lancées peut-être plus tard mais en employant le même profil. L'on ne constate aucun arc-doubleau renforcé entre chœur et nef, comme il aurait été nécessaire dans l'hypothèse d'un voûtement en deux temps. En 1465, la nef romane de l'église est fortement endommagée, voire détruite, par les troupes du duc François II de Bretagne, allié de Charles le Téméraire, duc de Bourgogne, sous la guerre du Bien public. C'est vraisemblablement cet événement qui motive le revoûtement du chœur et la réfection de la grande verrière du chevet,,.
L'on peut s'étonner que Charles Huet n'ait pas reconnu que les nervures des voûtes des trois travées de la nef répondent au même profil que celui observé dans le chœur, et qu'il sépare ces voûtes d'un siècle et demi à deux siècles. Certes, des chapiteaux Renaissance décorent la nef aux points de la retombée des voûtes, mais les grandes arcades au nord et au sud sont strictement identiques, exception faite des chapiteaux. Là encore, Charles Huet suppose que les grandes arcades du sud datent de la fin du XVe siècle, et la nef ainsi que les grandes arcades du nord du début du XVIe siècle, époque à laquelle l'architecture Renaissance n'avait par ailleurs pas encore fait son apparition en pays de France : elle est introduite par le connétable Anne de Montmorency par son château d'Écouen. Donc les chapiteaux Renaissance ne peuvent de toute façon pas dater du moment de la construction de la nef. Charles Huet pense que les travaux à la Renaissance avaient peut-être été confiés au maître-maçon luzarchois Nicolas de Saint-Michel,,. Or, cet architecte ne naît qu'en 1520, et sa première intervention, qui concerne l'église Saint-Côme-Saint-Damien de Luzarches, ne date que de 1548. C'est une évidente contradiction avec la date de 1540 gravée dans un chapiteau (voir ci-dessous) ; l'on ne reconnaît pas non plus le style de Nicolas de Saint-Michel.

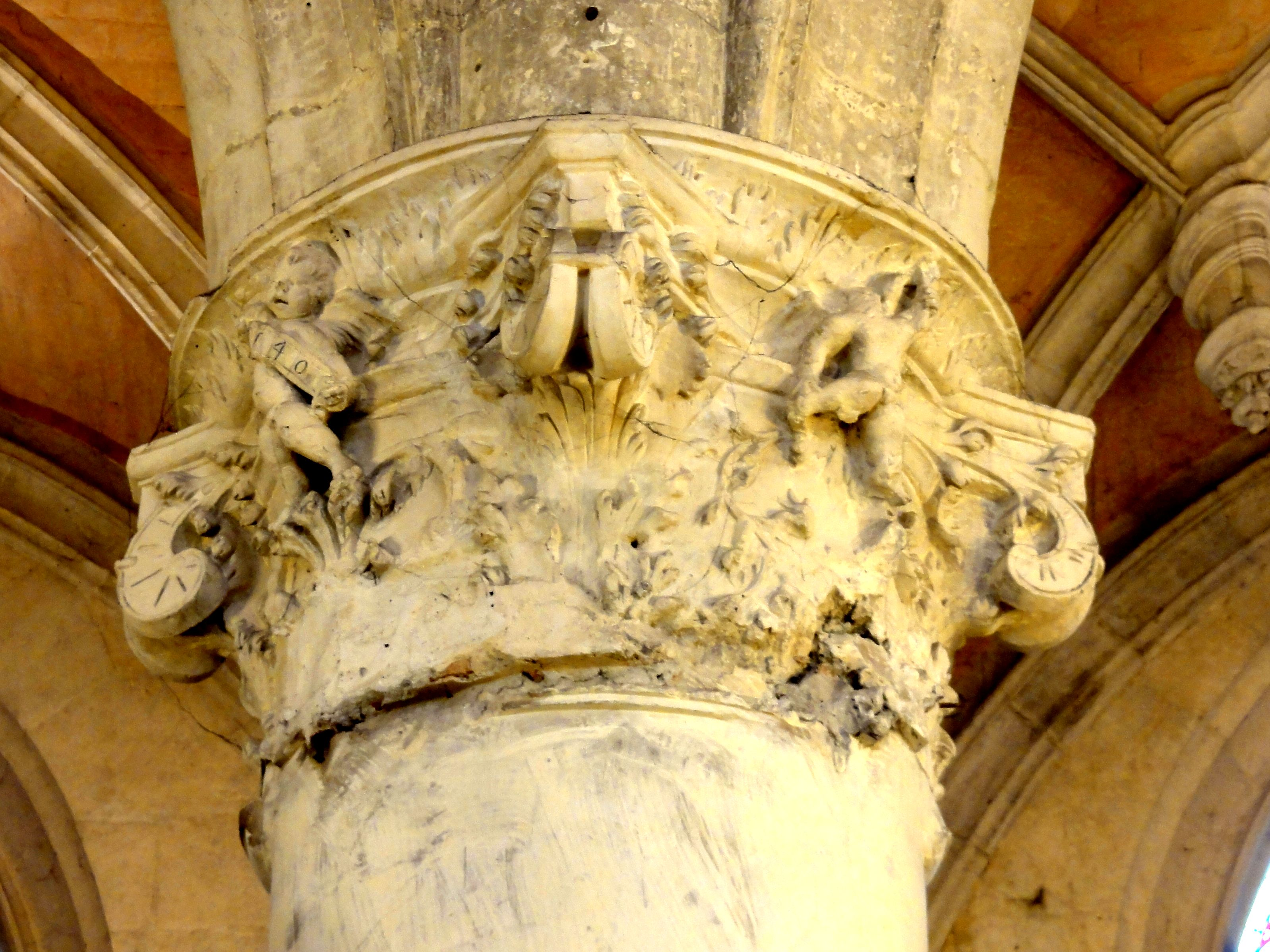
Chapiteau Renaissance du 2e pilier du nord, portant la date de 1540.

Il s'impose ainsi la conclusion que du fait de la destruction de la nef par le duc François II, celle-ci est entièrement rebâtie à partir de 1465, et l'ensemble du vaisseau central de l'église est voûté uniformément. La décoration est négligée dans un premier temps, la construction des bas-côtés est ajournée, et la solidité des piliers n'est pas à toute épreuve. Puis, une vingtaine d'années plus tard, voire seulement au début du XVIe siècle, le bas-côté sud de la nef est édifié dans le style flamboyant ; le bas-côté nord est pourvu de deux nouvelles fenêtres du même style ; et le bas-côté nord est entrepris en s'arrêtant avec le mur-bahut en dessous des fenêtres, qui se termine par une belle frise de goût flamboyant. Vers le milieu du XVIe siècle, le bas-côté nord est achevé dans le style de la Renaissance ; les piliers des grandes arcades du nord sont repris en sous-œuvre et équipés de chapiteaux dérivés du corinthien (l'insuffisance du contrebutement du fait de l'absence des voûtes du bas-côté les ayant affaibli) ; des chapiteaux du second ordre dans le style de la Renaissance sont montés au nord de la nef ; les supports du XIIIe siècle de l'arc triomphal entre nef et chœur sont consolidés et habillés dans le même style ; et finalement, les trois baies du bas-côté nord du chœur et la baie du chevet du bas-côté sud sont repercées ou tout au moins pourvues d'un nouveau remplage. Le chapiteau du second pilier isolé du nord porte la date de 1540,,. C'est sans doute au cours de cette cinquième campagne que la voûte de la troisième travée de la nef est garnie d'un réseau de nervures secondaires à titre décoratif : l'on voit mal que cette opération soit effectuée lors de la quatrième campagne, où les fonds manquaient pour l'achèvement du bas-côté nord. Le déambulatoire et les chapelles de l'église Saint-Étienne de Beauvais démontrent que la décoration flamboyante des voûtes pouvait se faire postérieurement à la construction, grâce à des donations.

### La paroisse de Louvres
Après la Révolution française et la création du département de Seine-et-Oise, la paroisse est rattachée au nouveau diocèse de Versailles qui correspond exactement au territoire du département. Dans le contexte de la refonte des départements d'Île-de-France, le nouveau diocèse de Pontoise est érigé en 1966, et Louvres en fait partie à l'instar de toutes les autres paroisses du département. Le diocèse de Paris se limite désormais à la seule ville de Paris. Le groupement paroissial de Louvres inclut aujourd'hui les anciennes paroisses indépendantes d'Épiais-lès-Louvres, Chennevières-lès-Louvres, Marly-la-Ville, Puiseux-en-France, Roissy-en-France et Villeron. Des messes dominicales sont célébrées dans l'église Saint-Justin tous les dimanches et fêtes à 11 h 00.

## Description

### Aperçu général

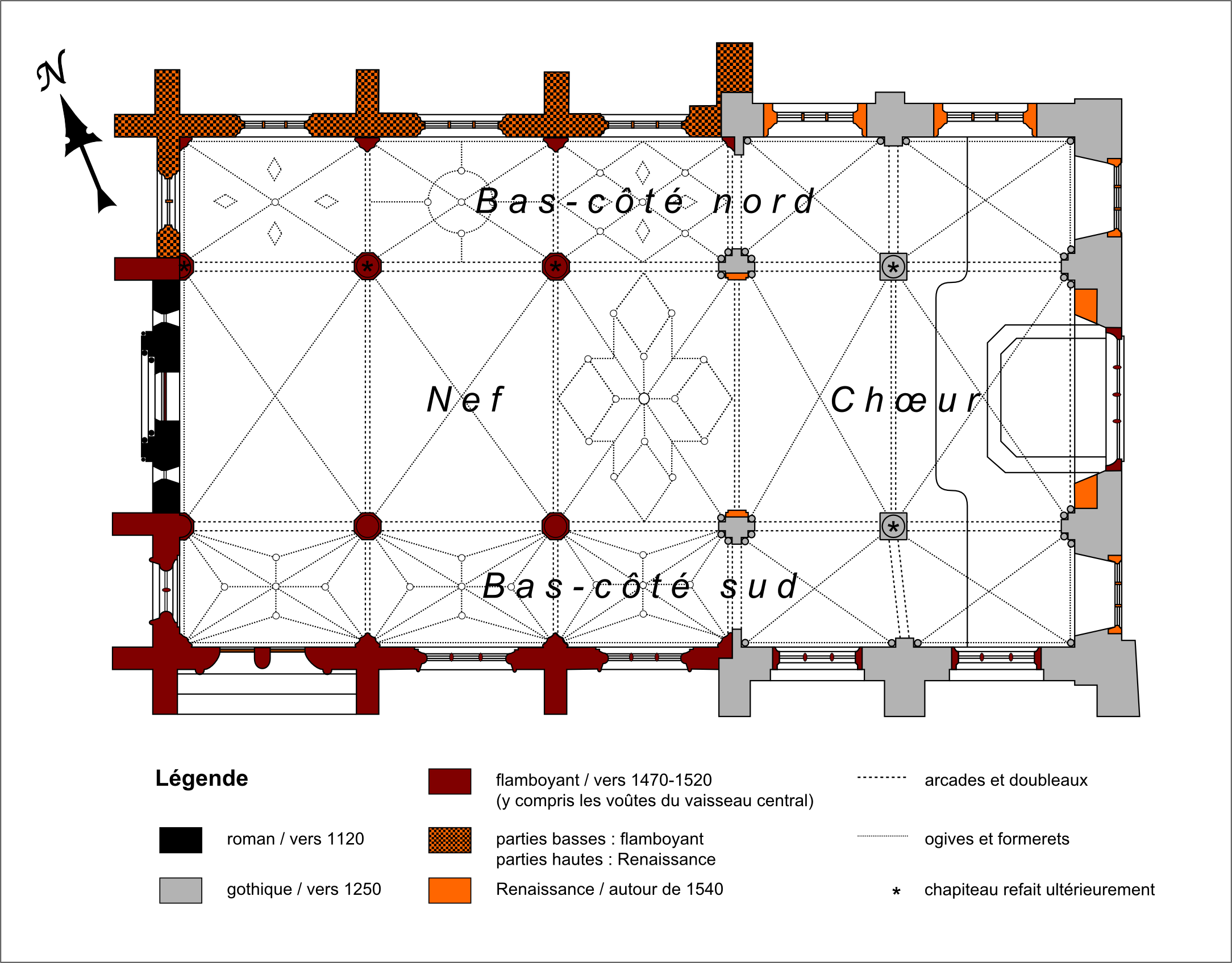
Plan de l'église.

Le plan de l'église est d'une grande simplicité. Son espace intérieur est strictement rectangulaire, et mesure 29 m de long pour 16 m de large. Le vaisseau central sans séparation nette entre nef et chœur comporte cinq travées barlongues accompagnées de collatéraux de même longueur. Cette unicité de plan apporte une certaine homogénéité et harmonie à l'église, que les différences de style ne parviennent pas à rompre. L'on peut considérer que les trois premières travées forment la nef, et les deux dernières travées le chœur. Le vaisseau central présente une élévation sur deux niveaux, avec l'étage des grandes arcades et l'étage des murs hauts, qui sont entièrement aveugles au nord et au sud. La largeur et la hauteur du vaisseau central sont invariables sur toute sa longueur, et il en va de même des bas-côtés. L'ensemble de l'église est voûté d'ogives. La hauteur sous le sommet des voûtes du vaisseau central atteint 15 m. Il n'y a pas de transept et encore moins un clocher. L'église est recouverte d'un toit unique à deux rampants, qui présentent des lignes de rupture entre la nef et les bas-côtés, où l'inclinaison est plus prononcée ; un galbe s'observe en haut de ce que l'on peut considérer comme des toits en appentis. Les pignons à l'ouest et à l'est sont toutefois communs à la nef et aux bas-côtés, et ne reflètent donc pas la forme réelle des toitures. L'église possède deux accès : le portail occidental roman de la nef, et le portail latéral flamboyant du bas-côté sud.
Afin de mieux cerner l'appartenance des différents éléments aux cinq campagnes de construction, il convient de faire une synthèse avant d'entamer une description détaillée.
- Le mur occidental de la nef est roman (première campagne).
- Dans le vaisseau central, les voûtes sont flamboyantes et datent du dernier quart du XVe siècle. Les grandes arcades de la nef, les murs hauts et les piliers entre les deux travées du chœur, ainsi que la vaste verrière du chevet sont contemporains de ces voûtes (troisième campagne). La décoration de la troisième voûte a été ajoutée ultérieurement (cinquième campagne). Les deux piliers au nord de la nef ont été repris en sous-œuvre vers 1540 et dotés de chapiteaux Renaissance (cinquième campagne) ; les supports du second ordre au-dessus ont été dotés de chapiteaux Renaissance à la même époque ; et les supports de l'arc triomphal ont été rhabillés et garnis de chapiteaux du même style (cinquième campagne).
- Dans le chœur, les grandes arcades, les murs hauts et les faisceaux de colonnettes du seconde ordre entre les deux travées, ainsi qu'au droit du chevet, datent du milieu du XIIIe siècle (deuxième campagne).
- Les bas-côtés du chœur sont issus de la même campagne (deuxième campagne). Les fenêtres ont par contre toutes été refaites lors de la construction des bas-côtés de la nef (quatrième et cinquième campagne).
- Le bas-côté sud de la nef, les deux fenêtres au sud du bas-côté sud du chœur et les murs-bahut du bas-côté nord de la nef sont flamboyants et datent de la fin du XVe ou du début du XVIe siècle (quatrième campagne). Le reste du bas-côté nord est du milieu du XVIe siècle, et contemporain des travaux sous la Renaissance dans le vaisseau central (cinquième campagne).

### Extérieur

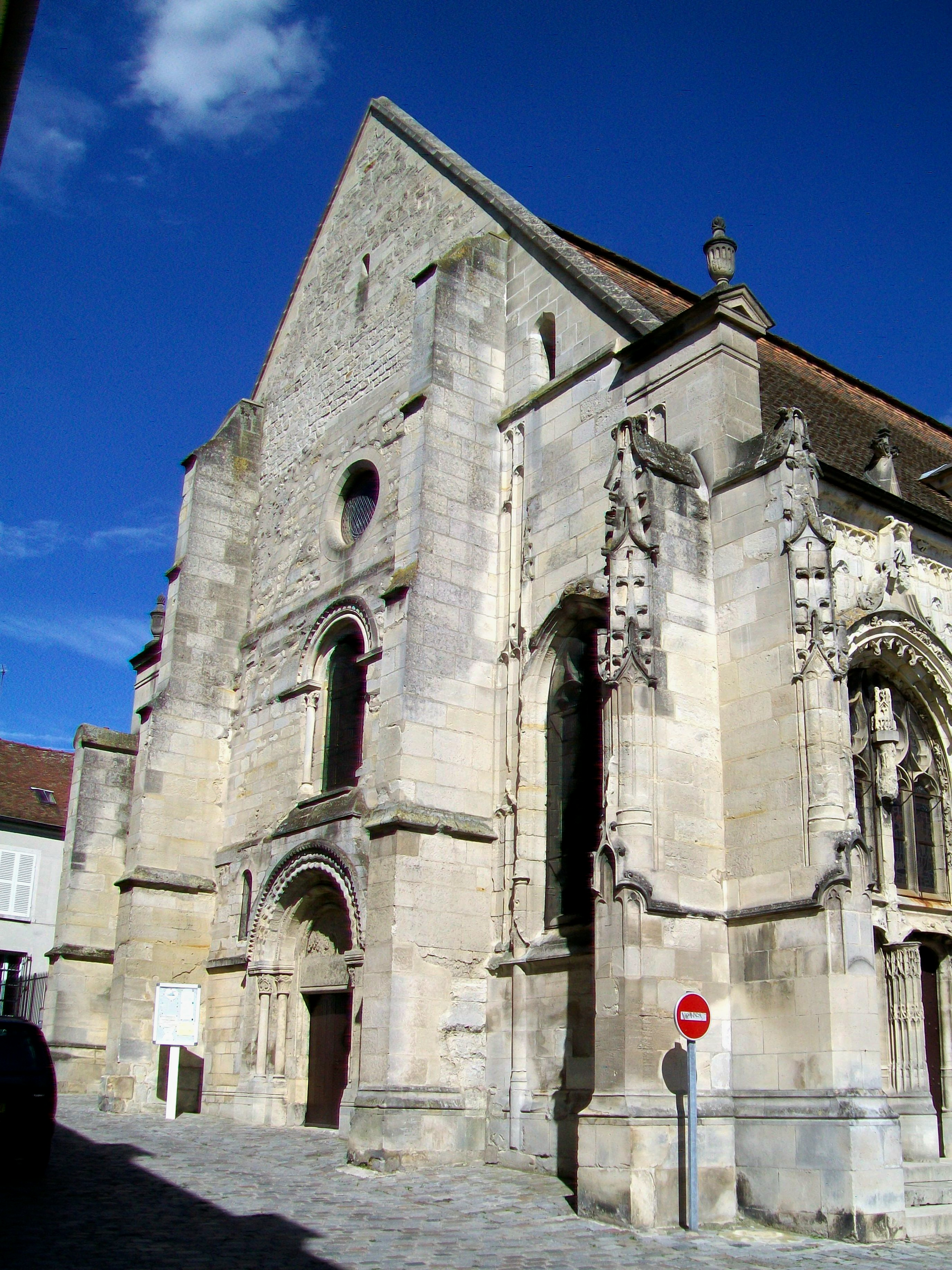
Façade occidentale.

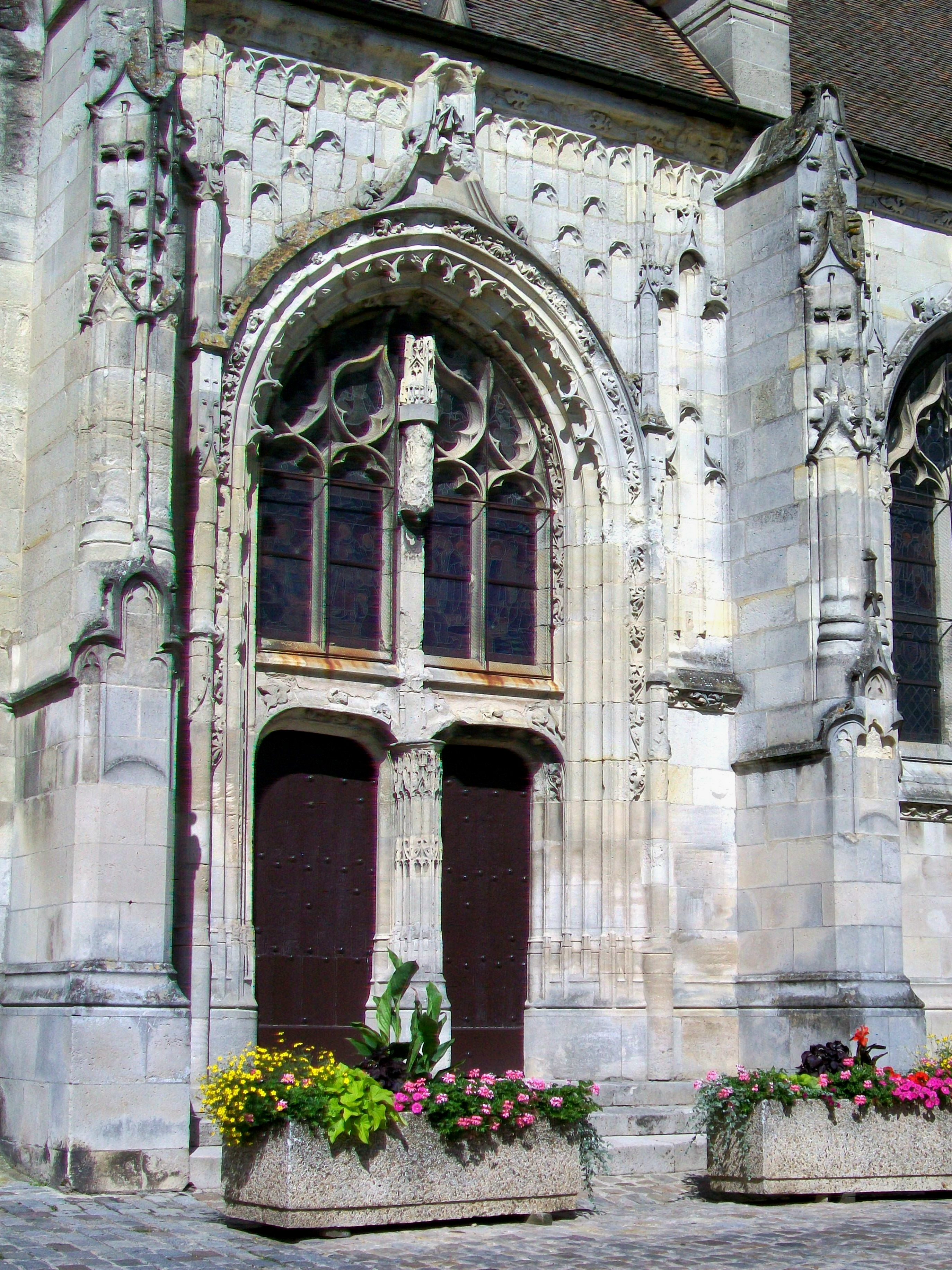
Portail flamboyant.

La façade romane de la nef est l'élément le plus ancien de l'église. Elle est délimitée par deux contreforts gothiques, qui sont scandés par un glacis formant larmier sur leurs trois faces, puis par deux larmiers, et ils s'amortissent par des glacis. Ces contreforts sont devenus nécessaires au moment de la reconstruction et du voûtement de la nef, après 1465. Ils ne font apparaître aucun décor d'inspiration flamboyante, comme certains contreforts de la même époque de l'église Saint-Martin de Survilliers. Le portail à double ébrasement fait saillie devant la façade, et cette saillie est visuellement racheté par deux fines colonnettes aux angles, et une amorce de gâble qui se termine toutefois précocement pour laisser la place à la fenêtre occidentale de la nef. La porte rectangulaire au double vantail moderne s'ouvre sous un linteau monolithique nu, qui est surmonté d'un tympan gravé de losanges. Il devait aussi comporter un bas-relief, qui a vraisemblablement été sculpté à la Révolution. L'état de dégradation du tympan ne permet pas une datation fiable, car il n'est pas certain que la décoration se soit limitée à des lignes gravées. La surface rugueuse permet d'envisager l'arrachement du décor initial de dalles en terre cuite, comme sur le portail nord de l'église Saint-Étienne de Beauvais datant des années 1120. Une moulure torique entoure le tympan, se poursuit en lignes verticales sur le tympan et les piédroits, et est complétée par une moulure torique horizontale sur le tympan. Cet ensemble est surmonté d'une première archivolte, décorée d'un biseau, d'une baguette et d'une frise de dents de scie. La seconde archivolte présente un double rang de bâtons brisés en fort relief. L'ornementation est complétée par un cordon de fleurs de violette excavées, souvent confondues avec des étoiles, et un rang de minuscules dents d'engrenage. Les deux archivoltes retombent sur de haut tailloirs à la mouluration complexe, qui reposent sur des chapiteaux décorés de palmettes d'angle entre deux tiges recourbées et nouées ensemble au-dessus, et de feuilles d'acanthe. Les bases sont attiques. Ce portail est du plus haut intérêt, du simple fait que c'est l'ultime portail roman qui subsiste dans l'est du département. De part et d'autre du portail, d'étroites fenêtres sont percées dans le mur. Si leur dimension évoque la limite fin XIe ou début XIIe siècle, il faut noter que leurs arcs sont appareillés au lieu d'être taillés dans des blocs monolithiques. Ce ne sont que des fenêtres complémentaires à la grande fenêtre haute, qui s'ouvre entre deux colonnettes à chapiteaux, et sous une archivolte torique surmontée d'un rang de fleurs de violettes éparses. L'on peut rapprocher cette fenêtre de celle de la base de clocher de Nesles-la-Vallée (vers 1130 / 1140), de la baie occidentale de Haravilliers (après 1140) ou de la première fenêtre haute au nord de la nef de Saint-Clair-sur-Epte (après 1150).
La façade du bas-côté sud de la nef est de style flamboyant. Le mur occidental du bas-côté en fait partie ; sa décoration est toutefois restée inachevée et paraît donc moins riche qu'au sud. D'étroites arcatures trilobées formant un réseau flamboyant sont visibles seulement sur l'extrémité gauche du mur. La partie inférieure des piédroits des fenêtres sont cantonnés de contreforts-colonnes, dont le sommet est décoré d'accolades plaquées. La fenêtre est entourée de moulures prismatiques. De petits animaux fantastiques rampent sur l'extrados, et de petits pinacles plaqués naissent de part et d'autre. Le remplage de la fenêtre se compose de deux lancettes trilobées, qui sont surmontées d'un soufflet. Deux contreforts orthogonaux épaulent l'angle sud-ouest de l'église. Ils comportent trois niveaux d'arcatures et pinacles, d'abord en bas-relief, puis ils sont plaqués sur deux demi-colonnettes, et ensuite ils s'appliquent sur un petit contrefort de plan triangulaire. Ces contreforts sont amortis par des chapiteaux également animés par de petits animaux. Deux autres contreforts du même type existent au sud. Ces trois contreforts flamboyants du sud sont doublés dans-œuvre par trois autres contreforts de style Renaissance, couronnés de pots-à-feu. Ces contreforts témoignent d'un remaniement des parties flamboyantes peu de temps après l'achèvement, motivé par des vices de construction qui ont également dû donner lieu à des remaniements à l'intérieur de la nef.
Le portail méridional possède un vaste tympan ajouré, qui occupent autant de place que les deux portes en anse de panier. Le décor finement ciselé sur le trumeau séparant les deux portes est particulièrement remarquable ; il évoque les dais à l'intérieur du collatéral nord de l'église de la Nativité-de-la-Vierge du Mesnil-Aubry. Le trumeau se poursuit sur la baie du tympan et sert à la fois de meneau central et de support à un dais également très élaboré, qui devait mettre en valeur une statue aujourd'hui disparue. Le réseau de la fenêtre du tympan se compose de quatre arcatures plein cintre, dans lesquelles s'inscrivent des têtes trilobées. Quatre grands soufflets renversés et des mouchettes occupent la partie supérieure. L'archivolte du portail comporte quatre gorges successives, auxquelles s'ajoutent deux autres pour le portail et une autre pour le tympan. La première et la dernière de ces gorges contiennent des frises de feuilles d'acanthe d'une grande plasticité. L'une des voussures est festonnée de petites arcatures trilobées ajourées, se terminant par des crochets. L'extrados du portail est sommé d'une accolade qui transperce le toit, et garni d'animaux fantastiques ainsi que d'un singe. À gauche et à droit du portail, reste juste la place pour deux petits contreforts qui donnent le prétexte pour trois niveaux de pinacles plaqués ; les contreforts transitent d'une section ronde vers une section triangulaire en passant par une section carré. Ce portail s'inspire sans doute de celui de l'église Saint-Pierre de Senlis qui date des années 1510 ; il n'y a pas de portails comparables en pays de France. — Du mur, seuls les écoinçons à gauche et à droite du tympan restent libres. Ils sont recouverts d'un réseau flamboyant du même type que celui commencé à l'ouest. Tout en haut, une frise de feuilles d'acanthe termine la façade. La seconde et la troisième travée du bas-côté sud présentent un décor suivant les mêmes principes. Le remplage des fenêtres se compose de trois lancettes trilobées, qui sont surmontées de deux, puis d'un soufflet, l'espace restant étant occupé par quatre étroites mouchettes. Le toit est couvert de tuiles plates du pays,,,.

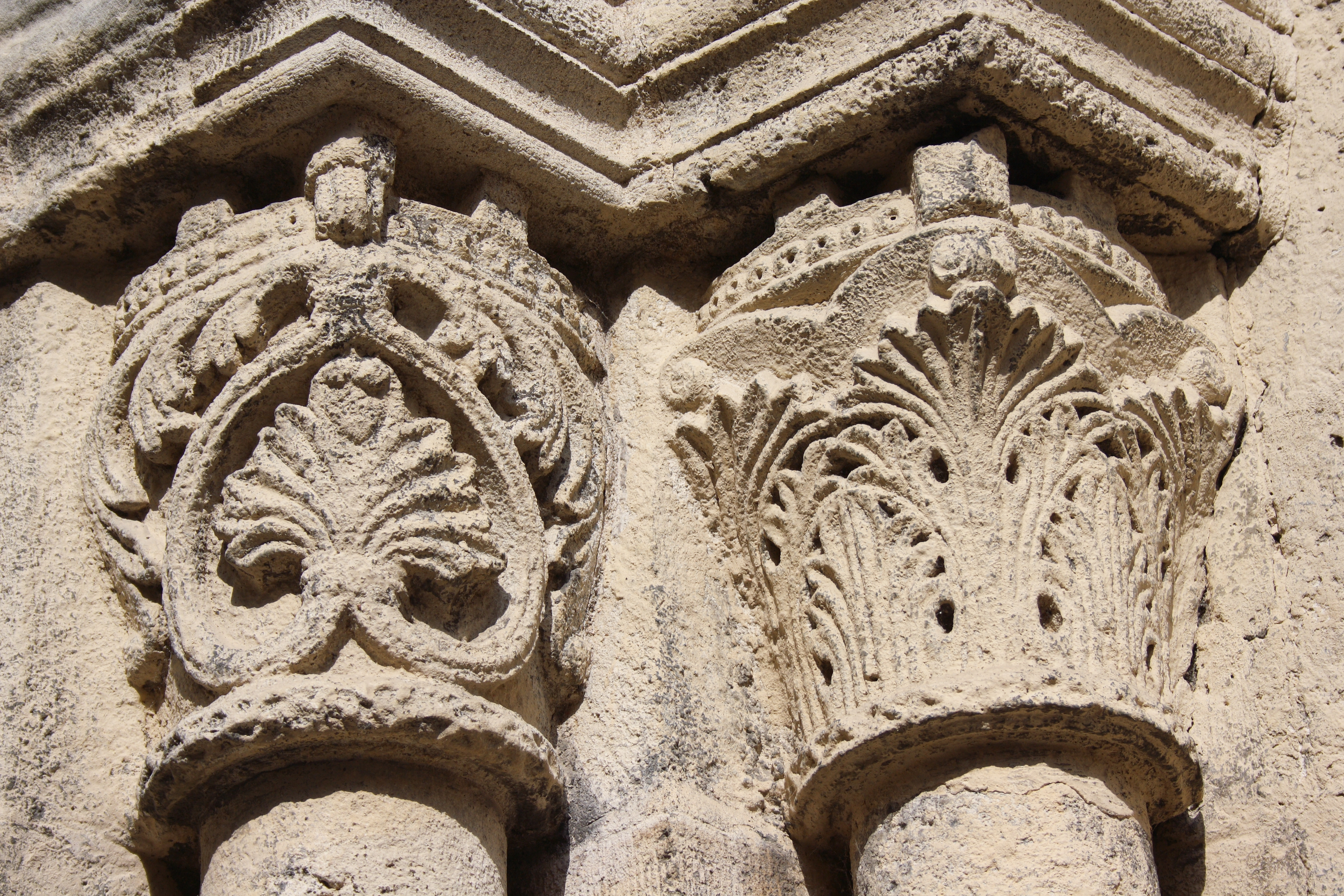
Chapiteaux du portail ouest.
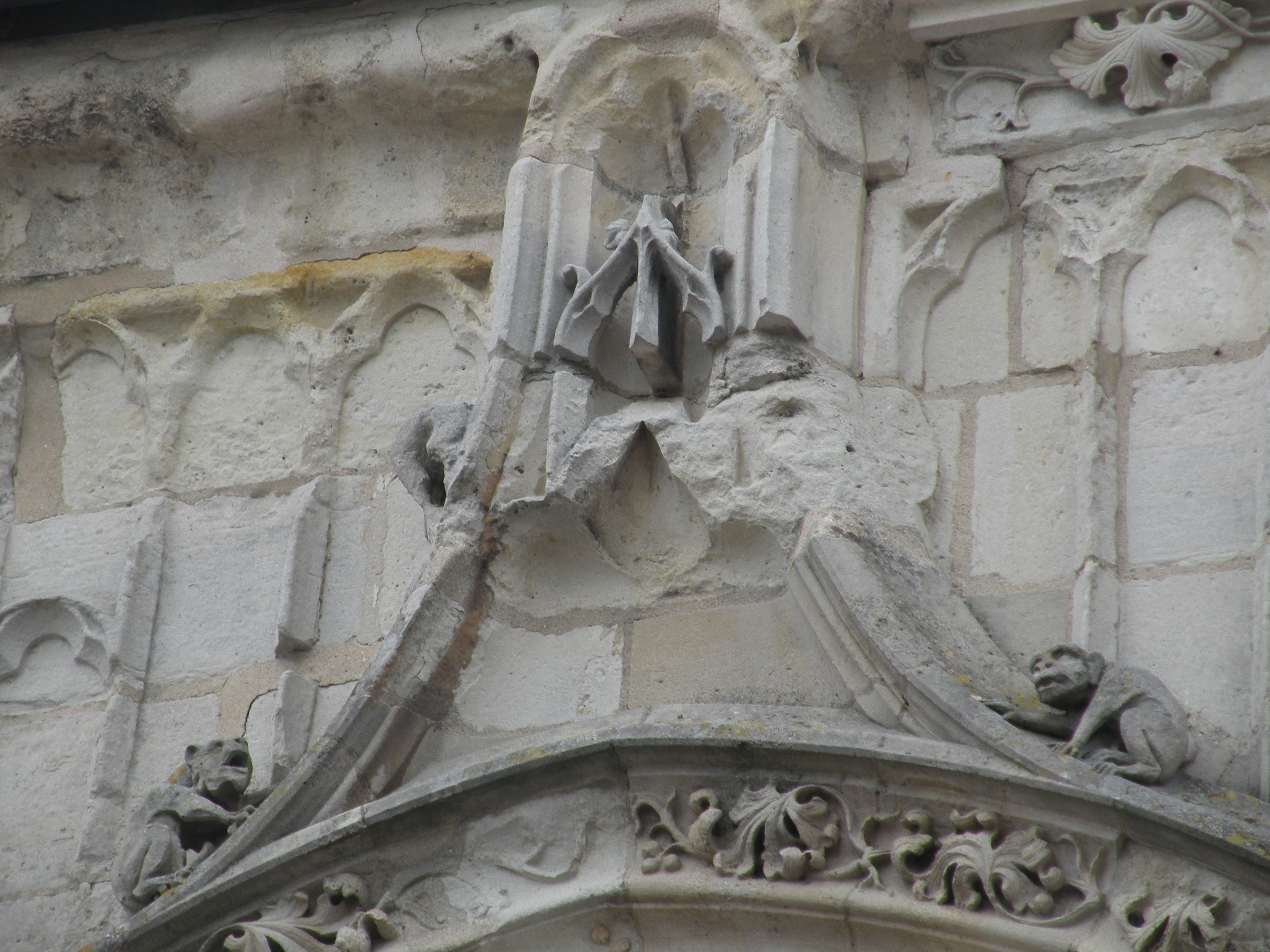
Accolade du portail méridional.
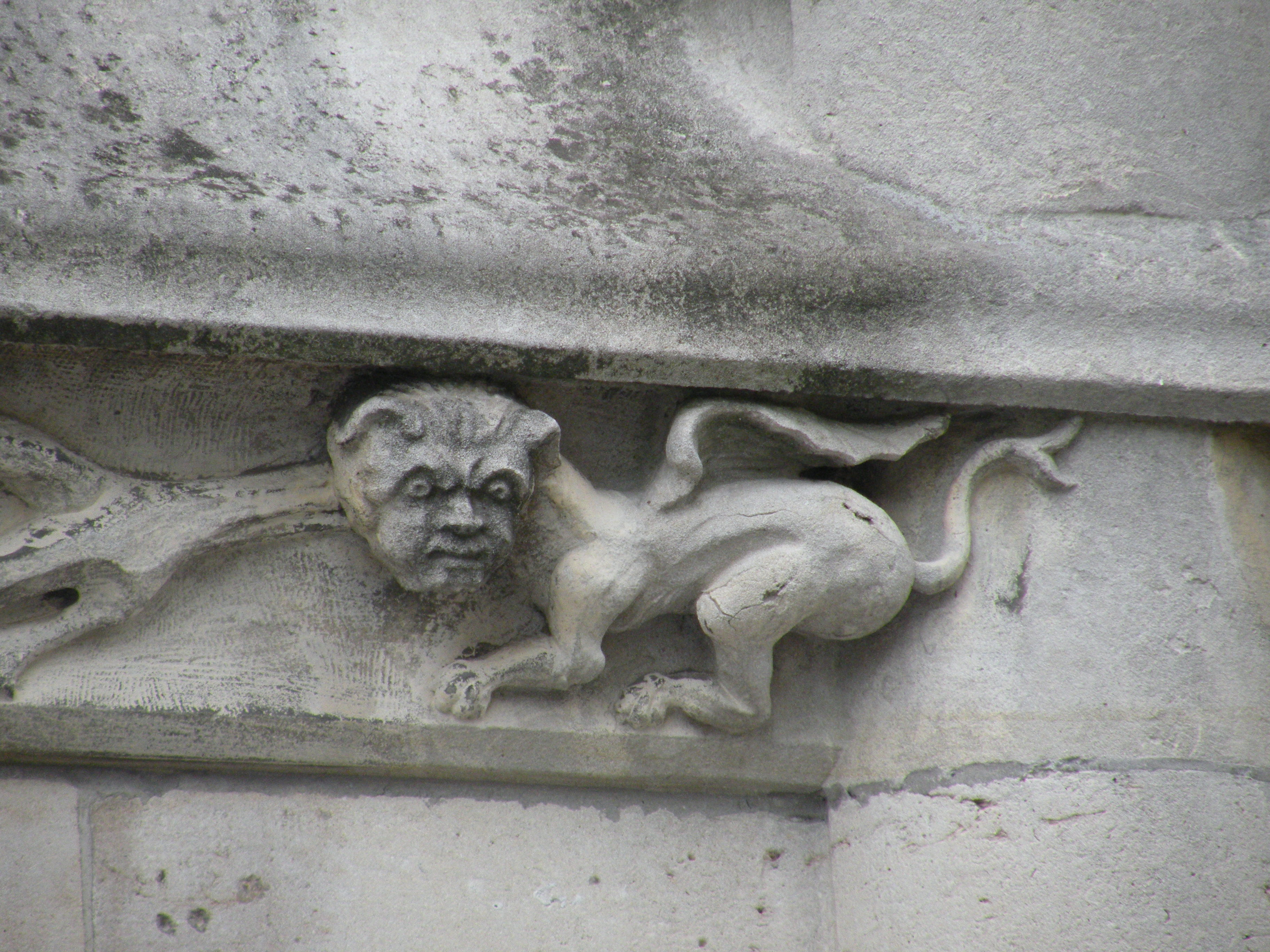
Détail de la façade sud.
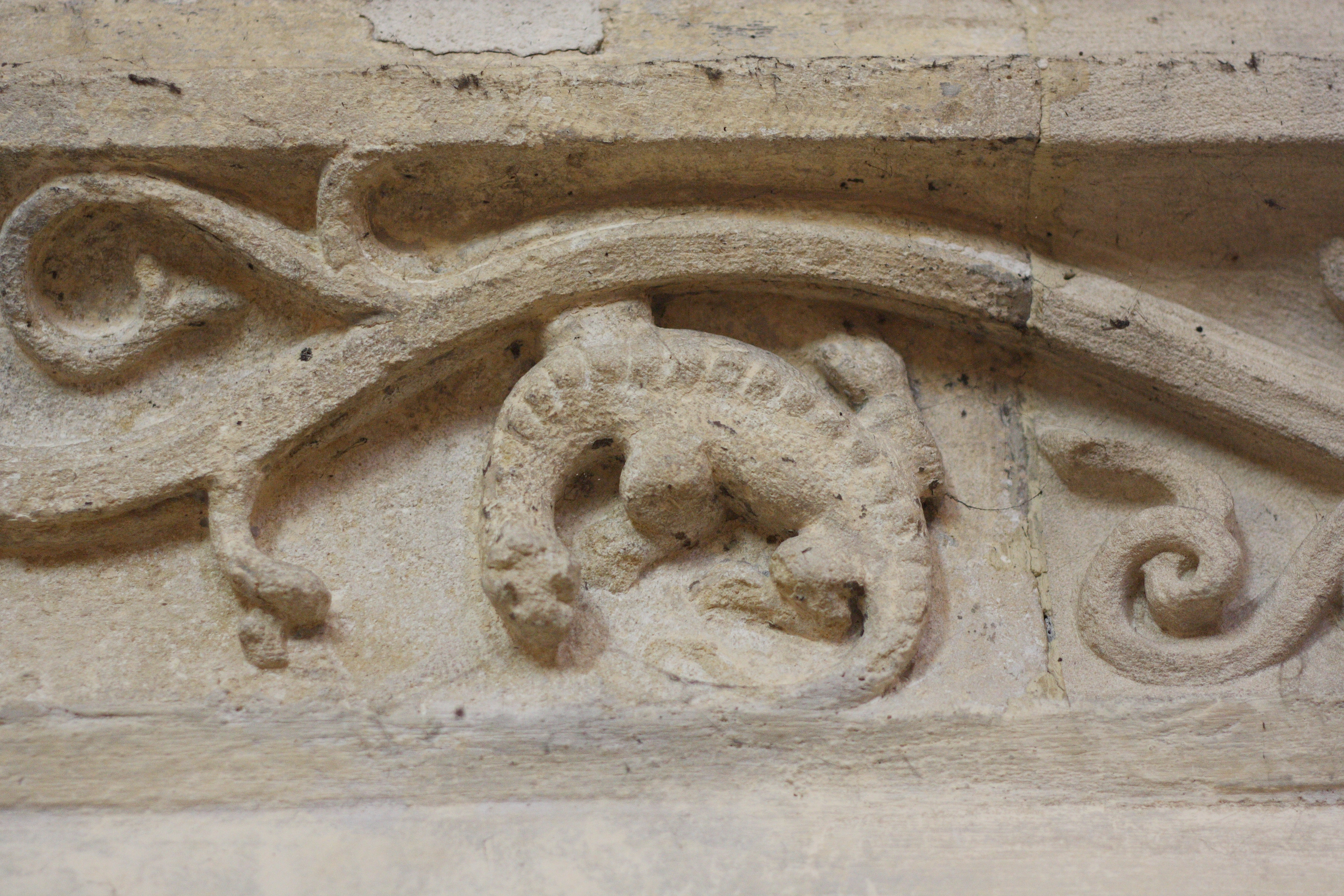
Détail de la façade sud.
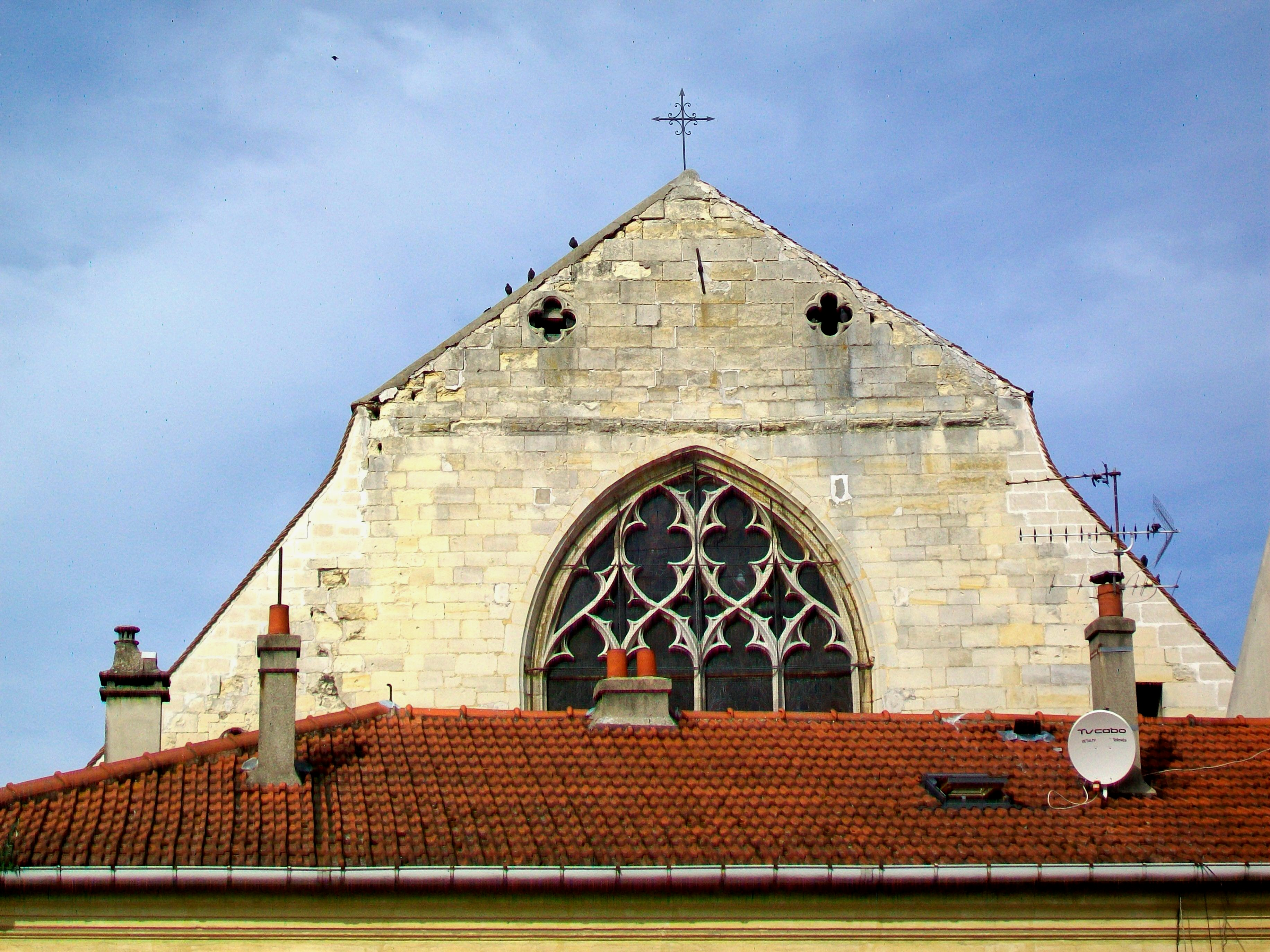
Chevet, parties hautes.
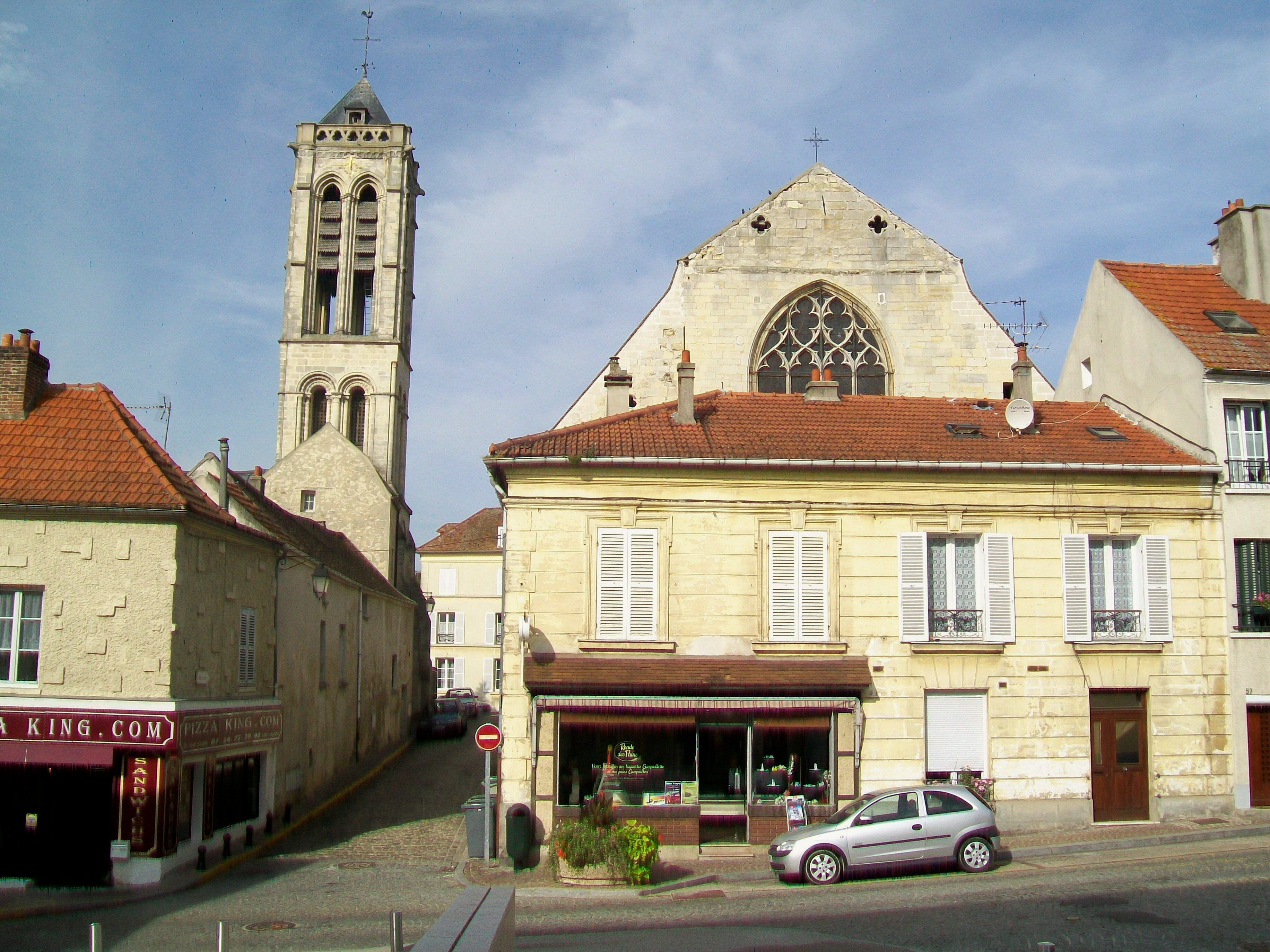
Tour St-Rieul et chevet.

### Intérieur

#### Nef

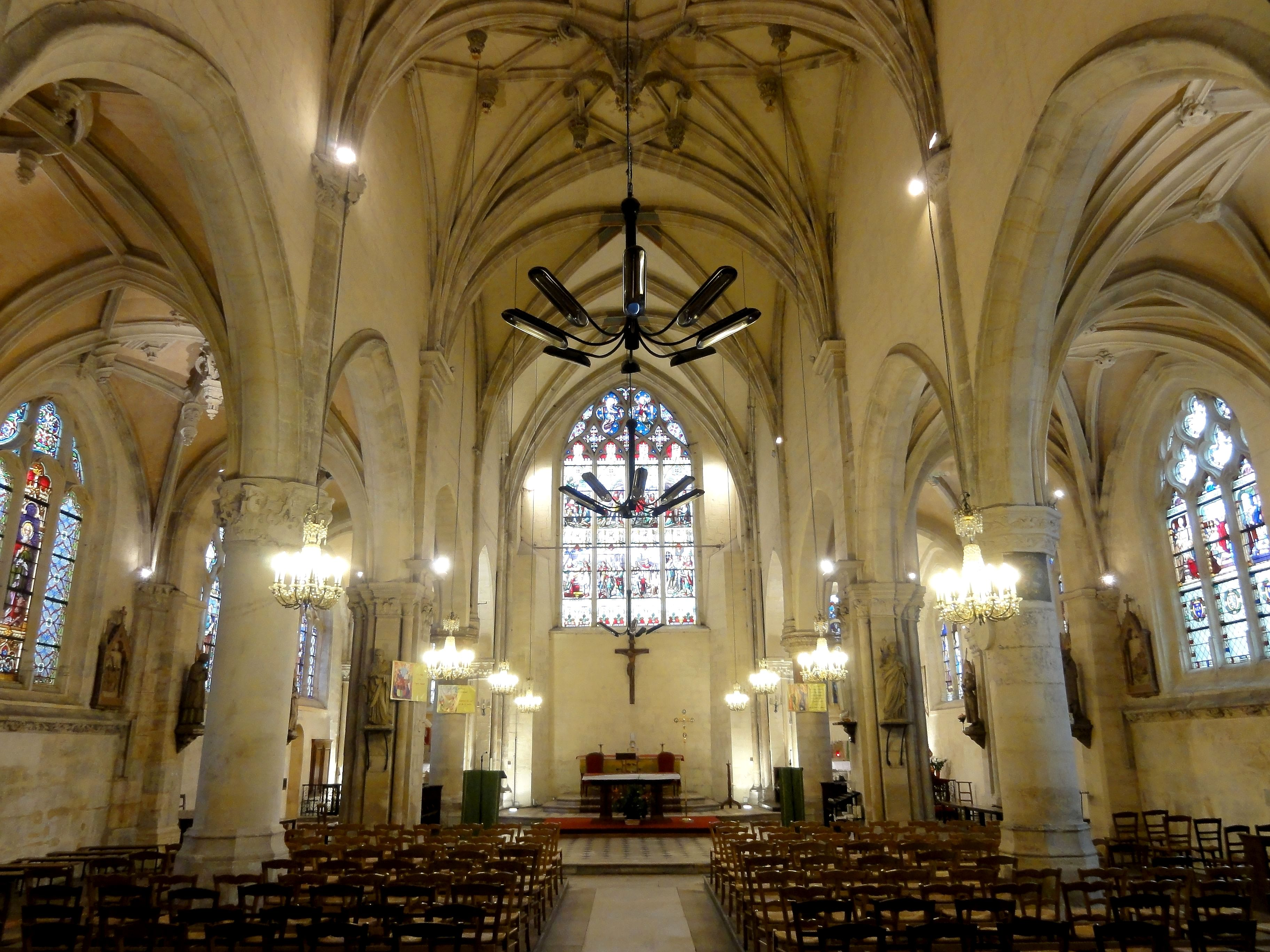
Vue générale intérieure depuis le portail.

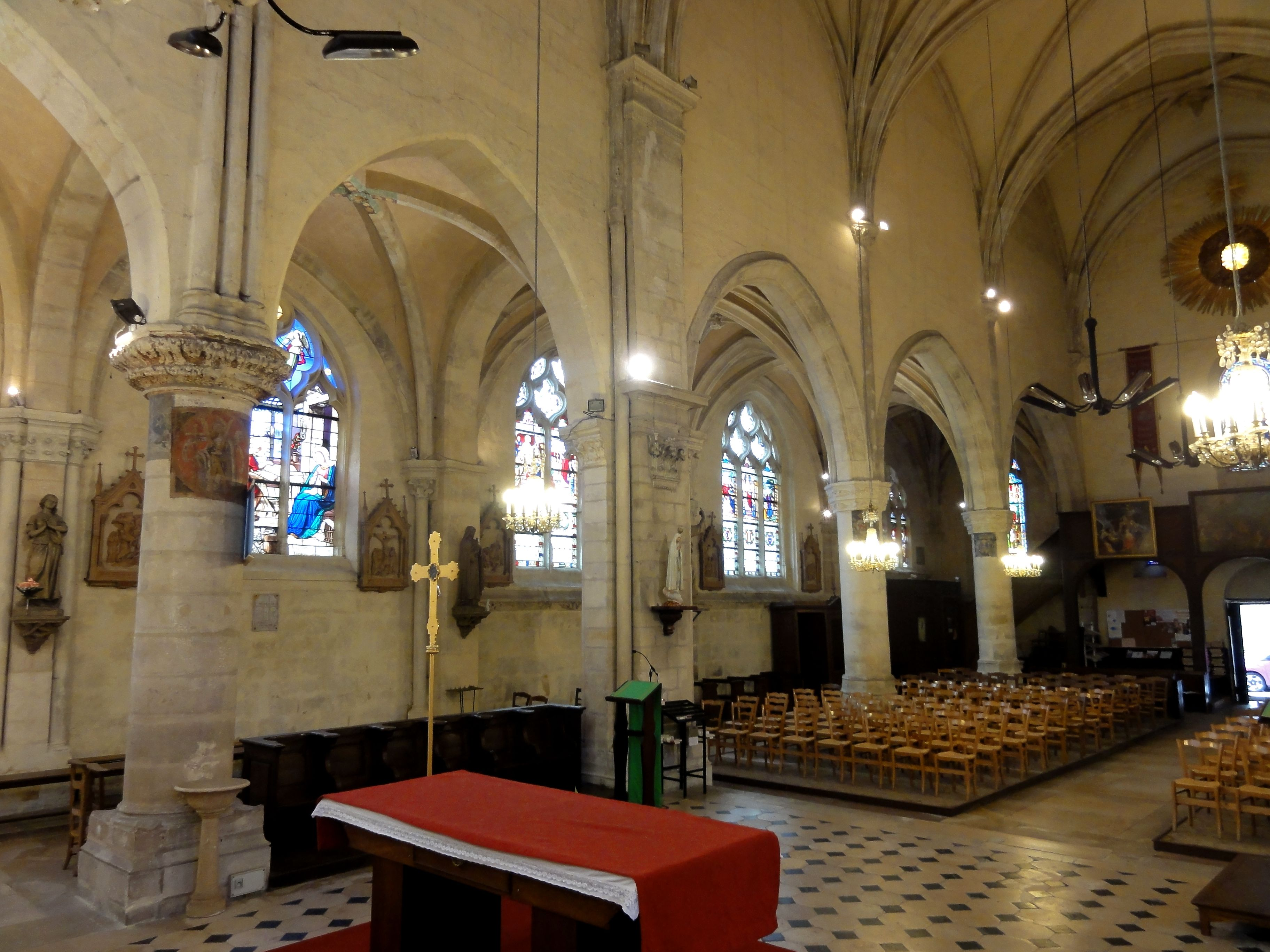
Chœur et nef, grandes arcades du sud.

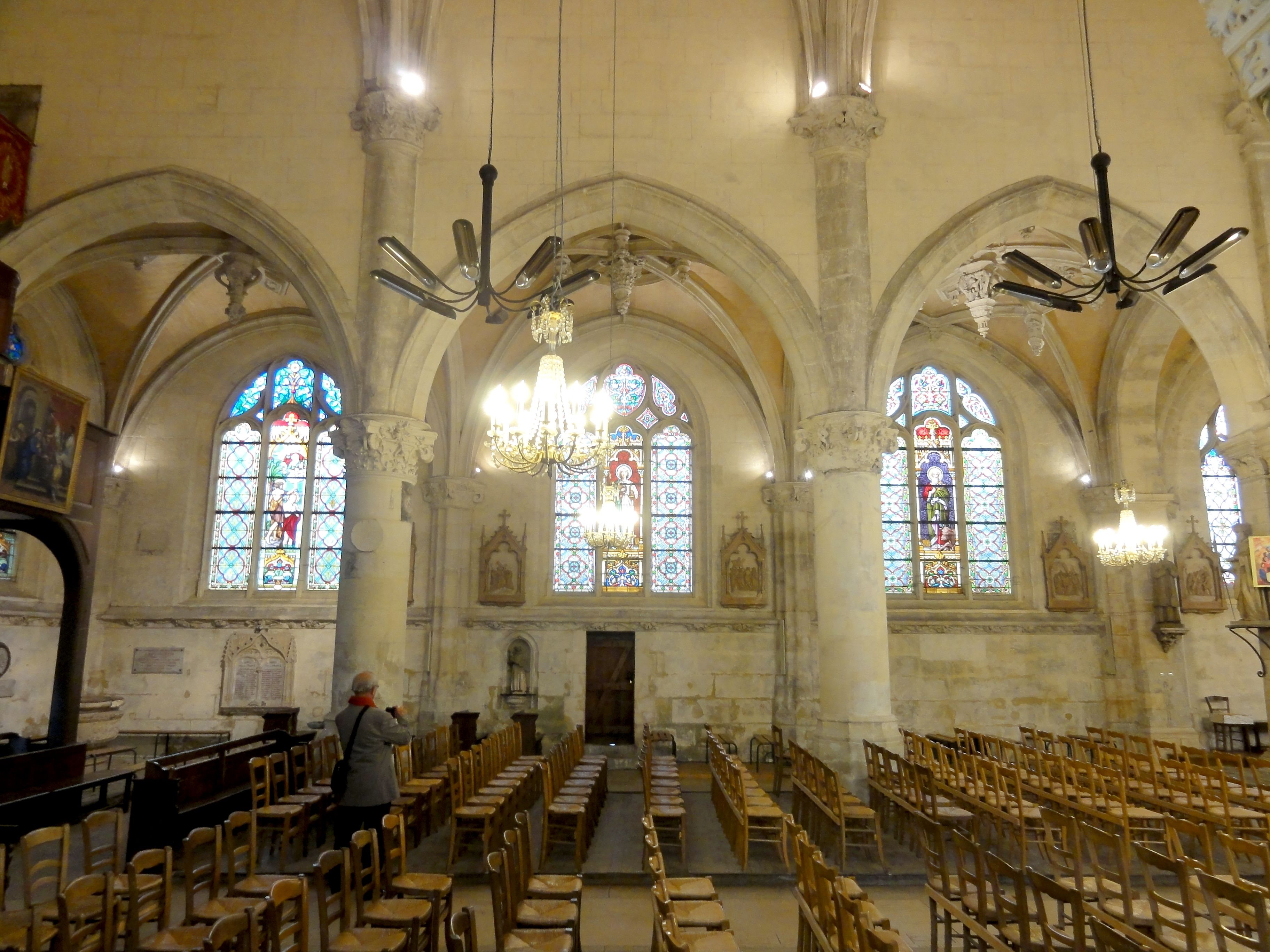
Nef, grandes arcades du nord.

Aucun élément roman n'est visible à l'intérieur de l'église. L'on aperçoit bien la baie romane de la façade, mais vue depuis l'intérieur, elle ne révèle pas son caractère. L'oculus est entouré de la couronne de fleurs au centre d'une grande gloire dorée, qui est surmonté d'un crucifix et n'a pas son pareil de la région. La tribune occidentale en bois est sans intérêt et obstrue en grande partie les étroites baies romanes à gauche et à droite du portail. Les grandes arcades de la nef, trois au nord et trois au sud, sont toutes en tiers-point. Il ne faut pas en conclure qu'elles sont très anciennes : dans l'église Saint-Martin d'Attainville, des arcades en tiers-point ont encore été bâties après 1574. Or, l'existence antérieure d'une nef romane, sa destruction en 1465 et le revoûtement du vaisseau central après cet évènement parlent en faveur de la construction d'une nef entièrement neuve pendant le dernier quart du XVe siècle. Si les bas-côtés sont apparemment plus récents, l'on voit mal comment les grandes arcades pourraient être contemporaines des bas-côtés, car les murs hauts et les voûtes de la nef n'auraient pas trouvé d'appui. Sinon il faudra admettre l'absence de nef pendant plusieurs décennies, ou bien remettre en cause sa destruction. — Les arcades sont appareillées en pierre de taille et moulurées de la façon suivante : respectivement un méplat au sud et une ondulation dans l'intrados au nord, puis de chaque côté une gorge et un biseau, l'ensemble faisant saillie devant les murs hauts de la nef et le raccordement s'opère par un quart-de-rond. On peut considérer ces profils comme très simples pour la période. Alors que le bas-côté nord est plus tardif, le profil aplati du sud correspond davantage à l'esprit de la Renaissance, ce qui souligne encore que grandes arcades et bas-côtés ne devraient pas être contemporains.
Au droit de la façade occidentale, les grandes arcades du sud commencent par un demi-chapiteau engagé dans le mur. Ensuite, les deux piliers cylindriques isolés appareillés en tambour portent des chapiteaux octogonaux, sans astragale, décorés de tiges de vigne avec des feuilles éparses et de maigres grappes de raisin, sur deux niveaux. La sculpture est maladroite et sans grâce. Le tailloir est remplacé par une mince tablette. Les piliers portent encore les armoiries provenant d'une litre funéraire. Au nord tout au contraire, les grandes arcades commencent par un demi-chapiteau, qui est inspiré des deux gros chapiteaux des piliers isolés entre la première et la seconde, ainsi qu'entre la seconde et la troisième travée. De plan rond et dépourvus de tailloirs, ces chapiteaux sont librement inspirés du corinthien mais d'un ordonnancement beaucoup moins sévère ; les feuilles d'acanthe n'habillent pas toute la surface de la corbeille et sont disposées de façon un peu irrégulière avec des variations de forme, et ils enveloppent en partie les volutes d'angle. Sur le premier pilier, ils alternent avec des tiges. De grands bustes d'anges se détachent sur deux faces, et un petit chérubin nu sur les deux autres faces ; des lézards rampent sur le tailloir. Sur le second pilier, la sculpture est beaucoup plus habille, et chaque face présente un petit angelot nu. Par la combinaison peu courante de l'ordre corinthien avec des éléments figuratifs, ces chapiteaux évoquent ceux du collatéral nord de la cathédrale Saint-Maclou de Pontoise.
Dans les angles sud-ouest et nord-ouest de la nef, les voûtes retombent sur des culs-de-lampe, qui à la suite des différences observées au niveau des grandes arcades, sont également différents au nord et au sud. Cette même opposition - gothique flamboyant au sud et Renaissance au nord - caractérise la nef de l'église Saint-Didier de Villiers-le-Bel, qui toutefois remplace une nef gothique. Tant au sud qu'au nord, des ondulations dans le mur établissent le lien visuel entre les grandes arcades et les chapiteaux du second ordre. Les chapiteaux flamboyants au sud étant plus petits que les chapiteaux Renaissance en face, les ondulations y sont moins prononcées et au profil d'un segment de cercle. Tant les chapiteaux flamboyants que les ondulations en dessous paraissent sous-proportionnées par rapport à l'envergure des nervures des voûtes, qui en réalité se fondent dans le mur. Cette maladresse a pu motiver un léger changement de parti au moment même du voûtement, pendant le dernier quart du XVe siècle. Au nord, les ondulations se présentent comme un renflement convexe entre deux moulures concaves. Si les voûtes flamboyantes continuent d'être employées jusqu'au XVIIe siècle avec modification de la modénature, l'on peut observer que sauf à Villiers-le-Bel, où l'on a également affaire à un changement de parti en cours de chantier, les chapiteaux Renaissance du second ordre vont habituellement de pair avec des pilastres ou des colonnettes à l'antique dans les autres églises Renaissance du département. Les chapiteaux Renaissance ont donc dû être montés après le voûtement. Par ailleurs, lorsque l'arc triomphal, c'est-à-dire l'arc-doubleau à l'intersection entre nef et chœur a été consolidé à la Renaissance, des pilastres ont bien été employés. Ils ne sont curieusement pas sculptés jusqu'aux chapiteaux du premier ordre, qui sont d'un style corinthien des plus classiques, ni de là jusqu'aux chapiteaux du second ordre, qui sont une création fantaisiste basé sur un entablement avec bandeau, frise nue et corniche.

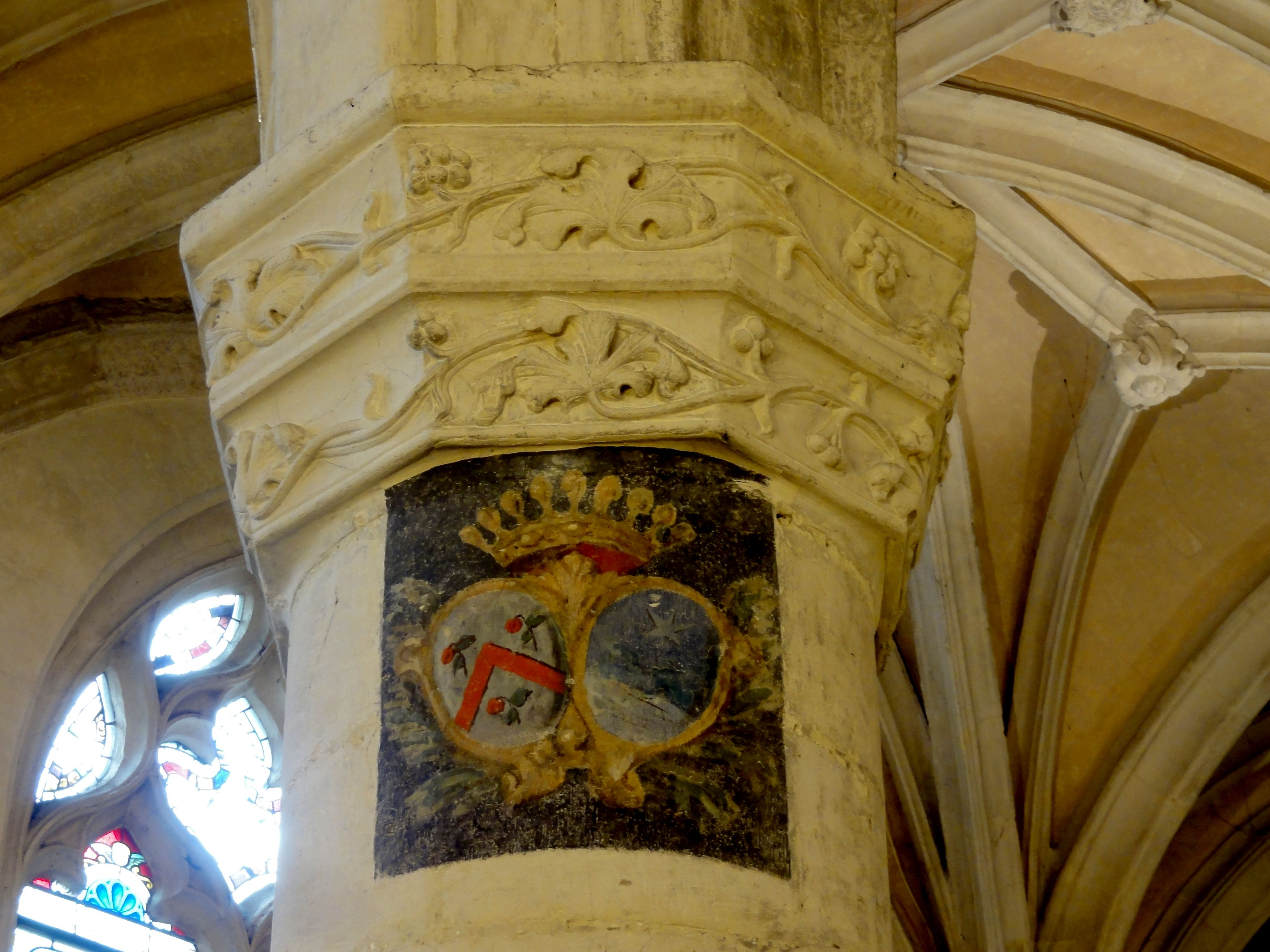
Chapiteau flamboyant et litre du 2e pilier du sud.
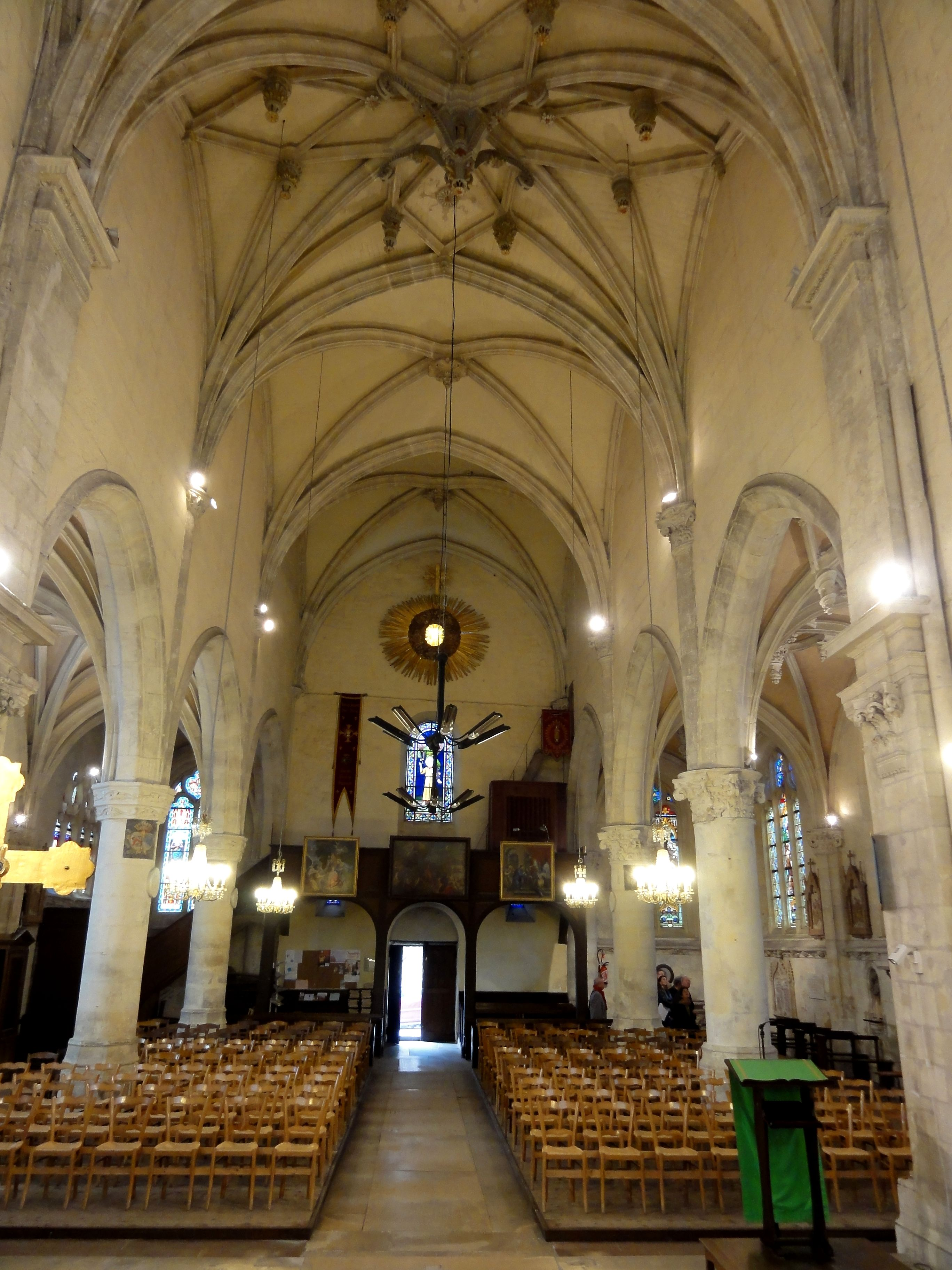
Nef, vue vers l'ouest.
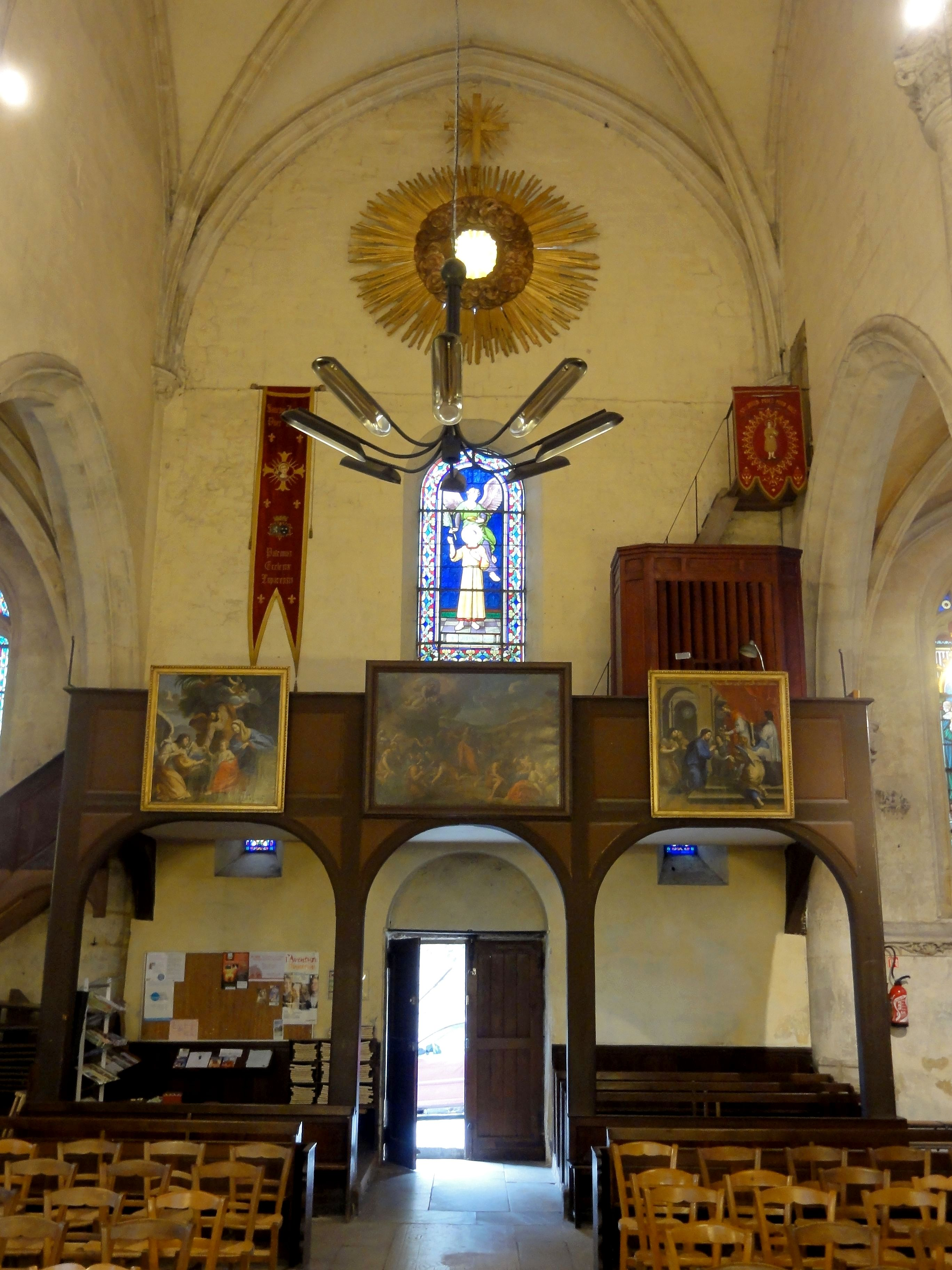
Nef, extrémité occidentale.
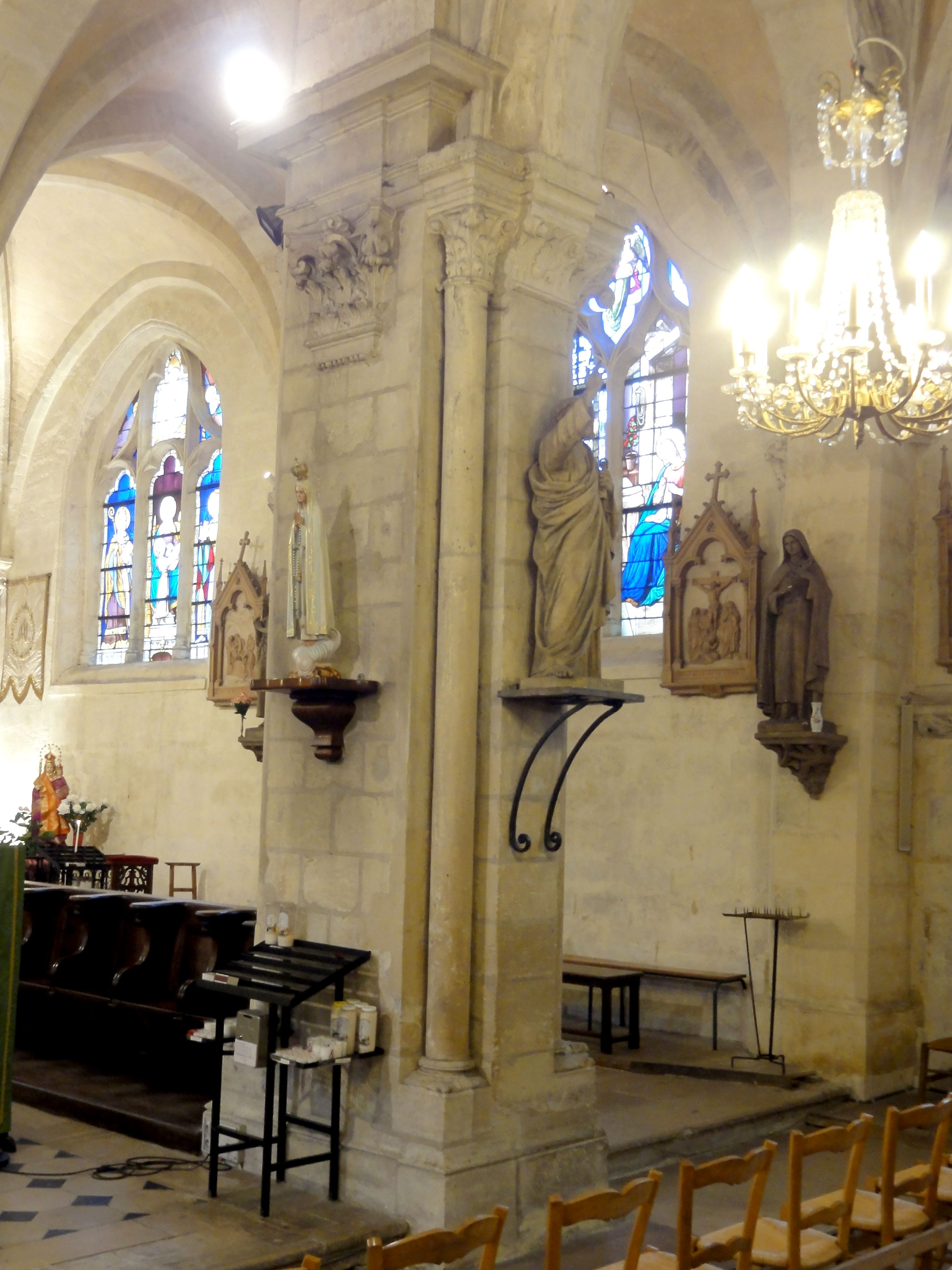
Pilier à l'intersection entre nef et chœur.
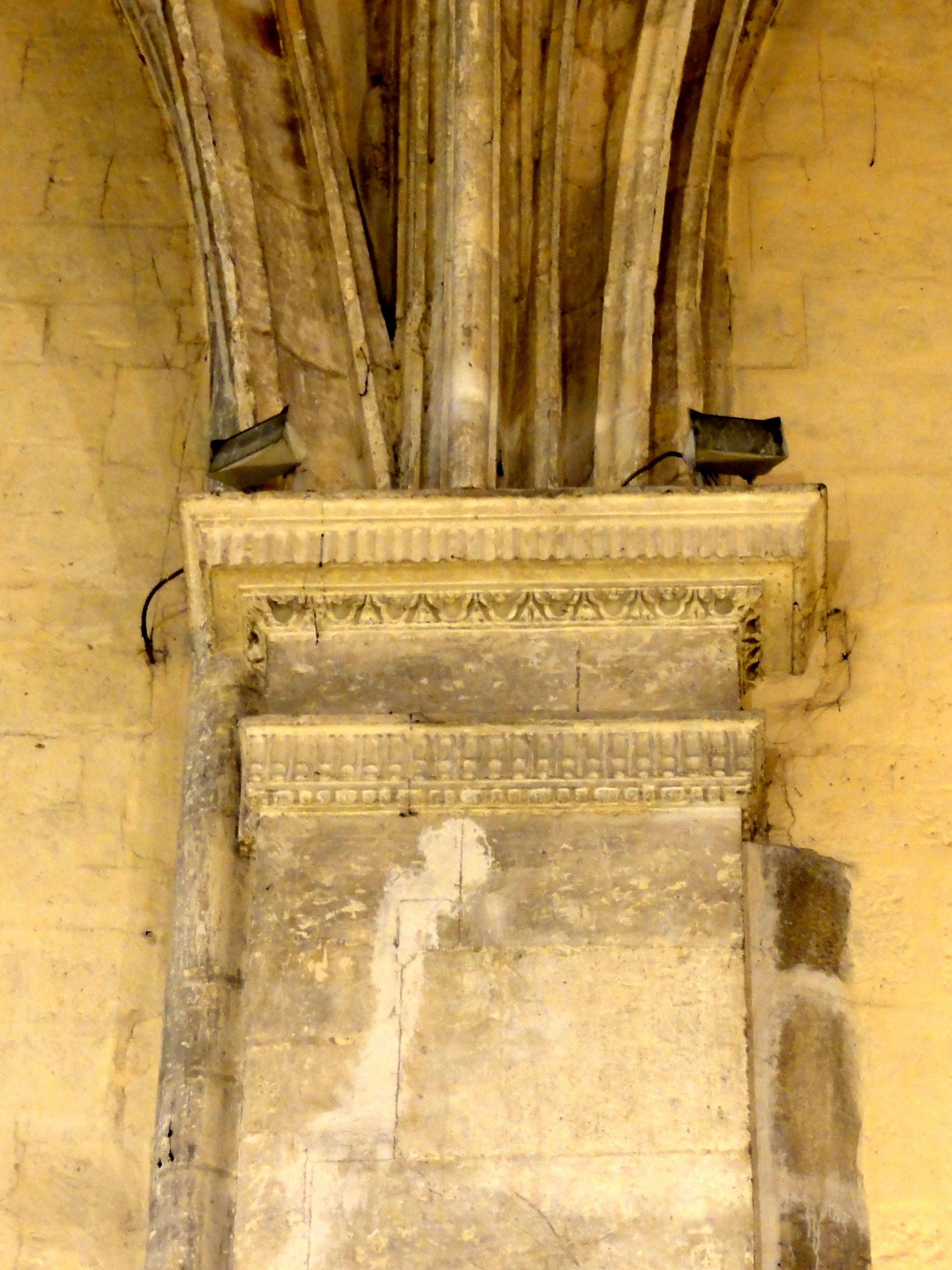
Chapiteau du 2e ordre de l'arc triomphal.
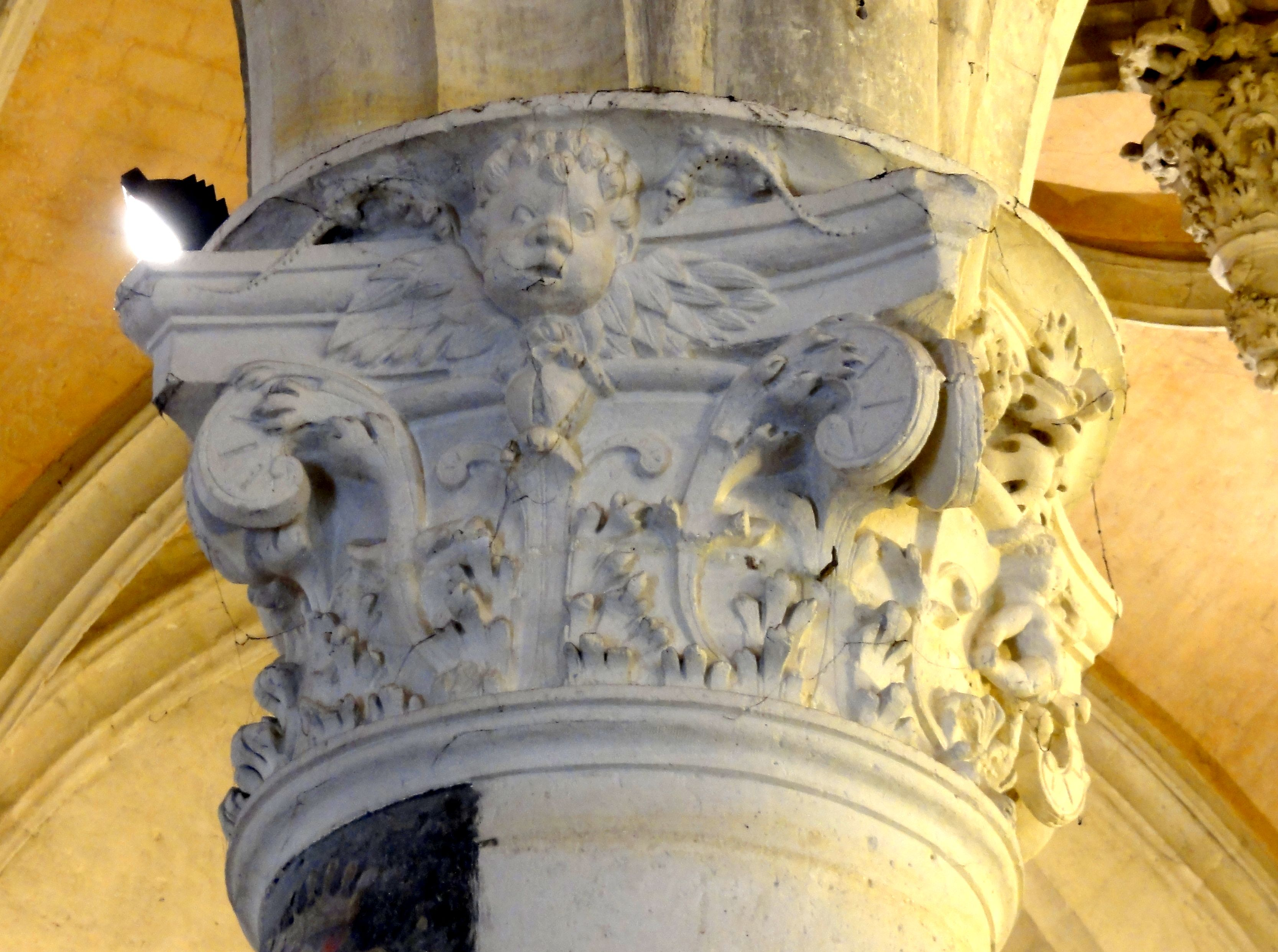
Chapiteau Renaissance du 1er pilier du nord.

#### Bas-côtés de la nef

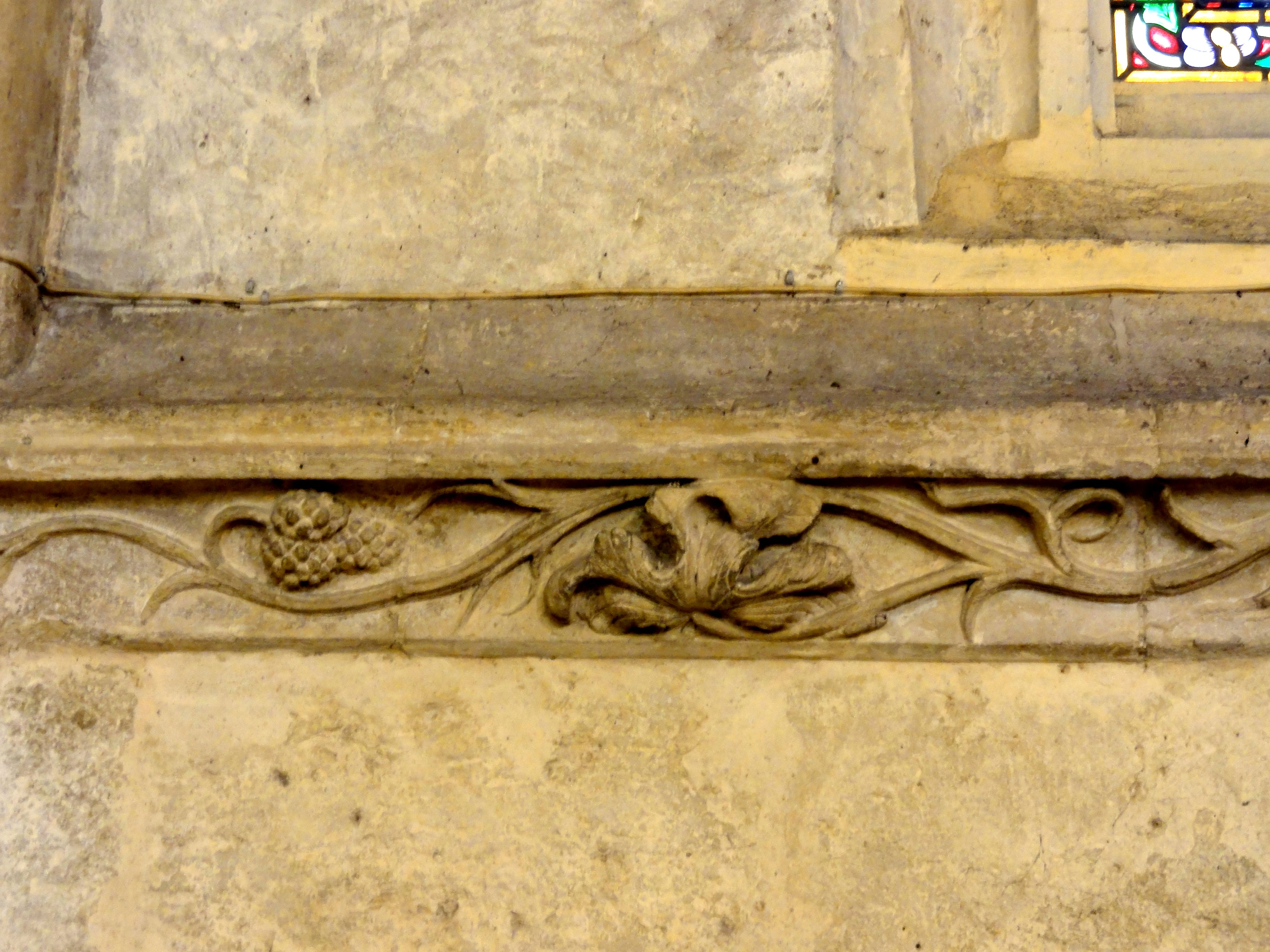
Frise des bas-côtés, détail.

Les deux bas-côtés sont réputés provenir de deux campagnes de construction distinctes, séparées d'environ une génération, même si Charles Huet admet qu'elles ont pu s'enchaîner. Alors que la sculpture des chapiteaux engagés dans les murs extérieurs est calqué sur celle des grandes arcades, les deux bas-côtés partagent deux caractéristiques importants en élévation, hormis le profil identique des grandes arcades, déjà mentionné. Dans les deux bas-côtés, l'on trouve des piliers ondulés identiques engagés dans les murs. Leur profil est le même que sur les murs hauts de la nef, côté nord : un renflement entre deux gorges sur chaque face. Puisque les piliers ondulés sont plus proéminents dans les bas-côtés que dans la nef, ce profil est en partie répété à gauche et à droite de la face frontale, séparé de celle-ci par un onglet qui correspond à la retombée des ogives. L'autre point en commun est la frise de pampres qui court sur les murs extérieurs à la limite des allèges, comme au début de la nef de Méry-sur-Oise, dans le vaisseau central du Mesnil-Amelot, dans la dernière travée du collatéral sud de Villiers-Adam, et dans le bas-côté nord de Villiers-le-Bel (où le motif sont des postes associées aux denticules). Elle reprend l'un des motifs des chapiteaux flamboyants de la nef. En dépit de la richesse du vocabulaire ornemental de l'époque et de la diversité habituelle des motifs réunis dans une même église, on ne voit aucun animal fantastique, aucun personnage grotesque. Ce sont donc toujours des tiges de vigne avec des feuilles et des grappes de raisin, mieux travaillés que sur les chapiteaux de la nef. Pour ce qui est des chapiteaux du bas-côté sud, ils comportent toujours deux niveaux, le niveau inférieur étant occupé par une longue tige autour de laquelle est lâchement roulé un phylactère vierge ou un ruban. Au nord, ils comportent deux niveaux alors que ce n'est pas le cas du côté nord de la nef. La structure de base est toujours fourni par le chapiteau corinthien, mais dans deux cas les volutes évoquent ici des pousses de fougère, et une moulure horizontale sépare les deux registres. Les motifs sont de petits bustes d'un homme et d'une femme et un petit chérubin sur la volute centrale dans l'angle nord-ouest ; puis un arrangement à prédominance végétale avec un unique petit chérubin dansant au centre du registre inférieur ; puis deux grands bustes de chérubins en haut et des feuilles d'acanthe en bas. Cette iconographie à mi-chemin entre art flamboyant et Renaissance italienne se rencontre aussi dans les bas-côtés sud de Viarmes et Villiers-le-Bel, et dans le chœur de Boran-sur-Oise. La ressemblance avec les chapiteaux du Mesnil-Amelot est frappante.

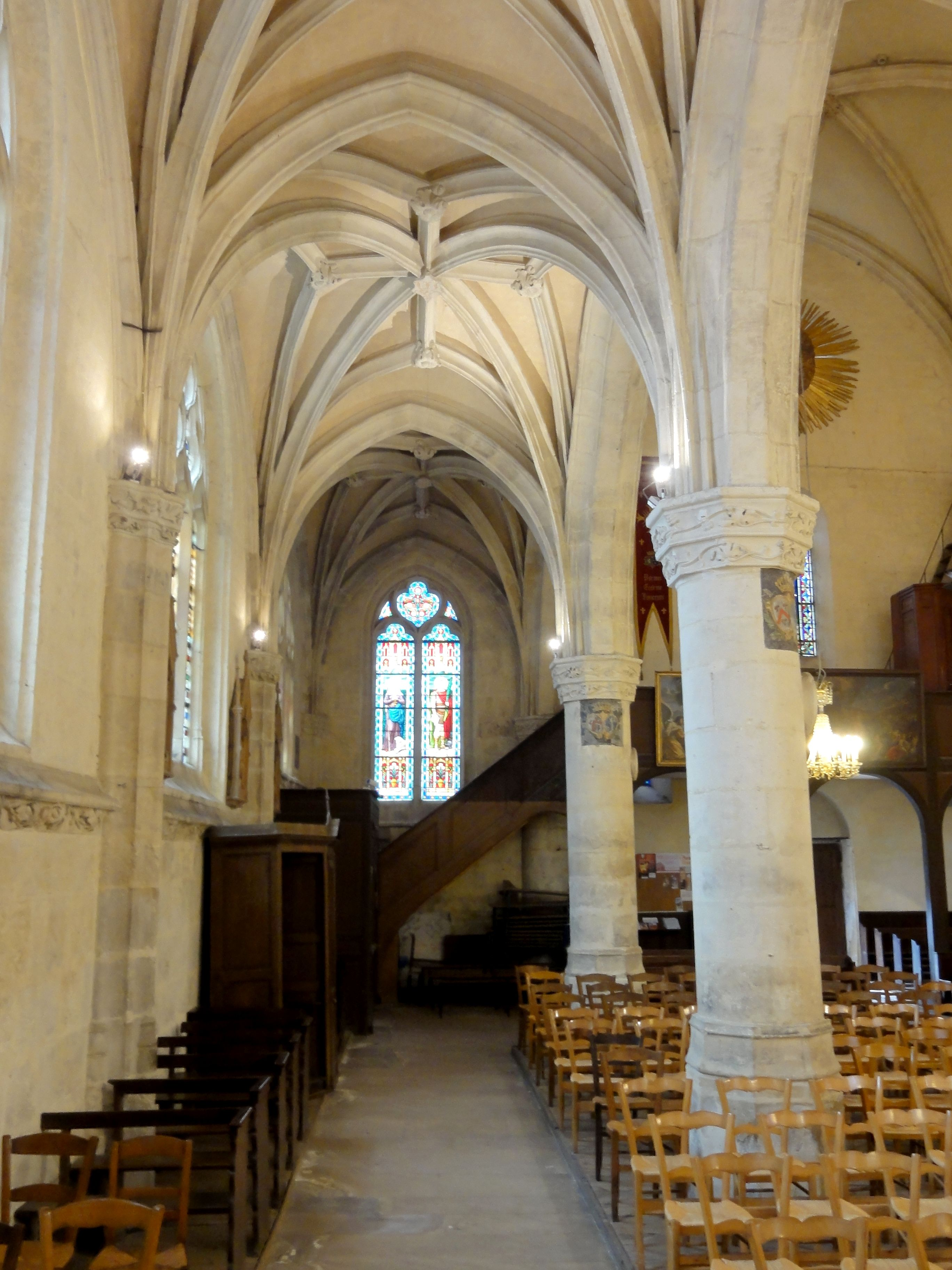
Bas-côté sud, 3e travée, vue vers l'ouest.
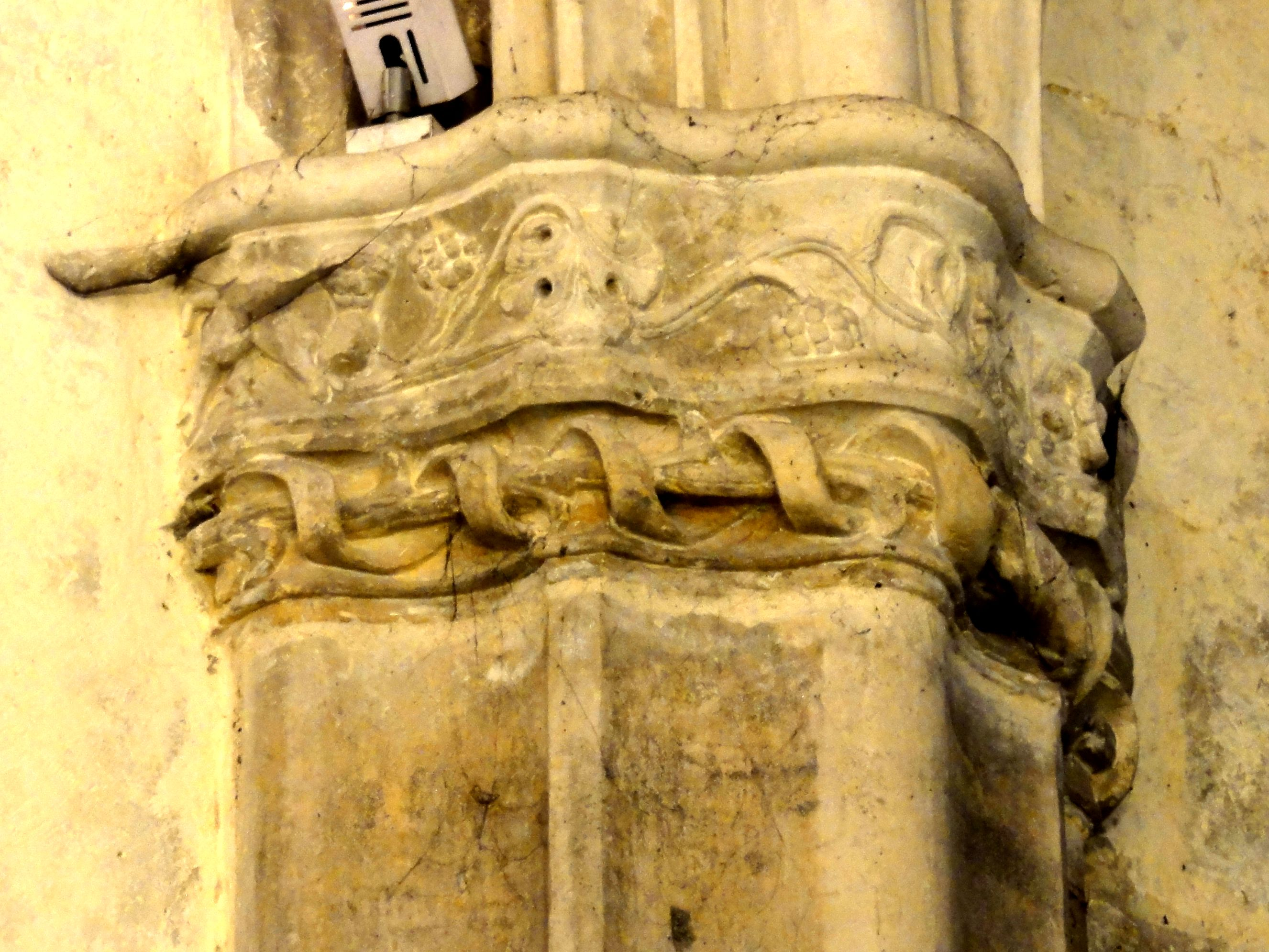
Chapiteau engagé du bas-côté sud.
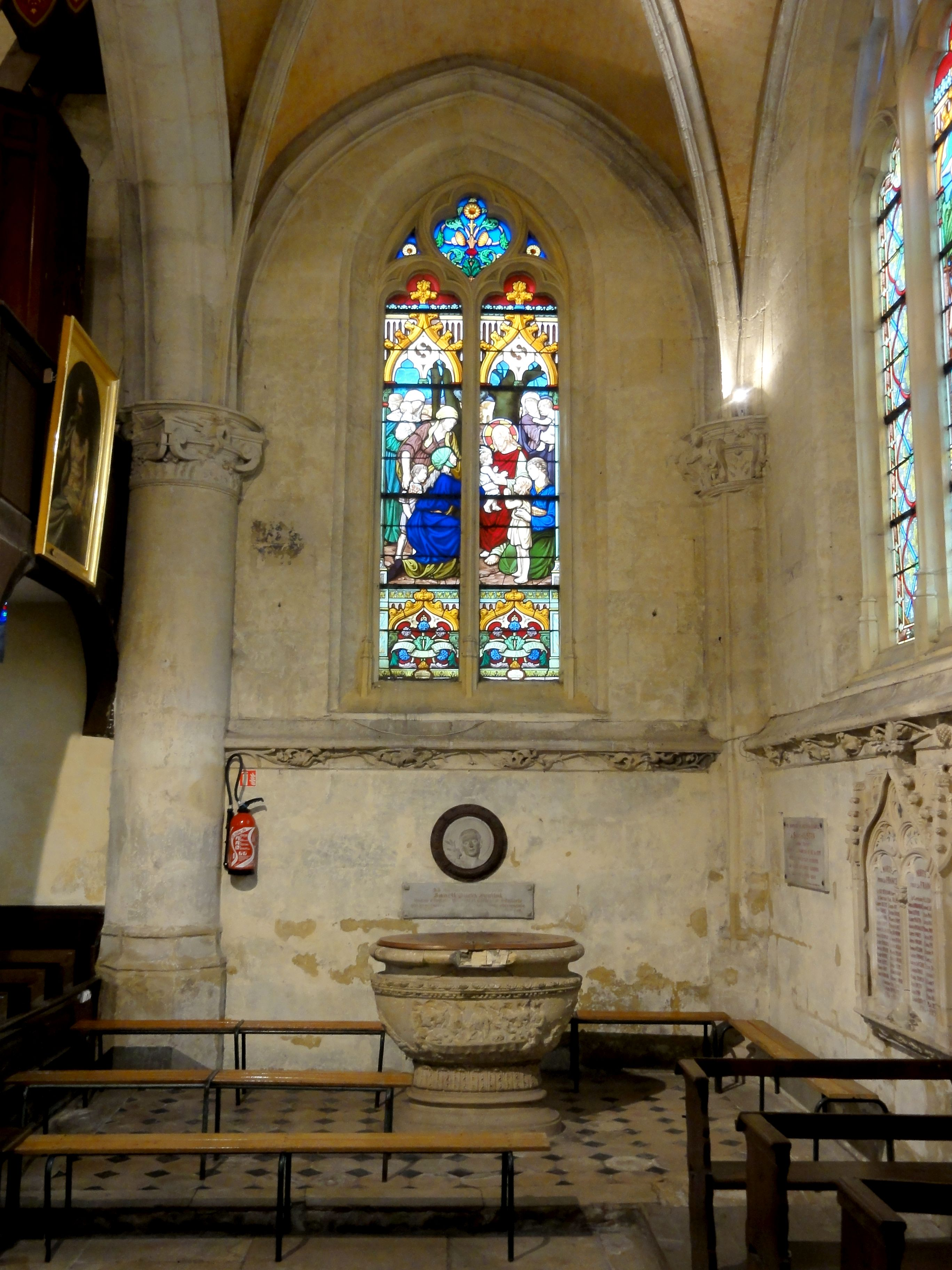
Bas-côté nord, chapelle baptismale à l'ouest.
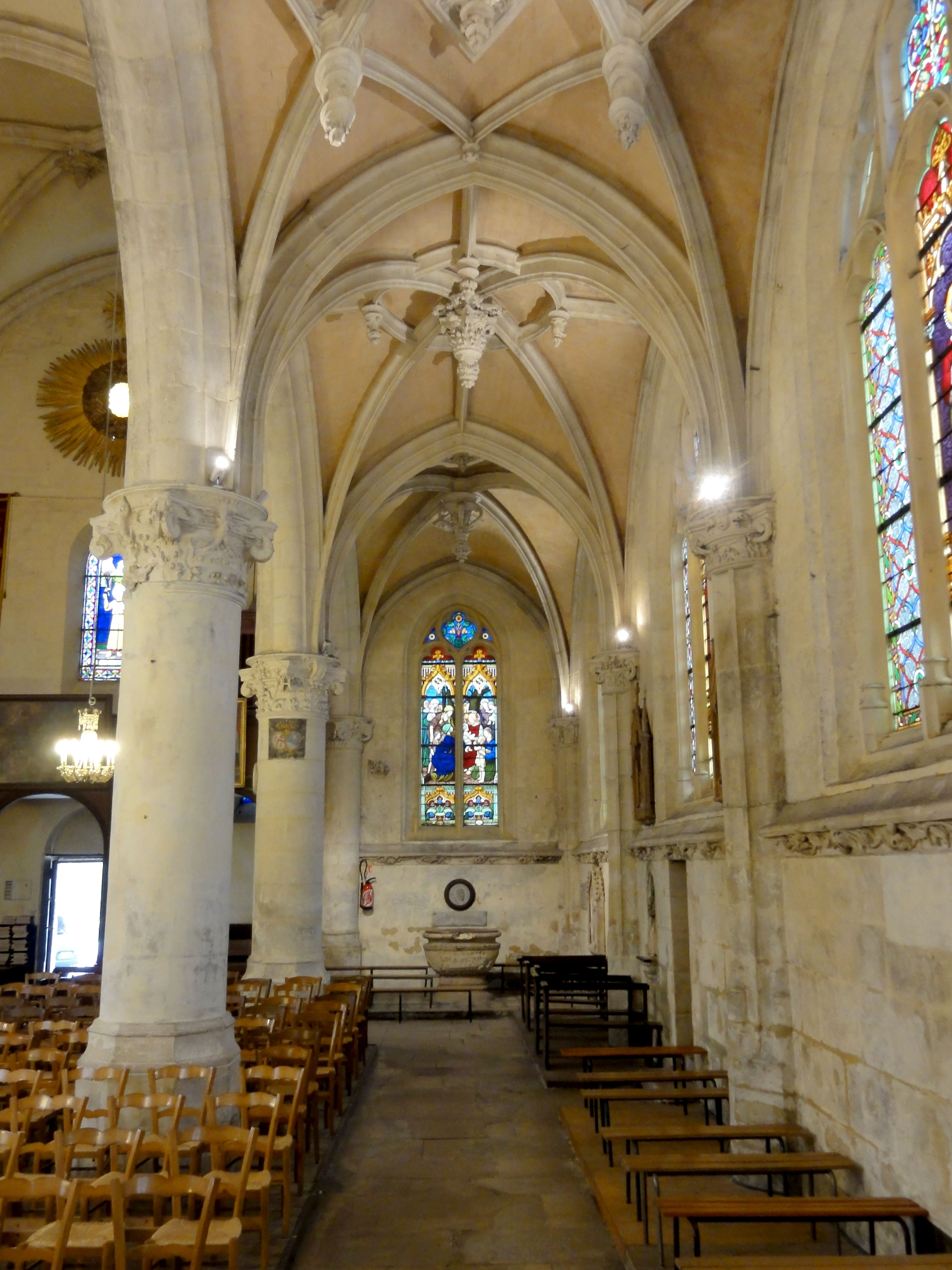
Bas-côté nord, 3e travée, vue vers l'ouest.
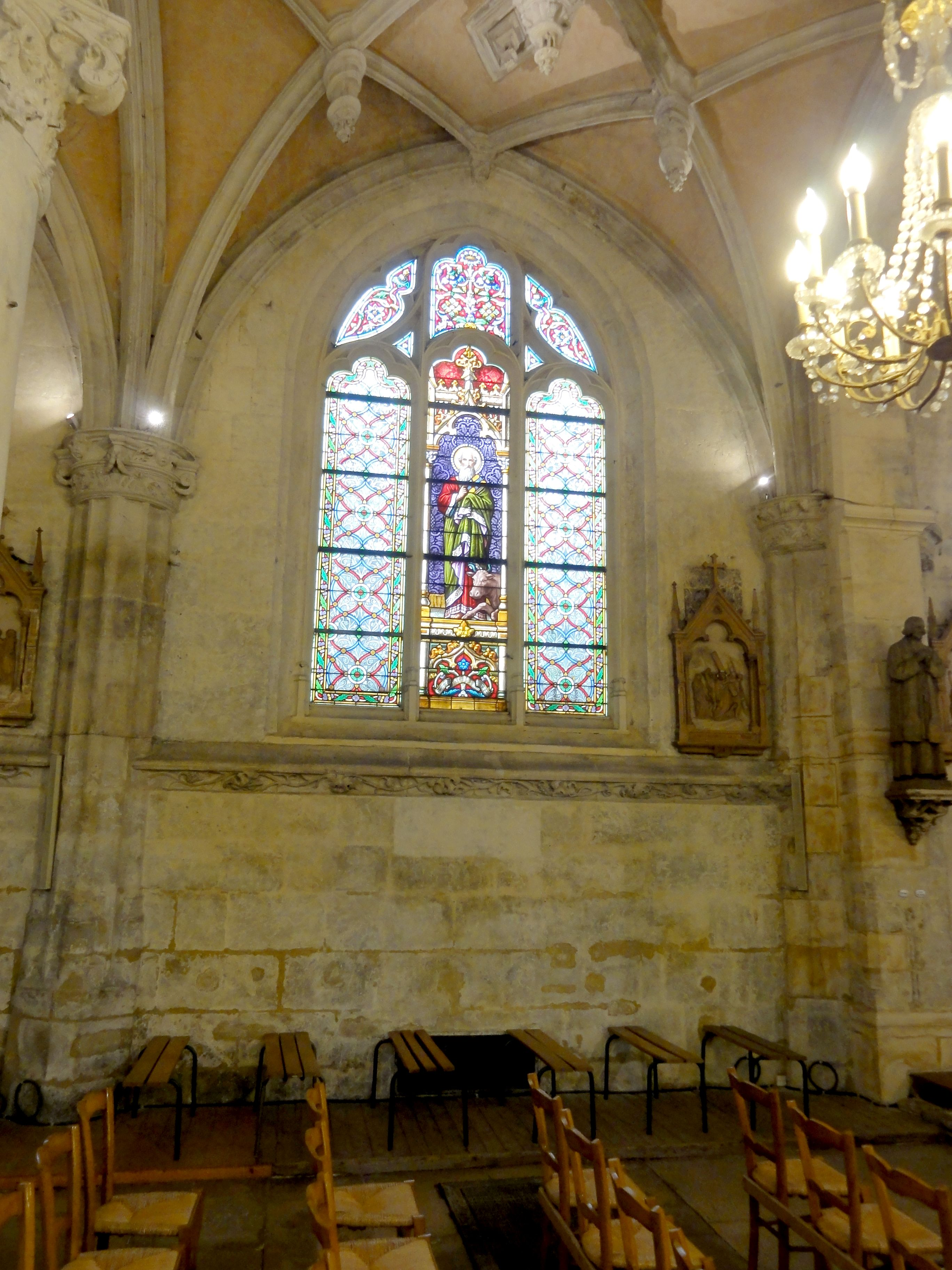
Bas-côté nord, 3e travée.
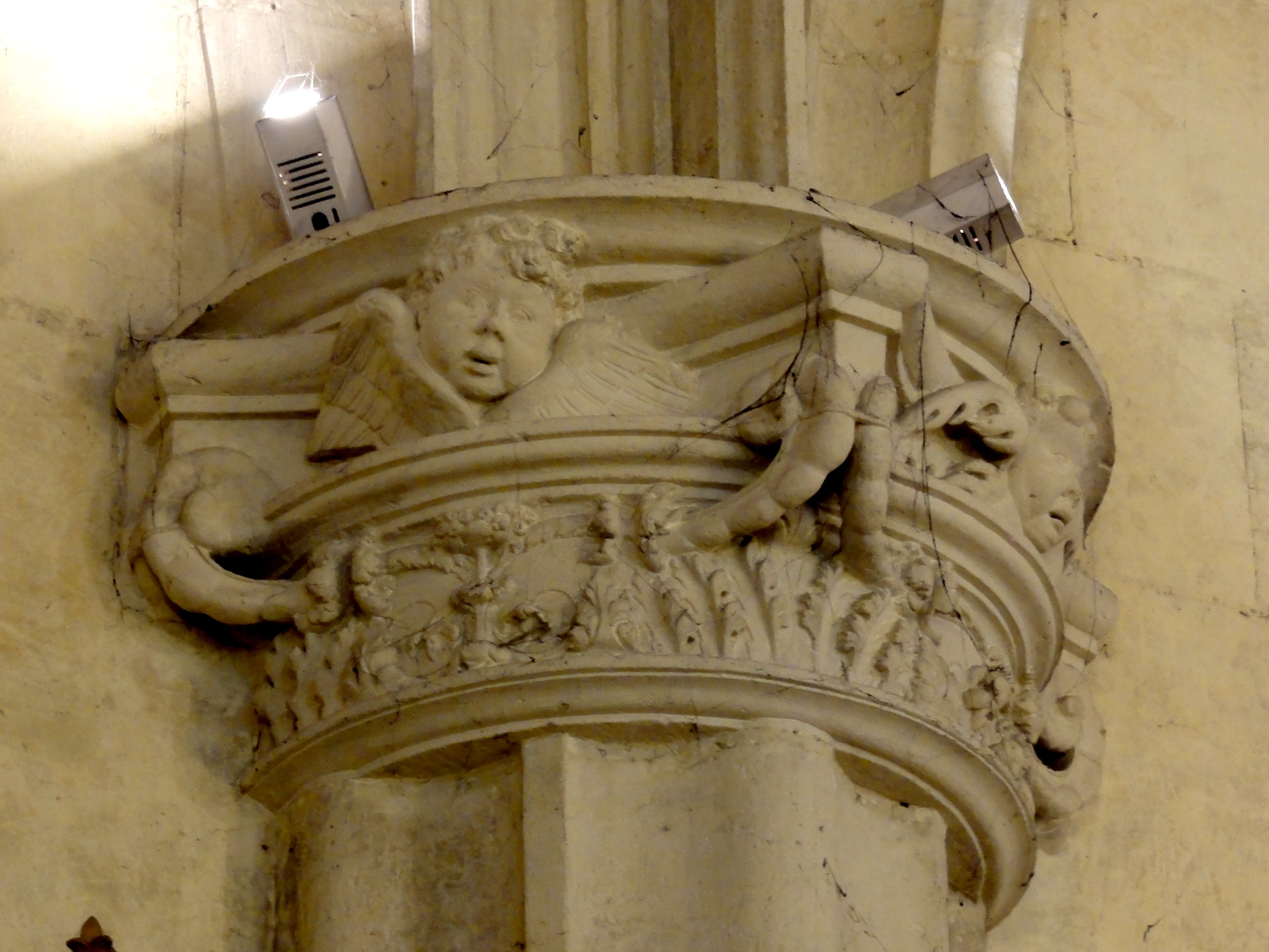
Chapiteau engagé du bas-côté nord.

#### Décoration des voûtes du vaisseau central et des bas-côtés

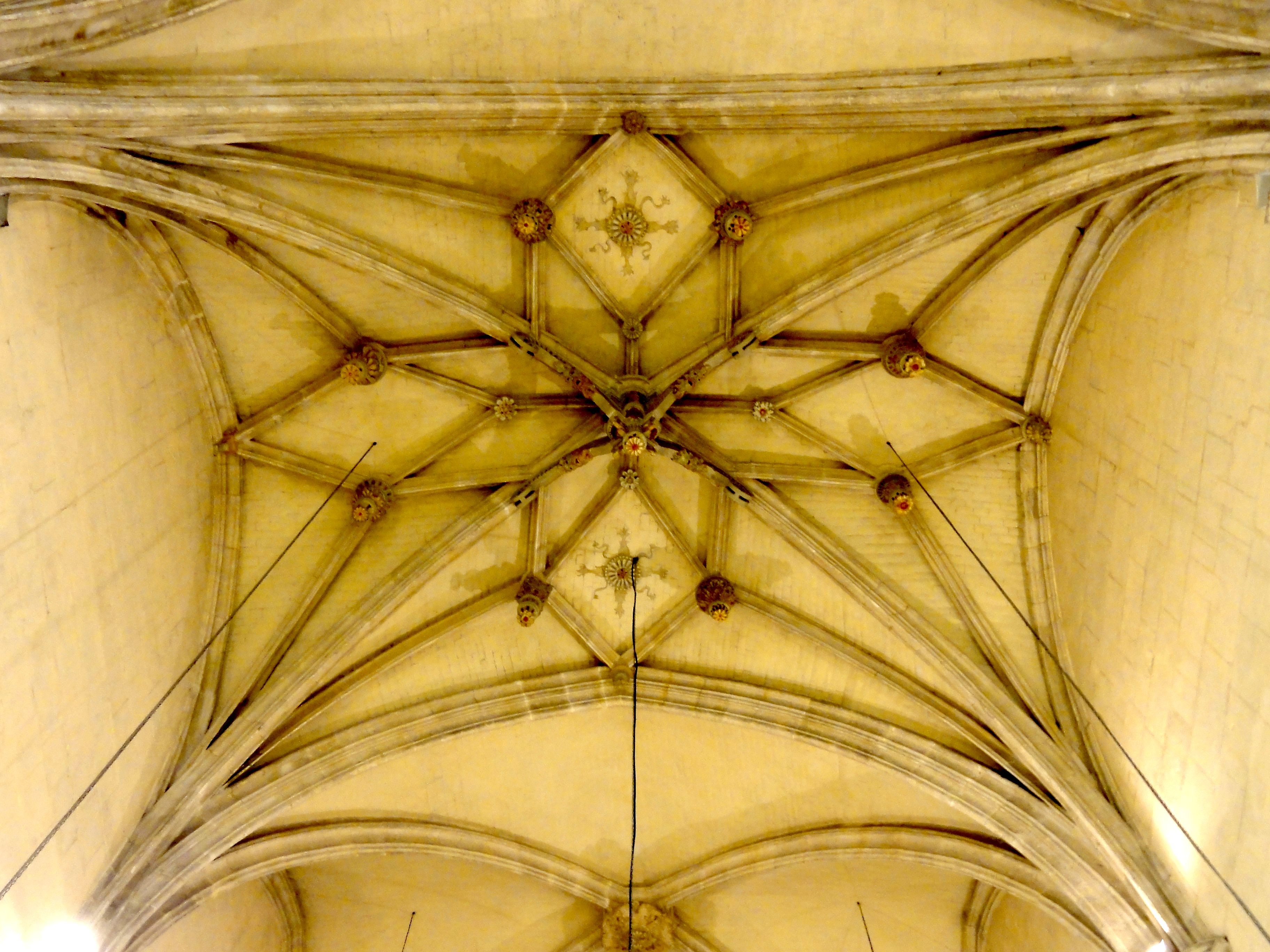
Voûte de la troisième travée du vaisseau central.

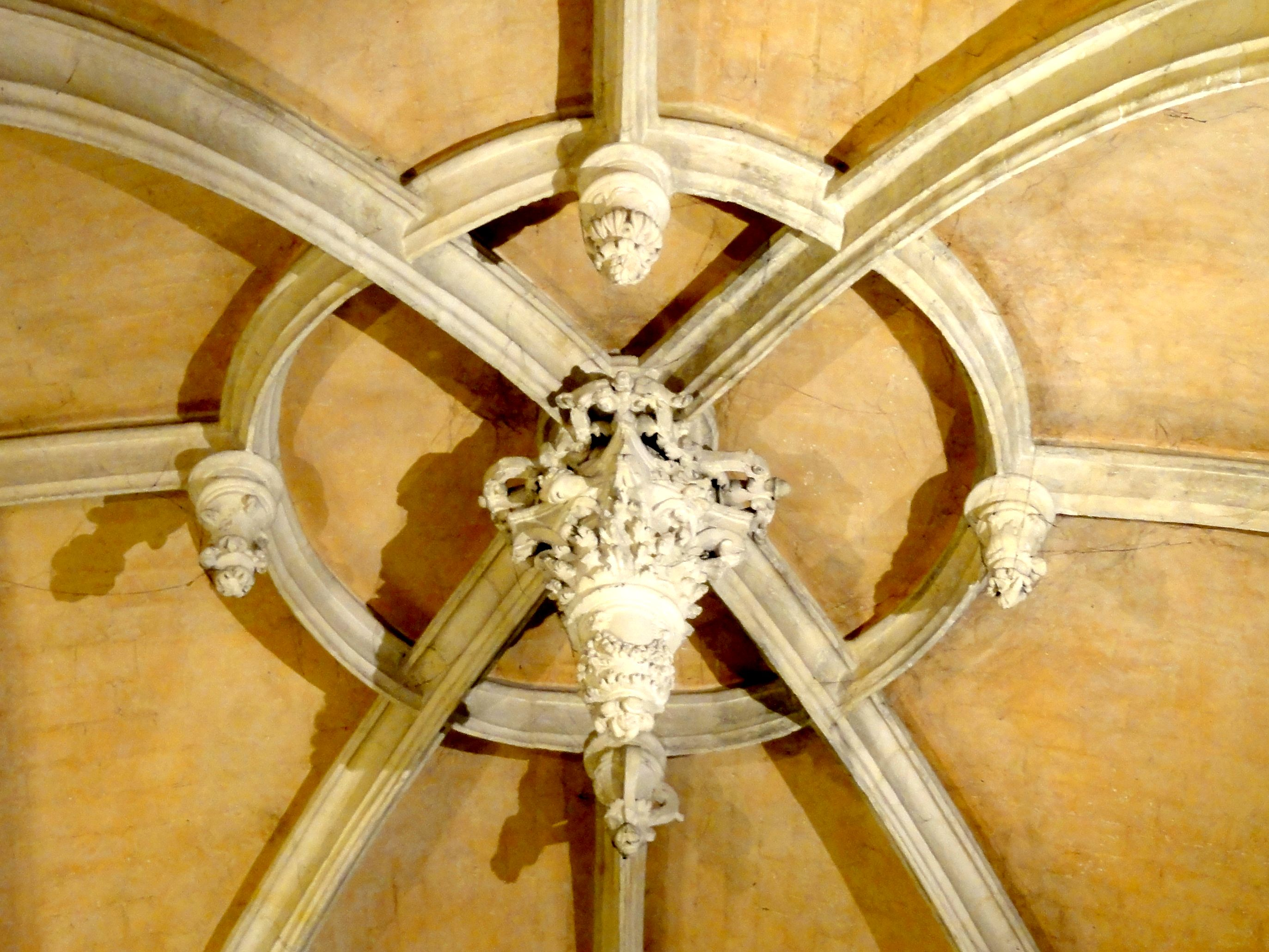
Bas-côté nord, clés de voûte de la seconde travée.

Tant dans le vaisseau central revoûté sans doute pendant les années 1470 / 1480, que dans les bas-côtés de la nef voûtés jusqu'au début des années 1540, l'on trouve des nervures au profil prismatique aigu, qui reste en vigueur pendant toute la période flamboyante. Conformément à la date de 1540 qui correspond à la phase précoce de l'architecture Renaissance en pays de France, les nervures n'ont pas encore perdu leur acuité. La voûte de la troisième travée du vaisseau central et les voûtes du bas-côté sud de la nef sont garnies de liernes et tiercerons, et les voûtes du bas-côté nord sont également pourvues de nervures décoratives, mais surtout de clés de voûte pendantes. Dans tous les cas, croisées d'ogives de base reste présente, ce qui est loin de toujours être le cas dans les autres églises, et ce qui permet l'hypothèse d'une décoration postérieure à l'achèvement. C'est la troisième travée de la nef, au milieu de l'église, qui possède la voûte au décor le plus complexe. Les liernes sont très courtes, puis cèdent la place à des losanges qui rejoignent les doubleaux et formerets au niveau des clés d'arc. Les deux autres angles des losanges sont reliés aux quatre extrémités des voûtes par des tiercerons, mais en même temps aux ogives par des liernes supplémentaires. Huit trapèzes sont ainsi formés autour de la clé de voûte centrale. L'ensemble trapèzes et losanges évoque un genre d'étoile. Regardant la clé de voûte principale depuis le sol, l'on ne se douterait pas que son fût central mesure 1,75 m de haut, et contient quatre niches abritant des statues représentant les trois vertus théologales (la foi à l'ouest, la charité au sud, l'espérance à l'est) ainsi que la persévérance au nord. Des volutes d'une grande portée relient cette œuvre sculpturale aux ogives de la voûte. Le diamètre total de l'ensemble atteint 2,75 m. De petites rosaces se trouvent aux points de débranchement des liernes, et des clés de voûte pendantes plus petites aux points de jonction des losanges et des tiercerons.
Dans les trois travées du bas-côté sud de la nef, l'on trouve le dessin classique des voûtes à liernes et tiercerons caractéristiques de la période flamboyante, certes très élaborées, mais se rencontrant dans un grand nombre d'églises de cette époque. Les clés de voûtes centrales sont des genres d'écussons, mais les deux motifs encore lisibles ne relèvent pas de l'héraldique : il s'agit du monogramme IHS dans la première travée, et du monogramme décoré de la Vierge Marie dans la seconde travée. Les clés de voûte secondaires sont des rosaces d'une belle plasticité. Dans la première travée du bas-côté nord, la voûte se réduit à la croisée d'ogives de base, mais la clé de voûte est pendante, et chacun des voûtains comportent un cartouche de la forme d'un losange. Dans la seconde travée, la clé de voûte centrale est également pendante, et entourée d'un cercle. Celui-ci est muni de quatre petites clés pendantes à mi-chemin aux points de croisement avec les ogives, et ces clés secondaires sont reliées aux doubleaux et formerets par des liernes. Dans la troisième travée, un grand losange circonscrit par les doubleaux et formerets se superpose à la croisée d'ogives. Ici, la clé de voûte centrale reprend la conception de celle de la troisième travée de la nef, mais les personnages sont de petits amours. L'on compte quatre clés secondaires, puis quatre autres aux points de jonction avec les doubleaux et formerets. Les édicules de cette voûte et de celle de la troisième travée de la nef incitent généralement à la comparaison avec la chapelle latérale nord de l'église Saint-Quentin de Valmondois, où les motifs sont toutefois plus propices à une église : ce sont des Apôtres, des Évangélistes, un groupe d'Assomption et des saints,,,.

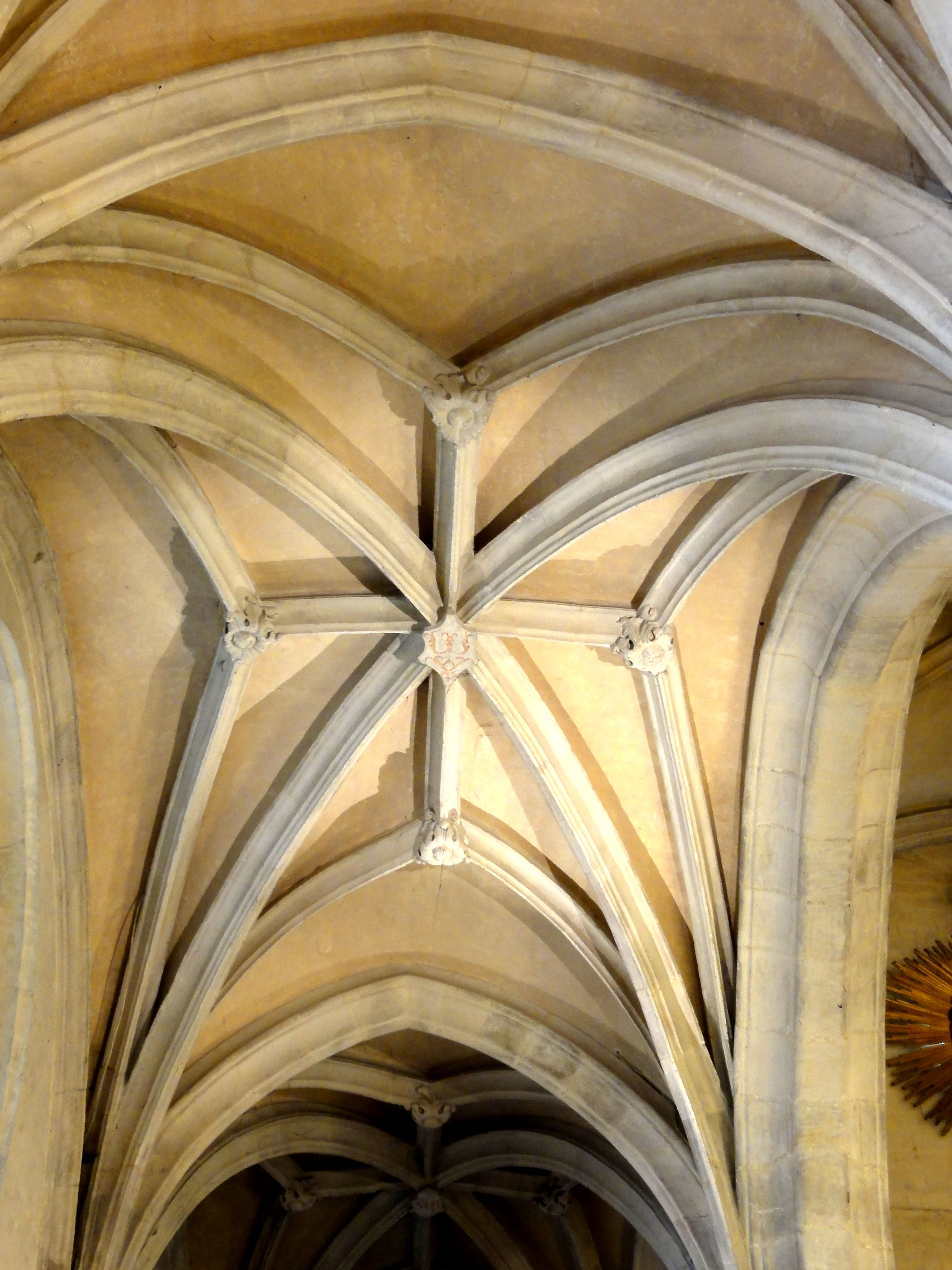
Bas-côté sud, voûte de la 2e travée : monogramme de la Vierge.
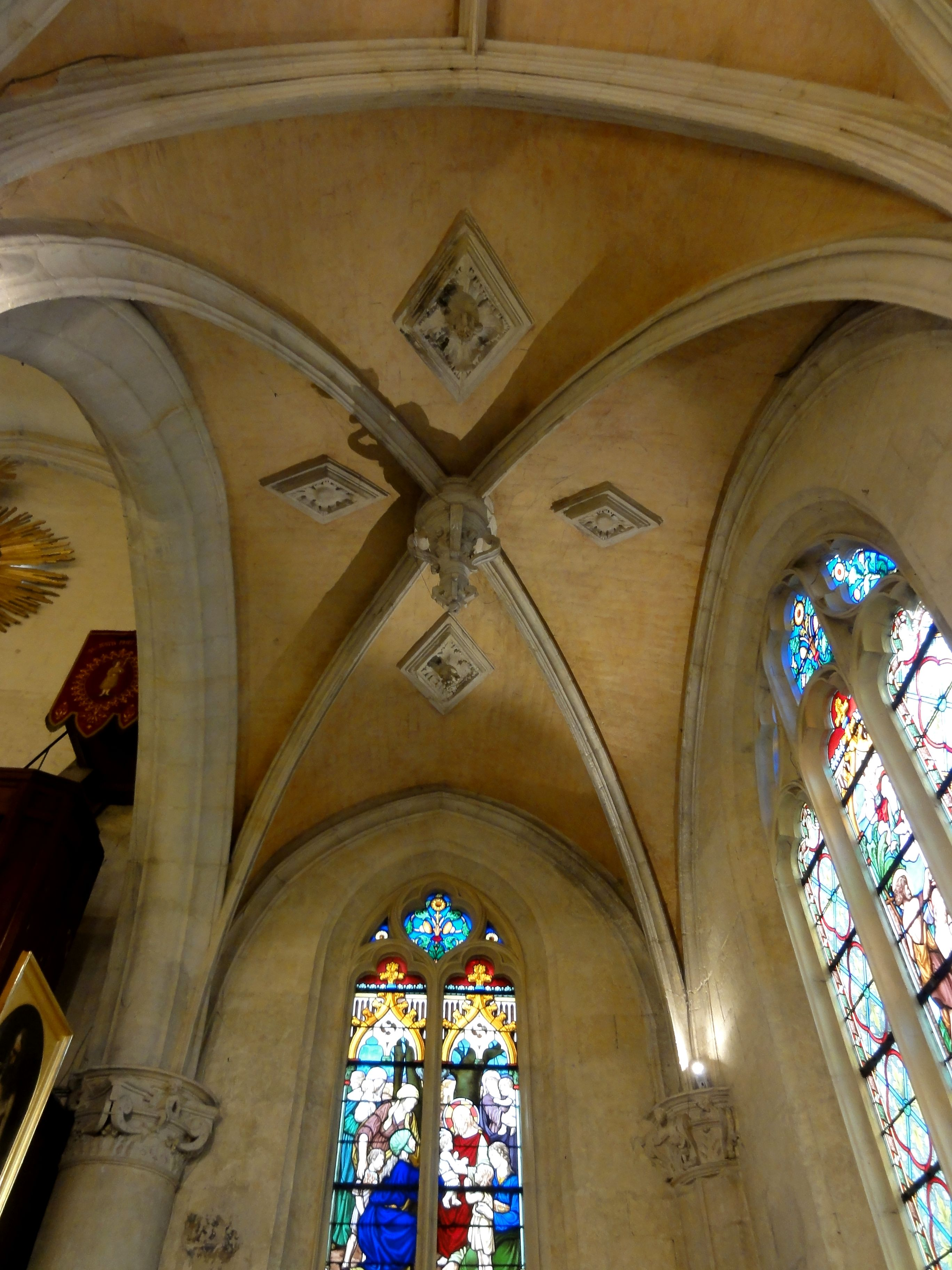
Bas-côté nord, voûte de la 1re travée.
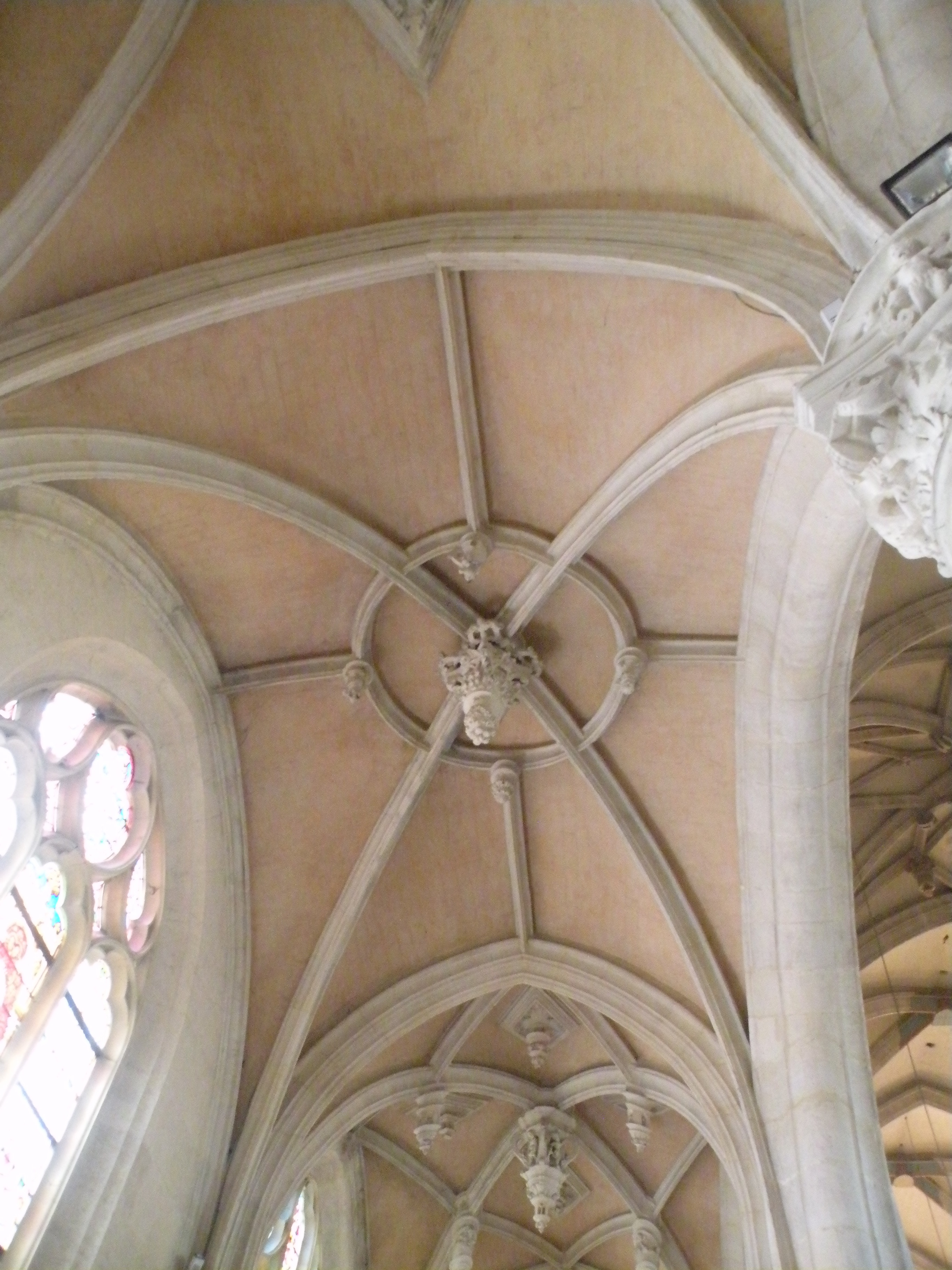
Bas-côté nord, voûte de la 2e travée.
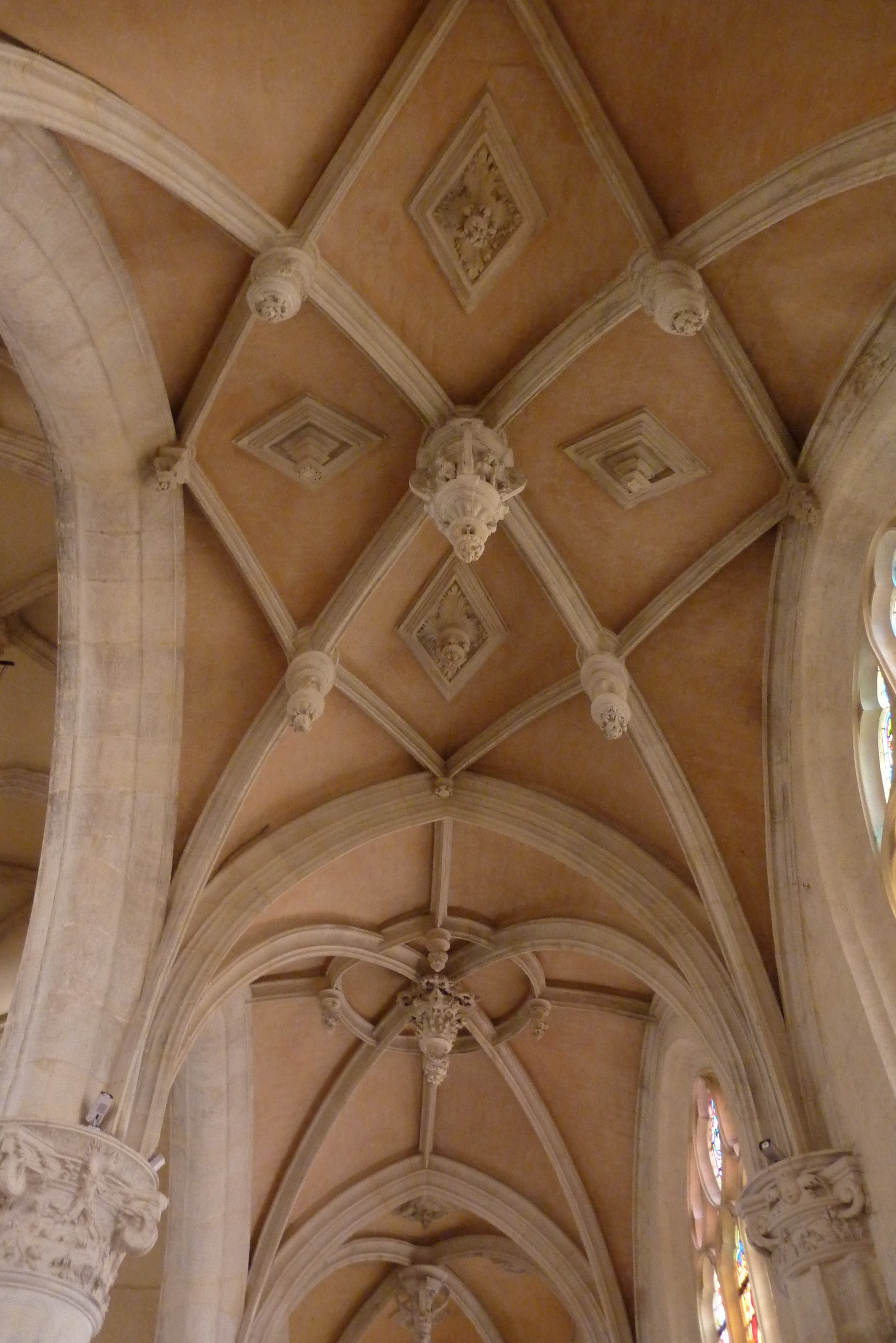
Bas-côté nord, voûte de la 3e travée.
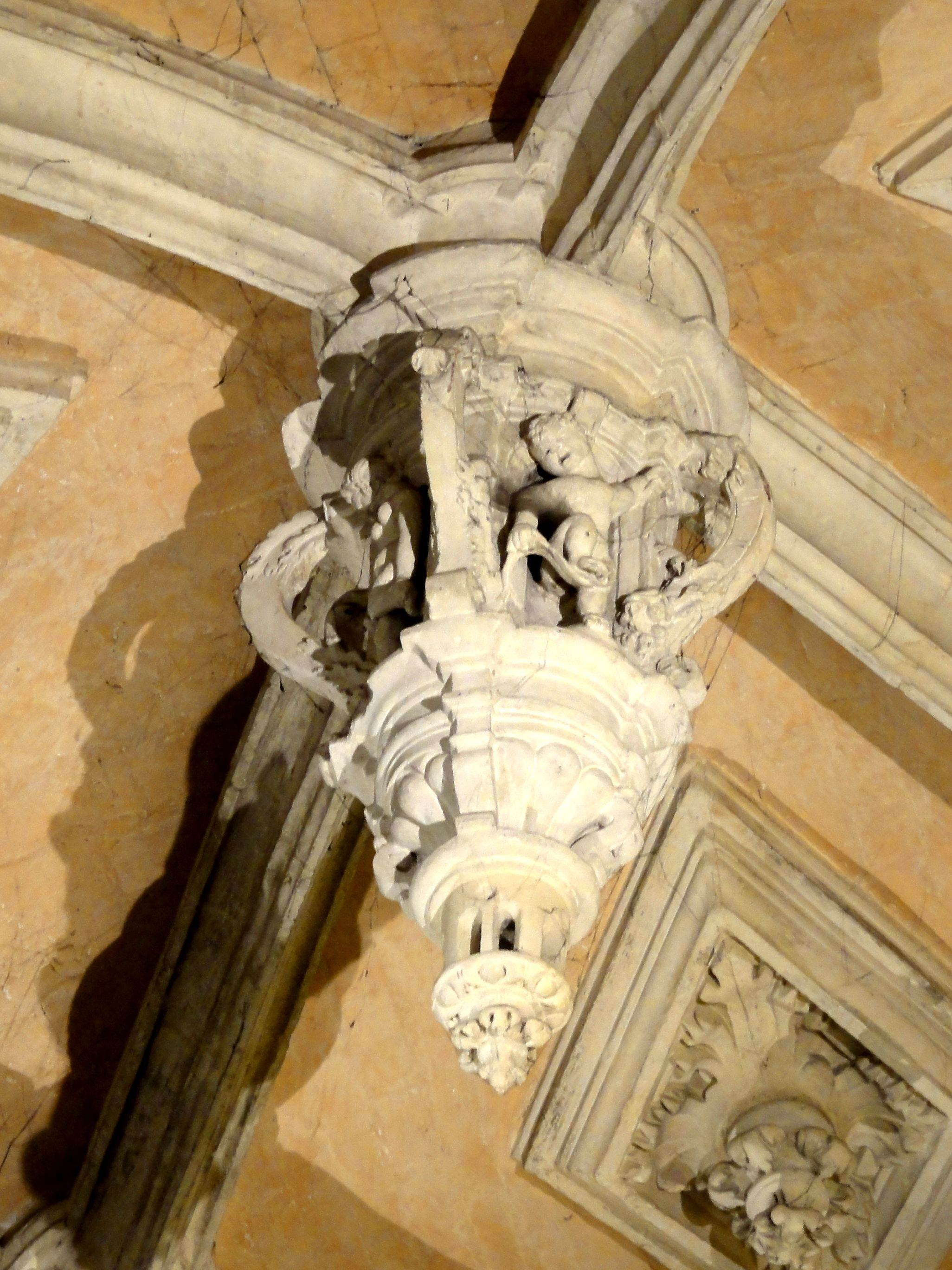
Bas-côté nord, clé de voûte centrale de la 3e travée.
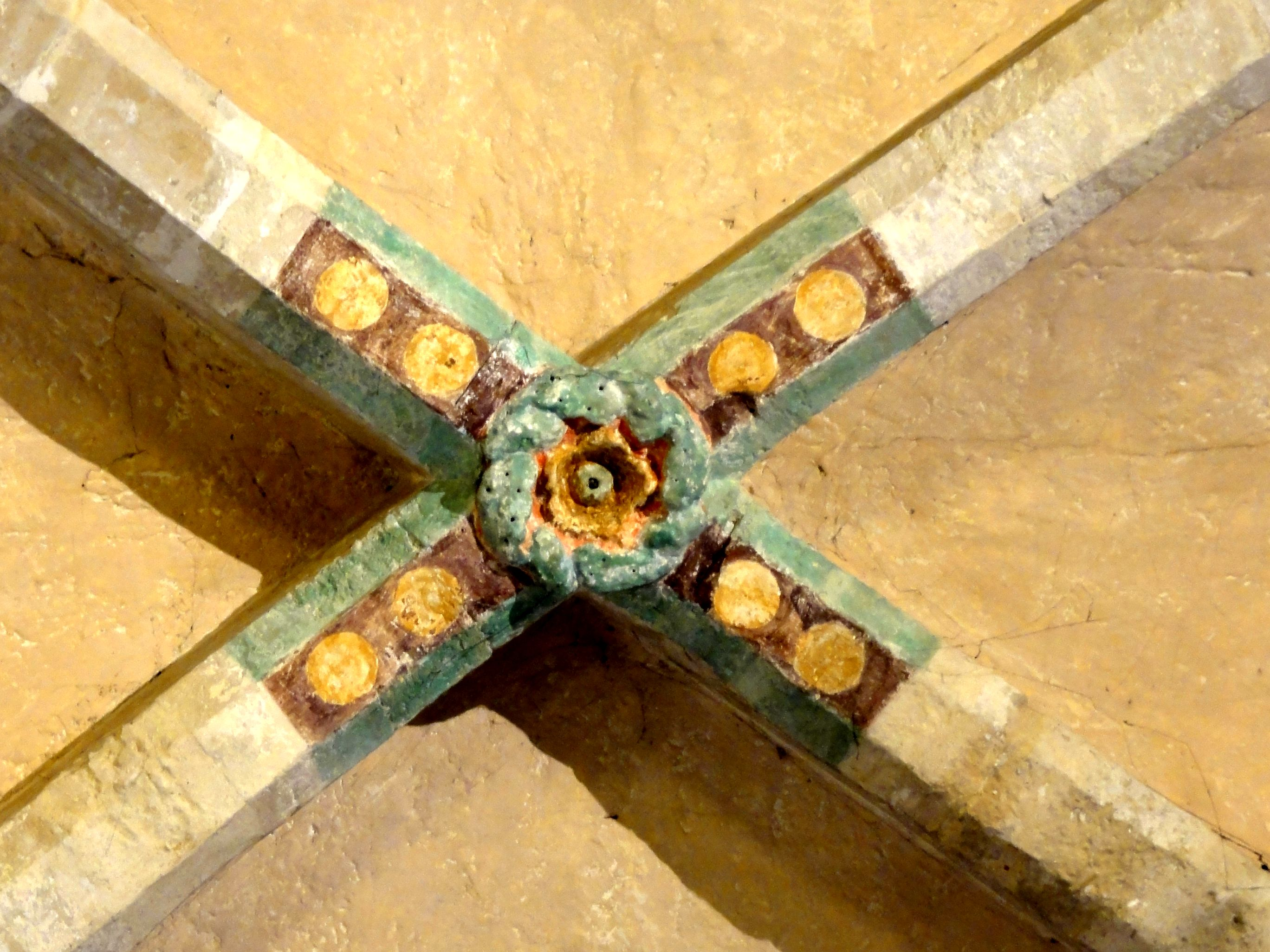
Bas-côté sud du chœur, clé de voûte de la 4e travée.

#### Chœur

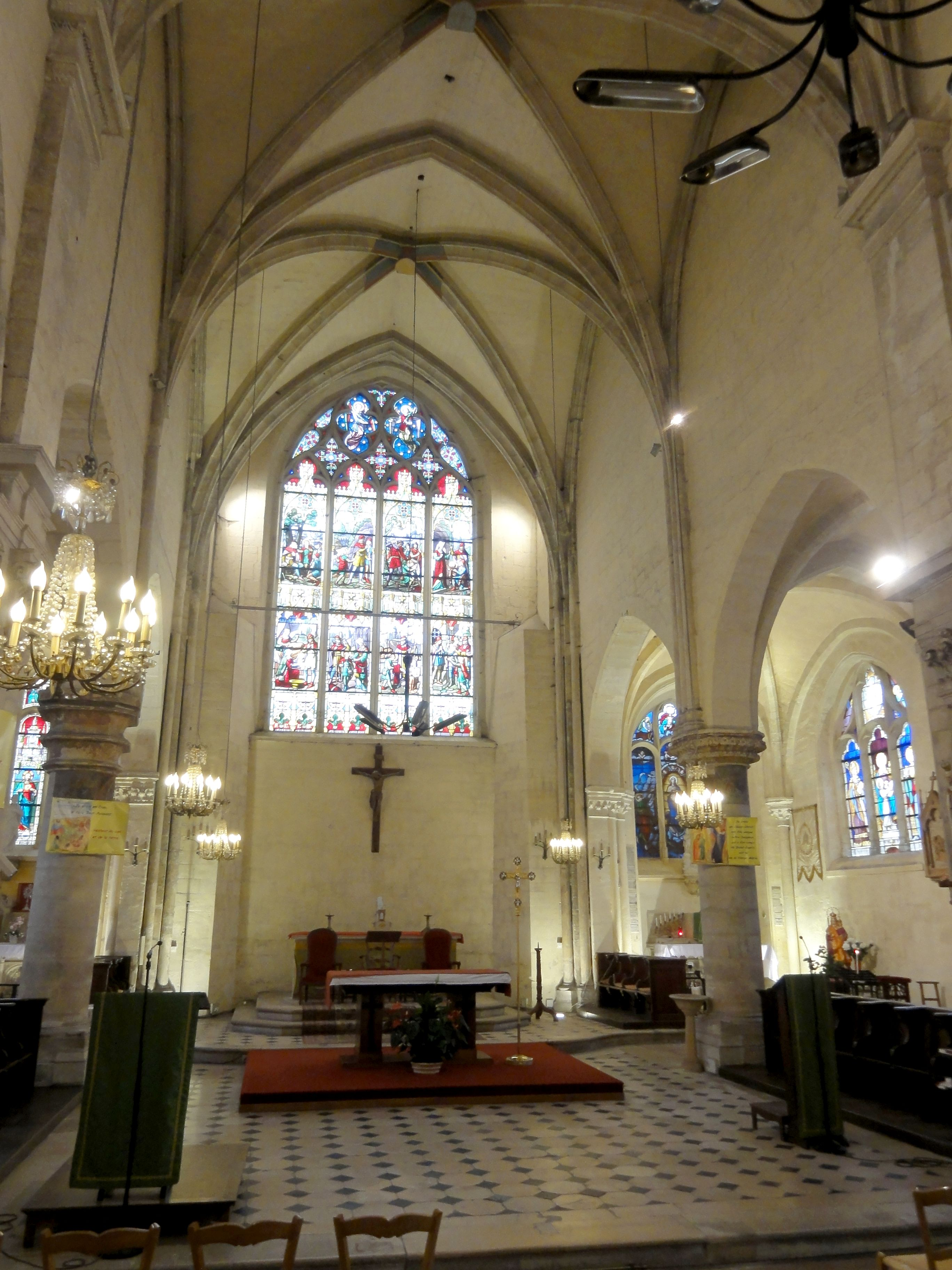
Chœur, vue vers le chevet.

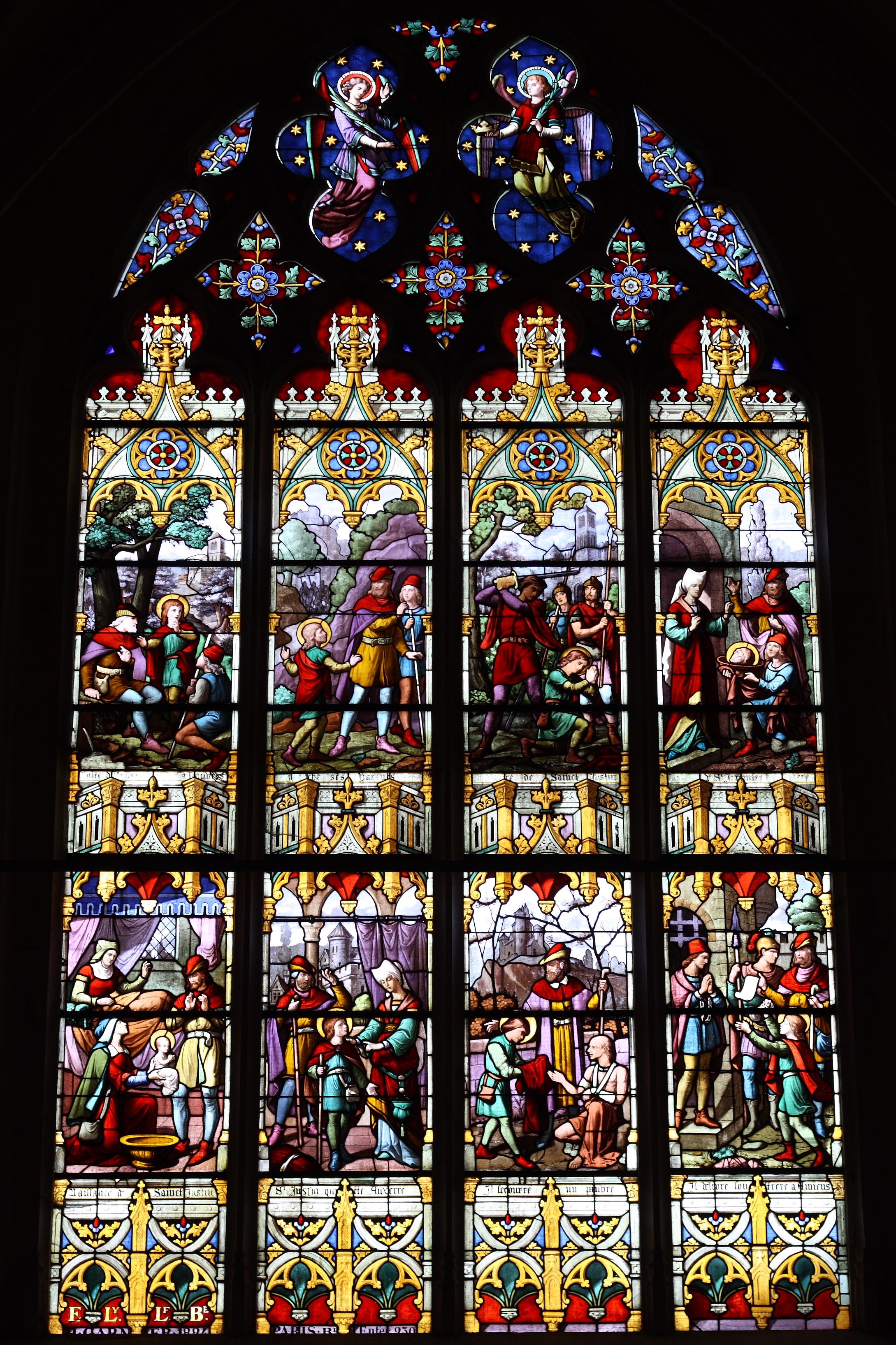
Vitrail du chevet : scènes de la vie de saint Justin.

La limite entre nef et chœur est matérialisée uniquement par les pilastres qui ont été posés à la retombée de l'arc triomphal au milieu du XVIe siècle. Ce doubleau lui-même ne se distingue pas des autres du vaisseau central. Immédiatement à côté du pilastre, dans un angle rentrant de la pile cantonnée qui pour le reste date du milieu du XIIIe siècle, une fine colonnette de la même époque monte du sol jusqu'au chapiteau Renaissance du second ordre. Cette colonnette (une au nord et une au sud) devait correspondre à une ogive de la voûte primitive de la première travée du chœur. Dans l'angle rentrant de la même pile côté nef, se trouve une colonnette à chapiteau sans emploi qui s'arrête au niveau des grandes arcades. À l'instar d'une colonnette semblable côté bas-côté, elle devait supporter l'un des doubleaux secondaires de la dernière grande arcade de la nef. Cette arcade existe, mais elle date du dernier quart du XVe siècle et ne dispose pas de doubleaux secondaires. Aucun chapiteau ne correspond à l'arcade elle-même : c'est une disposition des piles qui s'observe également dans le chœur du deuxième tiers du XIIIe siècle de l'église Saint-Aquilin de Fontenay-en-Parisis. En même temps, la sculpture des chapiteaux se continue sur la portion de la pile laissée libre, comme à la fin des bas-côtés de la nef de Notre-Dame de Paris, aux extrémités des groupes de trois baies du triforium, sur l'arcade entre nef et croisée du transept et sur certains piliers entre les chapelles rayonnantes de cette même cathédrale. — Si l'on ignore si ces chapiteaux aujourd'hui sans emploi ont servi du temps de l'existence de la nef romane, ou s'ils butaient contre un mur, il est surtout à retenir qu'aucun support n'était prévu au moment de la construction du chœur pour une éventuelle voûte de la travée adjacente de la nef.
Les grandes arcades en tiers-point du chœur ne sont pas moulurées et simplement chanfreinées, alors que dans l'église Saint-Rieul en face, les arcades romanes du second quart du XIIe siècle disposent déjà d'une archivolte torique. La même sécheresse de l'ornementation se reflète dans le profil trapézoïdal des ogives des bas-côtés, et concorde avec la physionomie angulaire des piles qui viennent d'être décrites. Au centre, les grandes arcades du sud retombent sur le tailloir octogonal du chapiteau rond d'un pilier cylindrique isolé. La corbeille est courte et augmente en diamètre vers le tailloir. Elle est sculptée de deux rangs de jeunes feuilles d'acanthe très serrées. La forme de la corbeille évoque le XIVe siècle (mais c'est au XIVe siècle que Charles Huet veut faire remonter les voûtes, pas les chapiteaux) sans être éloignée des chapiteaux flamboyants au sud de la nef. En face au nord, l'on trouve une double corbeille difforme, apparemment flamboyante mais ayant perdu sa sculpture. Les bases des deux piliers se composent d'un tore aplati, d'une scotie et d'un tore aplati flanqué de griffes : ce sont des bases attiques employées dès la période romane et jusque dans le XIIIe siècle ; elles datent donc d'origine contrairement aux chapiteaux. Celui du sud a pu être retaillé ; celui du nord a dû être remplacé. Sur les tailloirs plats des chapiteaux qui font saillie devant le mur, des faisceaux de trois colonnettes prennent appui et montent jusqu'à la retombée des voûtes. Ces colonnettes reçoivent les nervures pénétrantes des voûtes flamboyantes, sans chapiteaux du second ordre. Une différence du teint de la pierre à leur niveau habituel indique que ces chapiteaux ont pu être supprimés, sans doute pour des raisons esthétiques qui ont motivé la pose de chapiteaux flamboyants puis Renaissance dans la nef et en bas de l'arc triomphal.
Le chevet est ajouré par une baie de grandes dimensions, dont le réseau se compose de quatre lancettes dans lesquelles s'inscrivent des têtes trilobées. Les baies sont deux par deux surmontées d'accolades qui se superposent, et qui grâce à de courtes ramifications y compris à l'extrados des lancettes décrivent des quatre-feuilles aux lobes aigus. Ces trois quatre-feuilles dont dominés par deux autres, aux lobes arrondis, mais très allongés. De part et d'autre, l'on trouve deux mouchettes, et le tympan évoque par sa forme la colombe symbolisant habituellement le Saint-Esprit sur les vitraux de la Renaissance. La verrière ne commence qu'au-dessus du niveau des chapiteaux des grandes arcades, et n'atteint pas les dimensions exceptionnelles des fenêtres de chevet de Cambronne-lès-Clermont et Cormeilles-en-Vexin. Les vitraux offerts par des paroissiens et confectionnés par H. Garnier à Paris en 1884 représentent des scènes de la vie de saint Justin. De volumineux massifs de maçonnerie occupent les angles du chevet et témoignent d'un problème de stabilité rencontré dans le passé. Les grandes arcades se terminent par un pilier engagé, flanqué vers le chœur par deux fines colonnettes montant en haut, et vers le bas-côté de deux colonnettes à chapiteau, dont celui qui correspond à l'ogive est placé de biais. Aucune colonne ou colonnette n'est réservée aux grandes arcades, comme à l'entrée du chœur.

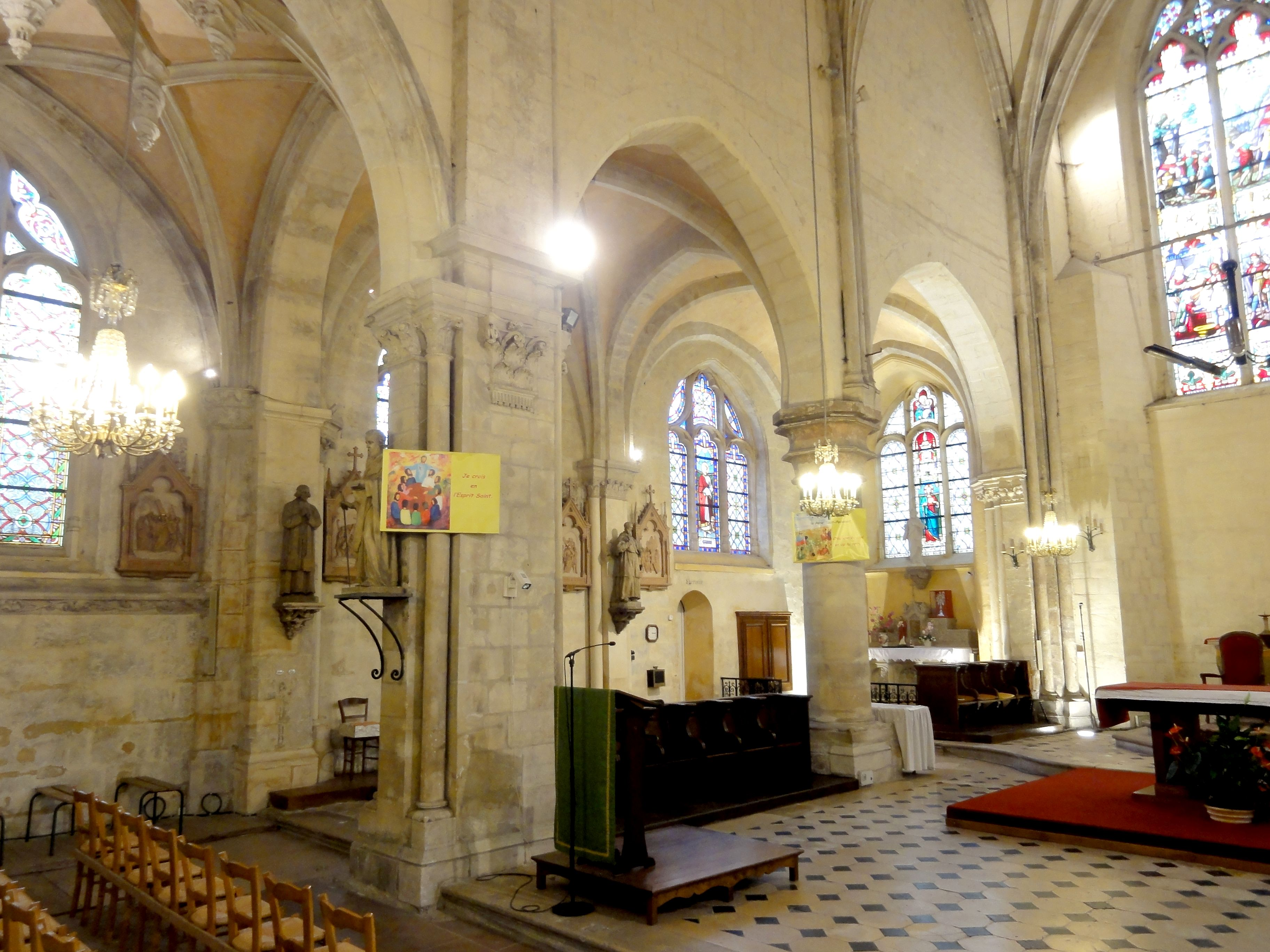
Chœur, grandes arcades du nord.
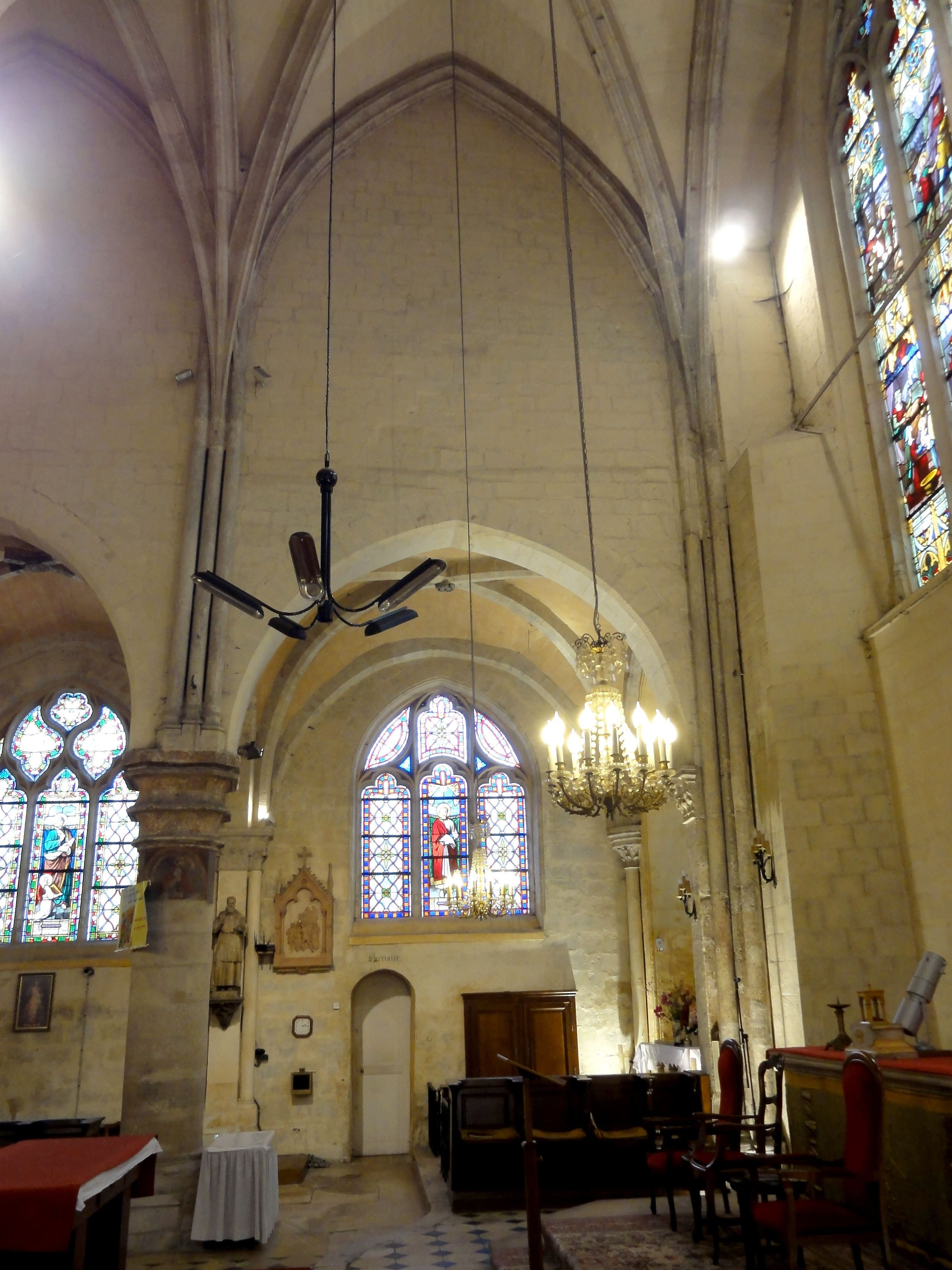
Chœur, 2e travée, côté nord.
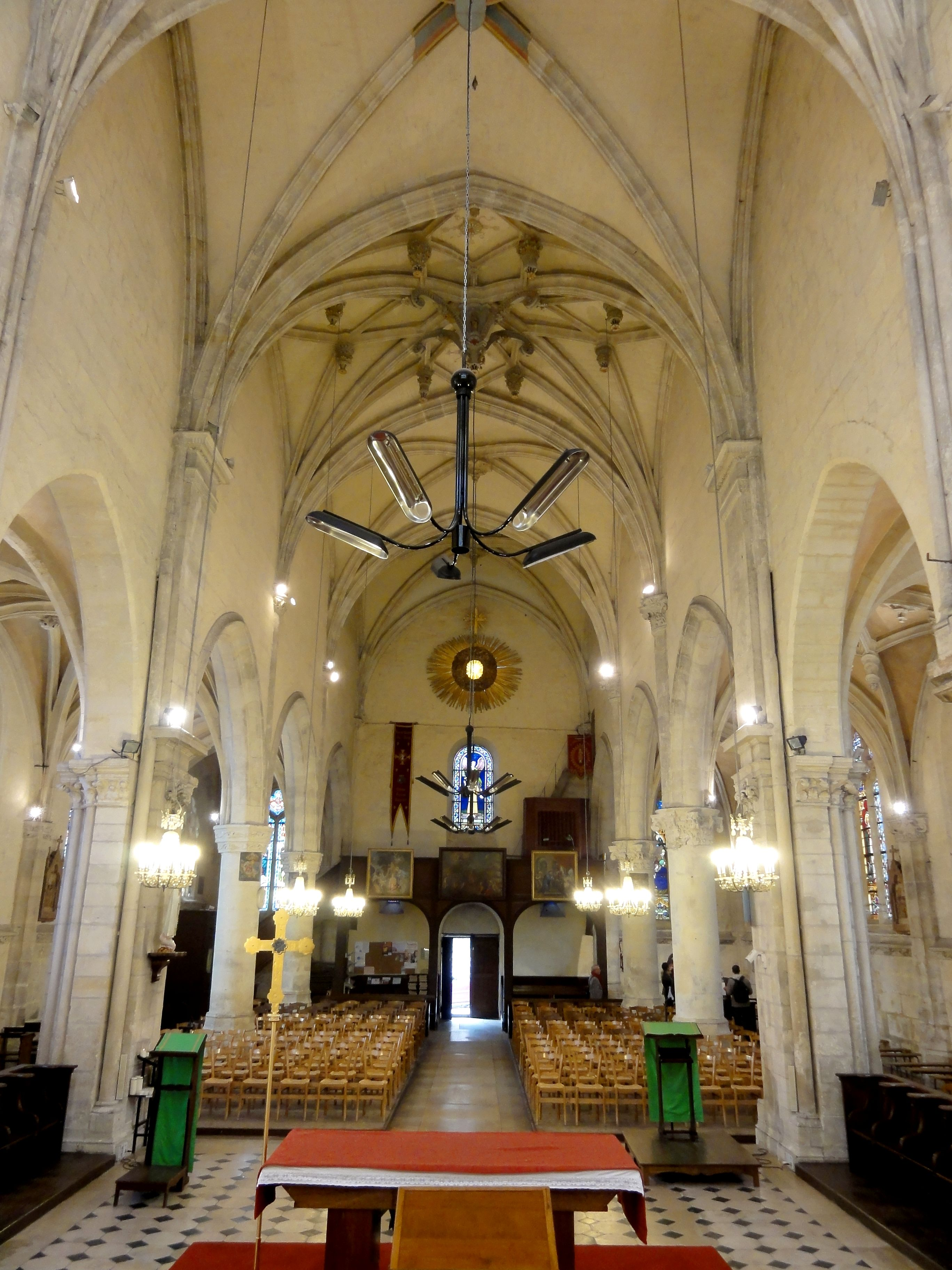
Vue générale intérieure depuis le chevet.
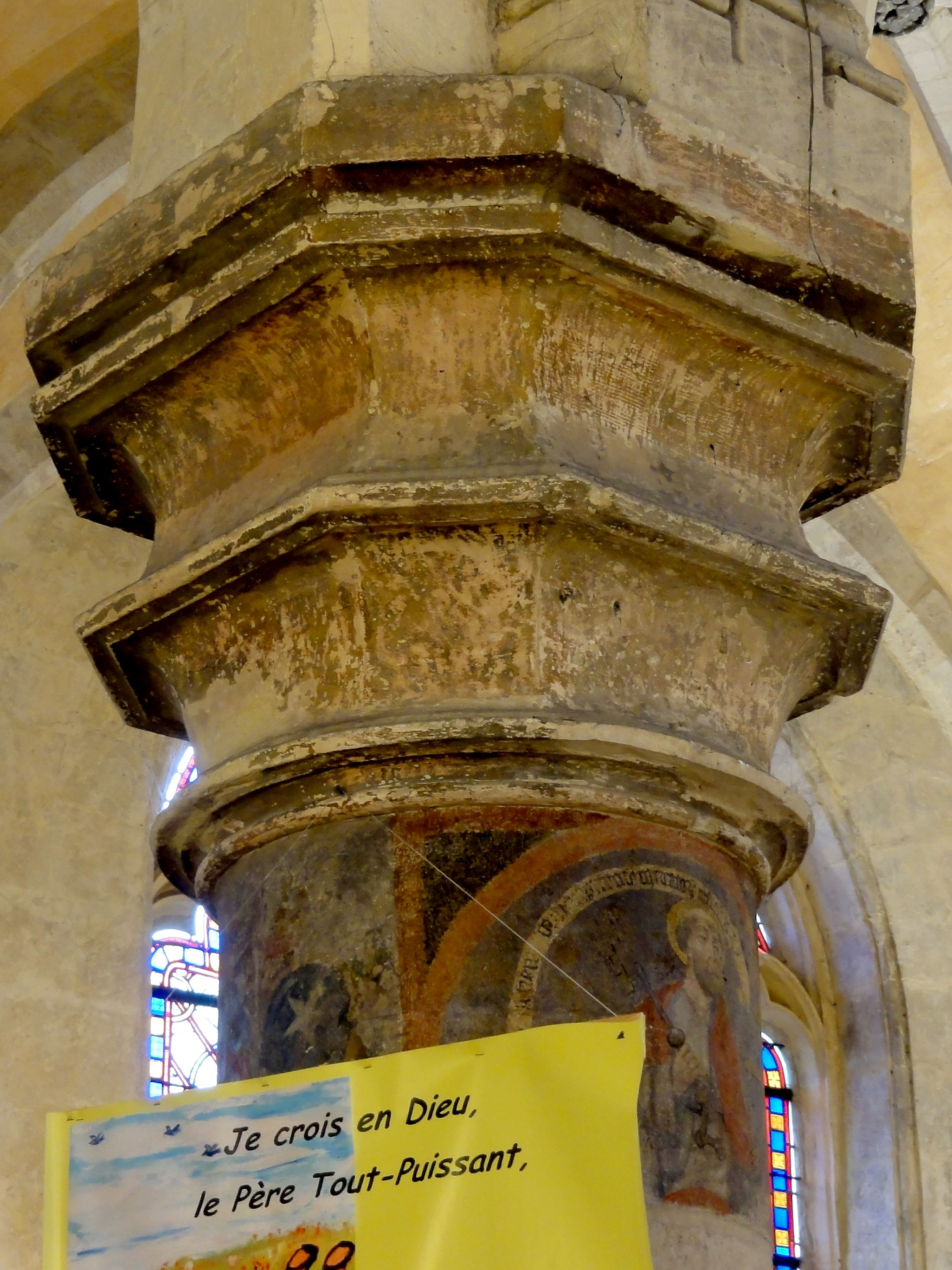
Chapiteau au milieu des grandes arcades du nord.
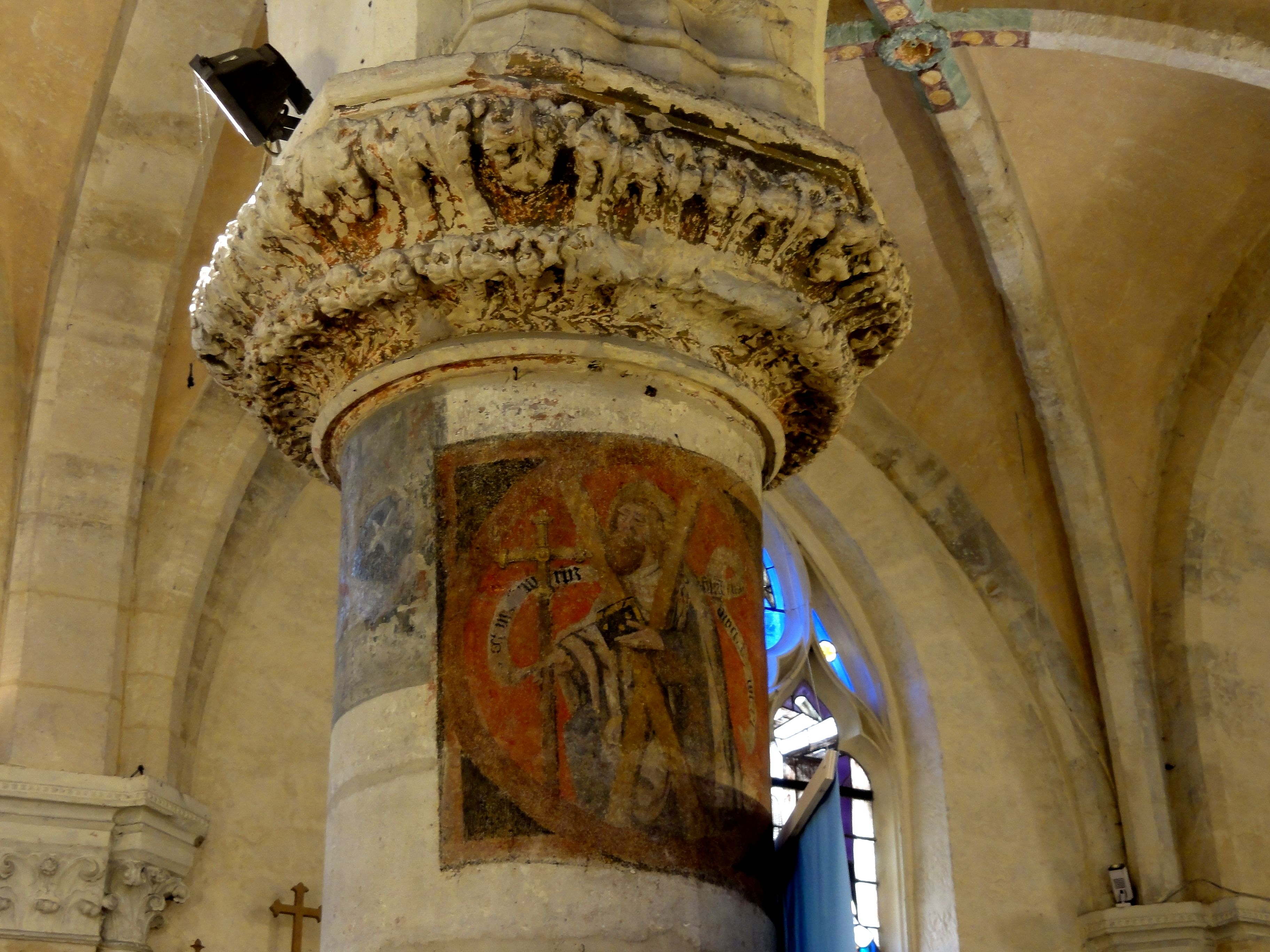
Chapiteau au milieu des grandes arcades du sud.
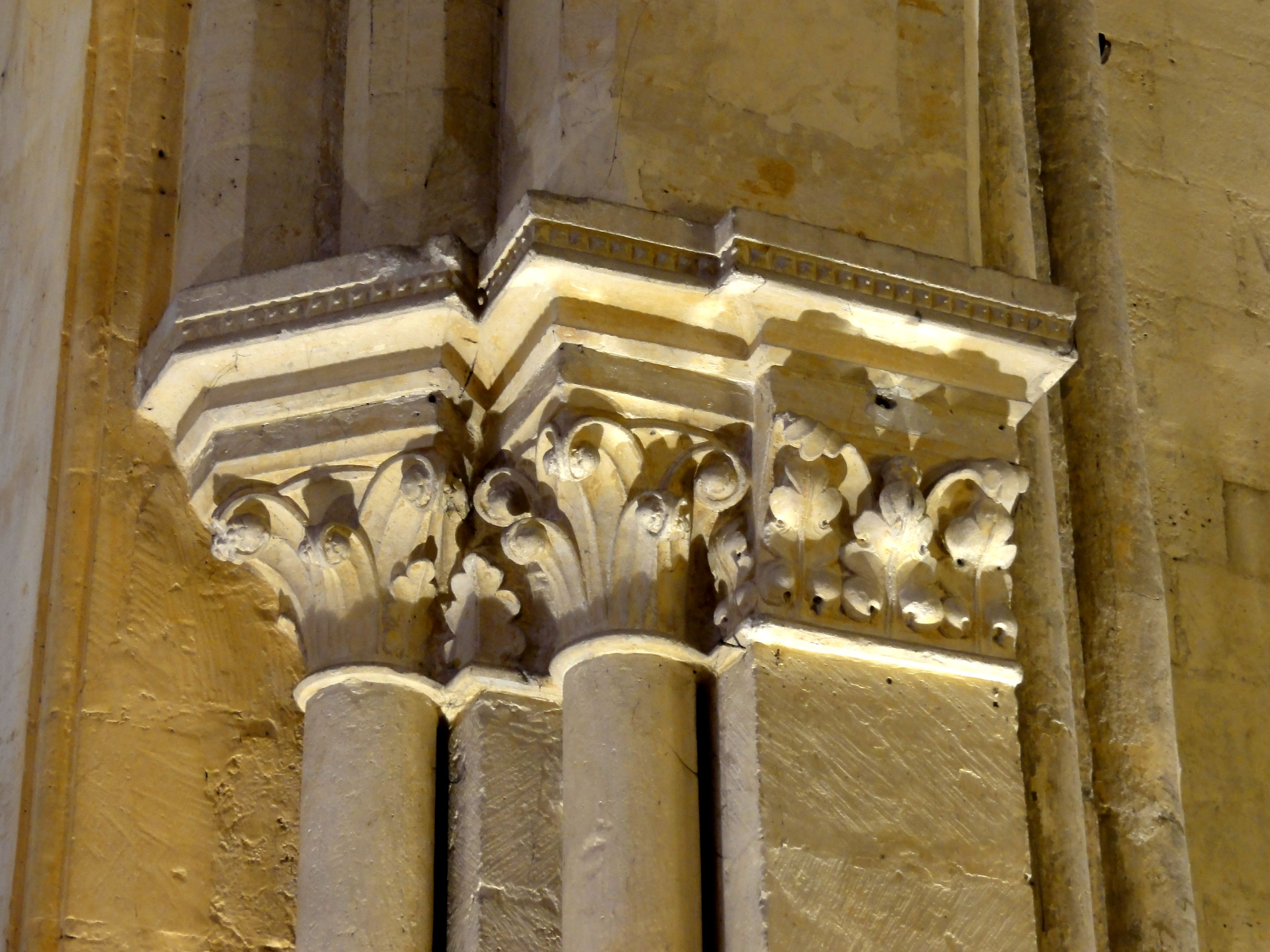
Chapiteaux à la fin des grandes arcades du nord.

#### Collatéraux du chœur

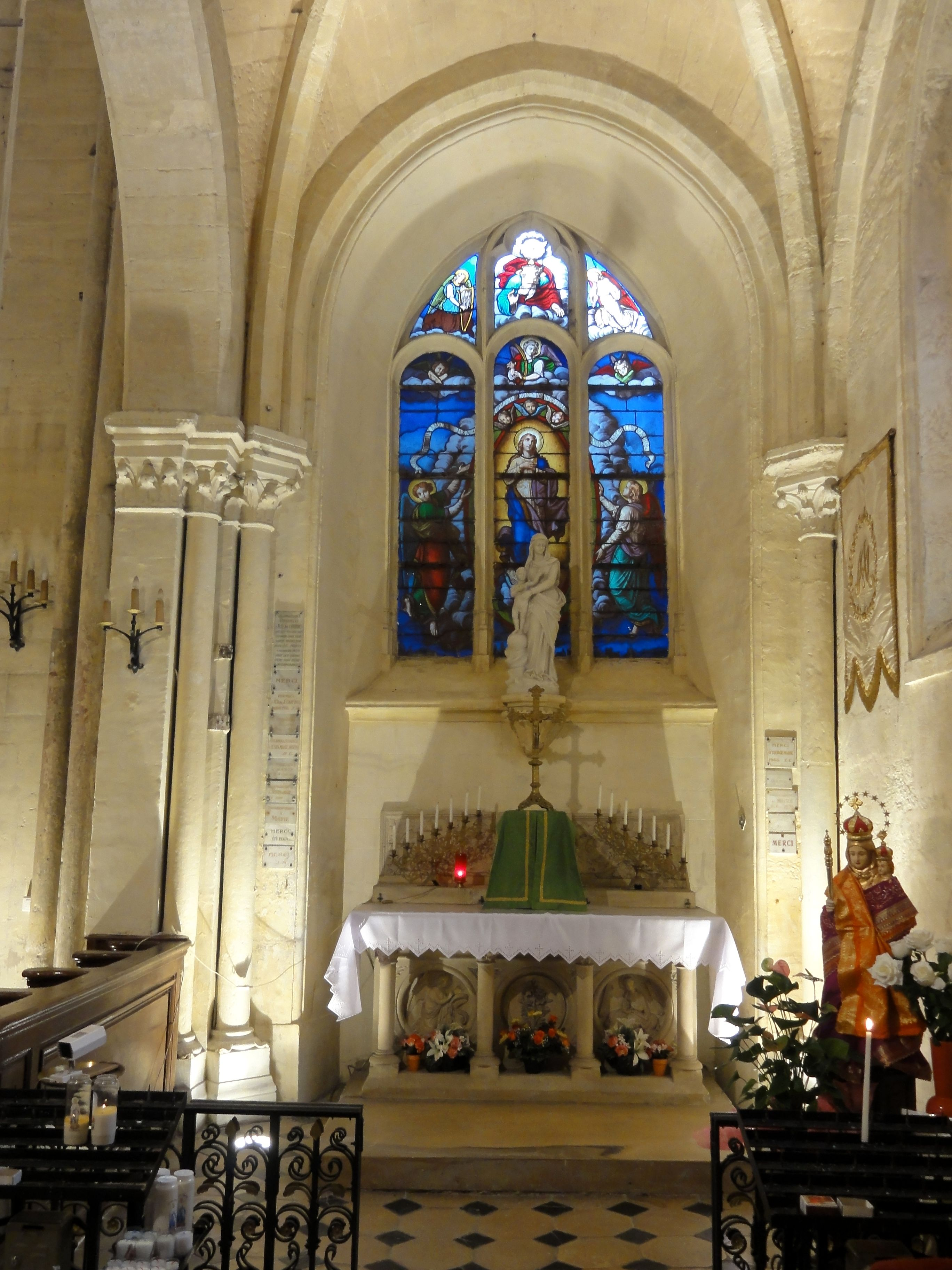
Chapelle de la Vierge au chevet du bas-côté sud.

De larges doubleaux avec un décrochement côté ouest séparent les collatéraux du chœur des bas-côtés de la nef, signe de l'interruption du voûtement à cet endroit jusqu'au voûtement des bas-côtés actuels. Ces doubleaux, tout comme ceux à l'intersection entre les deux travées des collatéraux, sont très surhaussés et comportent des sections presque verticales afin d d'éviter des arcs trop aigus : le plus que la largeur des bas-côtés est réduite par rapport à la profondeur des travées, le plus les doubleaux doivent être surhaussés pour que les lignes de faîte de la voûte soient toutes les deux horizontales. À l'instar des grandes arcades, les doubleaux ne sont pas non plus moulurés et simplement chanfreinés, et ils ne repose pas sur des colonnettes, mais sur des sections de pilier qui à leur sommet sont sculptés à l'image d'un chapiteau. Du côté des murs extérieurs, les doubleaux à l'entrée des collatéraux retombent même sur des piliers seulement dotés d'impostes. Ce sont seulement les ogives et les doubleaux secondaires des grandes arcades qui ont droit à des colonnettes à chapiteaux. Ceux-ci sont sculptés de crochets d'arum, de fougère, de nénuphar et de vigne. Souvent, le bas des corbeilles présente des feuilles de nénuphar ou de vignes qui se superposent au motif principal, et les nervures des feuilles sont parfois perlées. En haut au milieu, des fruits d'arum se détachent sur certains chapiteaux. Ce décor sculpté de qualité contraste avec la rudesse du profil des nervures des voûtes. Les ogives ont en fait un profil trapézoïdal, et les formerets un profil carré aux arêtes abattues, ce qui cadre avec les arcades et doubleaux simplement chanfreinés. De plus, les nervures des voûtes retombent souvent bien en arrière des chapiteaux, ce qui n'est pas obligatoirement le signe d'une réfection de la voûte, comme on peut le voir dans le transept de Grisy-les-Plâtres. Mais il est évident que la facture des voûtes ne correspond pas à ce qui était initialement projeté : des profils rudimentaires tels qu'employés ici ne sont guère utilisés dans les églises, mais plutôt dans des édifices civils, dans les caves ou dans les salles d'un monastère. L'explication peut être un achèvement hâtif sous l'impulsion d'une crise ou d'un manque de moyens. Dans ce cas, l'hypothèse que le chœur est resté sans voûtes jusqu'au lancement des voûtes flamboyantes actuelles est permise ; à Cormeilles-on-Vexin, cette hypothèse a été admise par tous les auteurs. La pauvreté des voûtes se trouve quelque peu compensée par les jolies rosaces qui ornent les clés de voûte, et le décor polychrome qui les entoure.

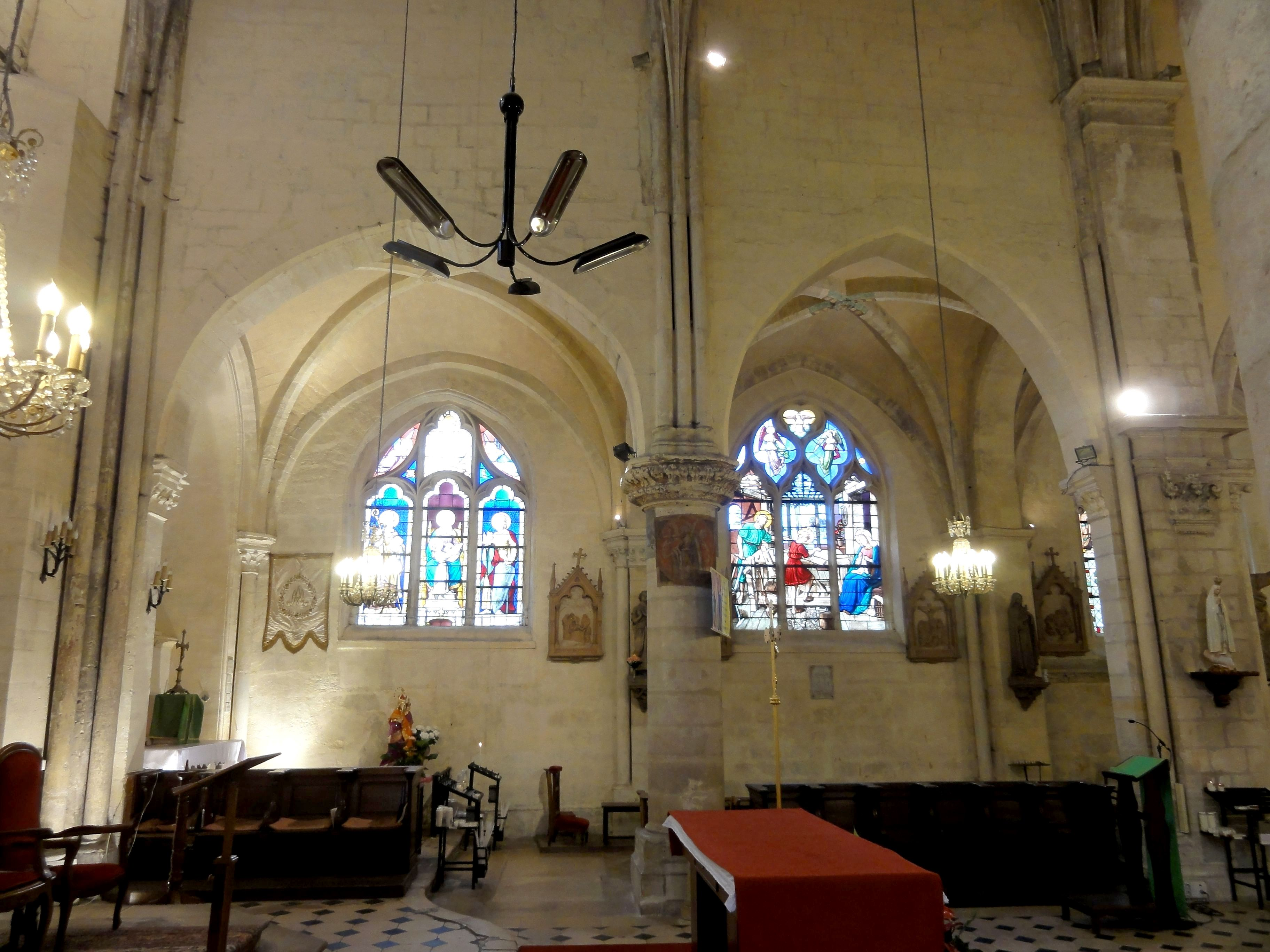
Vue sur le bas-côté sud depuis le chœur.
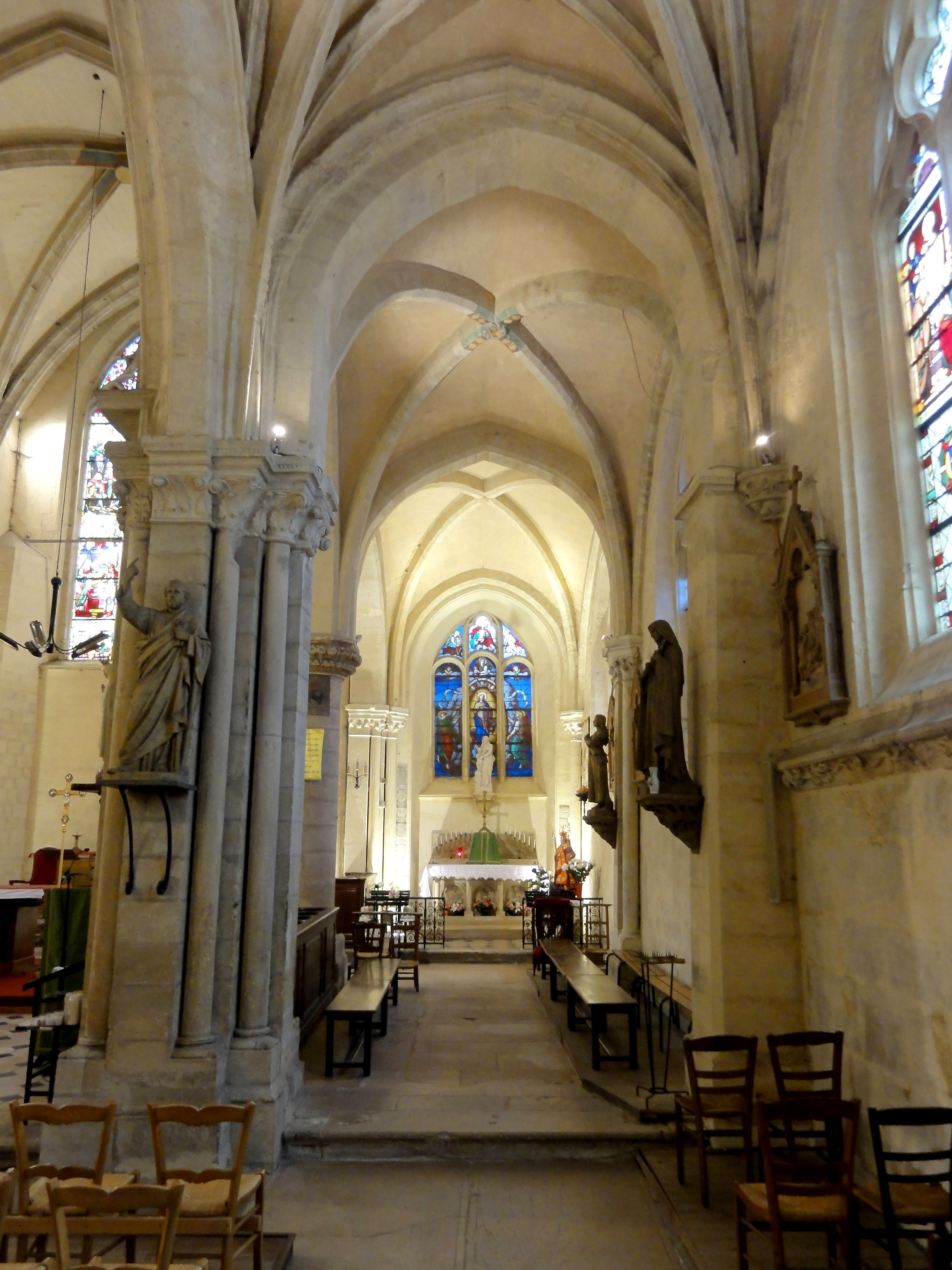
Bas-côté sud, 3e travée, vue vers l'est.
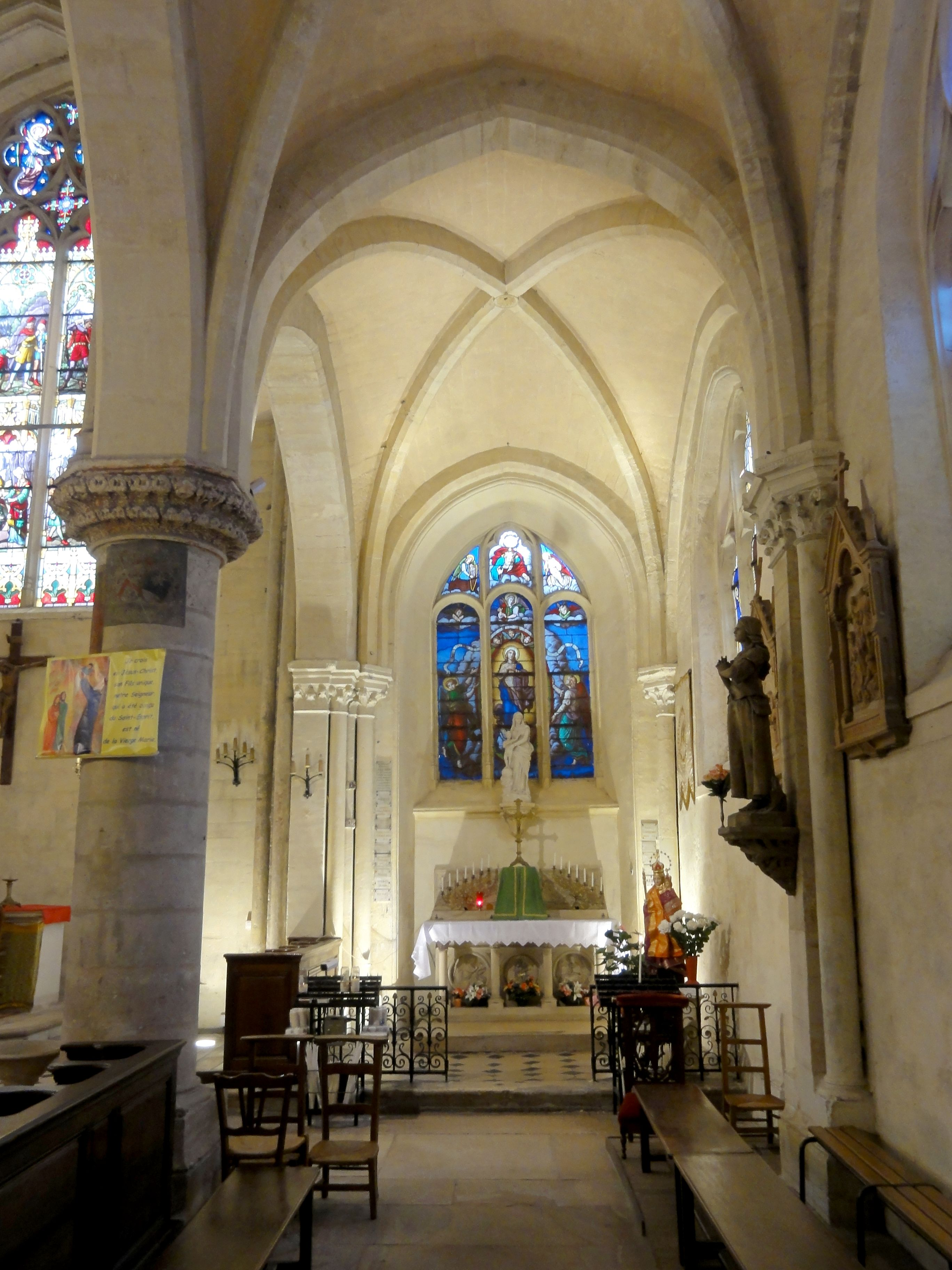
Bas-côté sud, 2e travée, vue vers l'est.
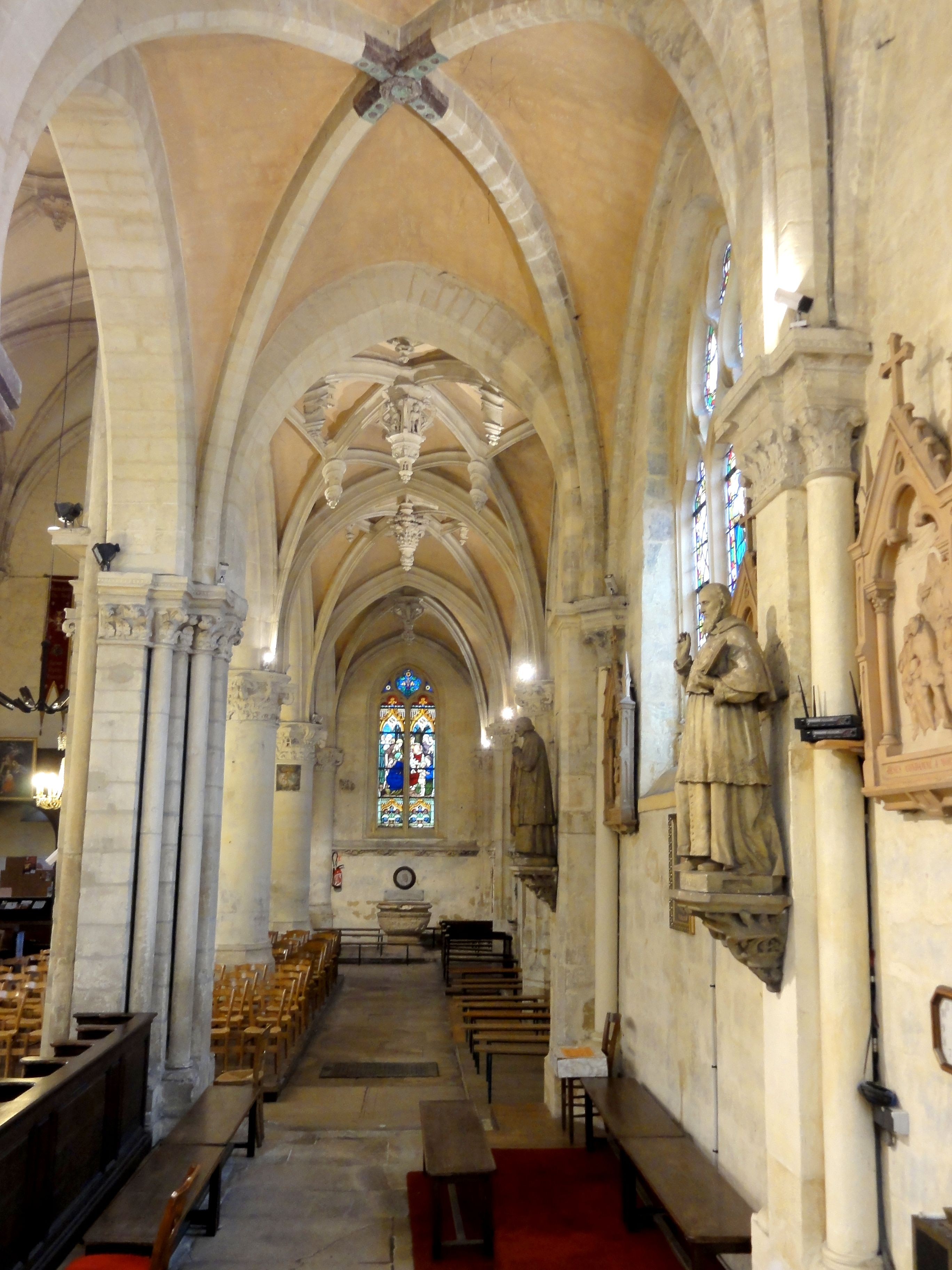
Bas-côté nord, vue vers l'ouest.
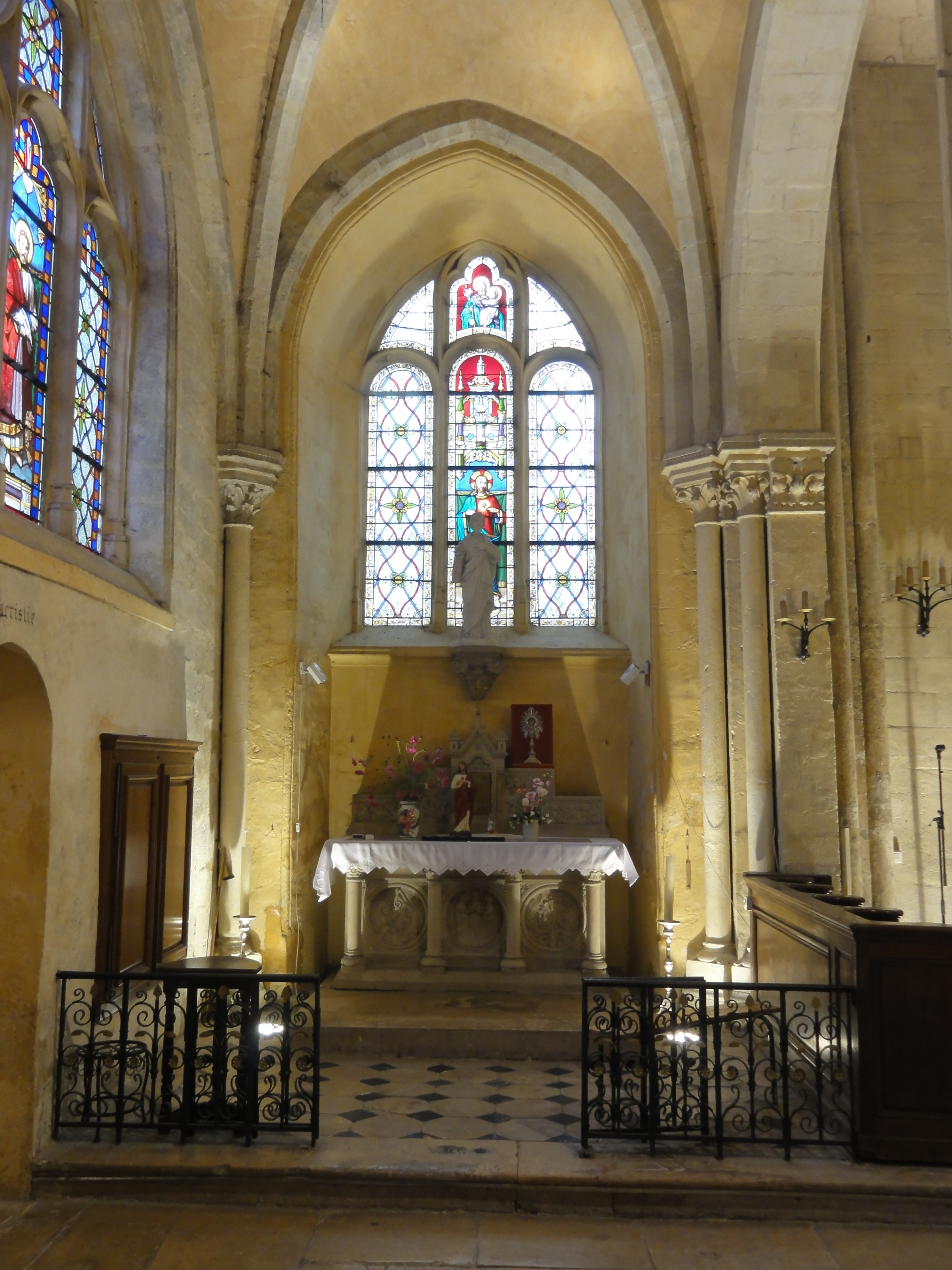
Chapelle du Sacré-Cœur au chevet du bas-côté nord.
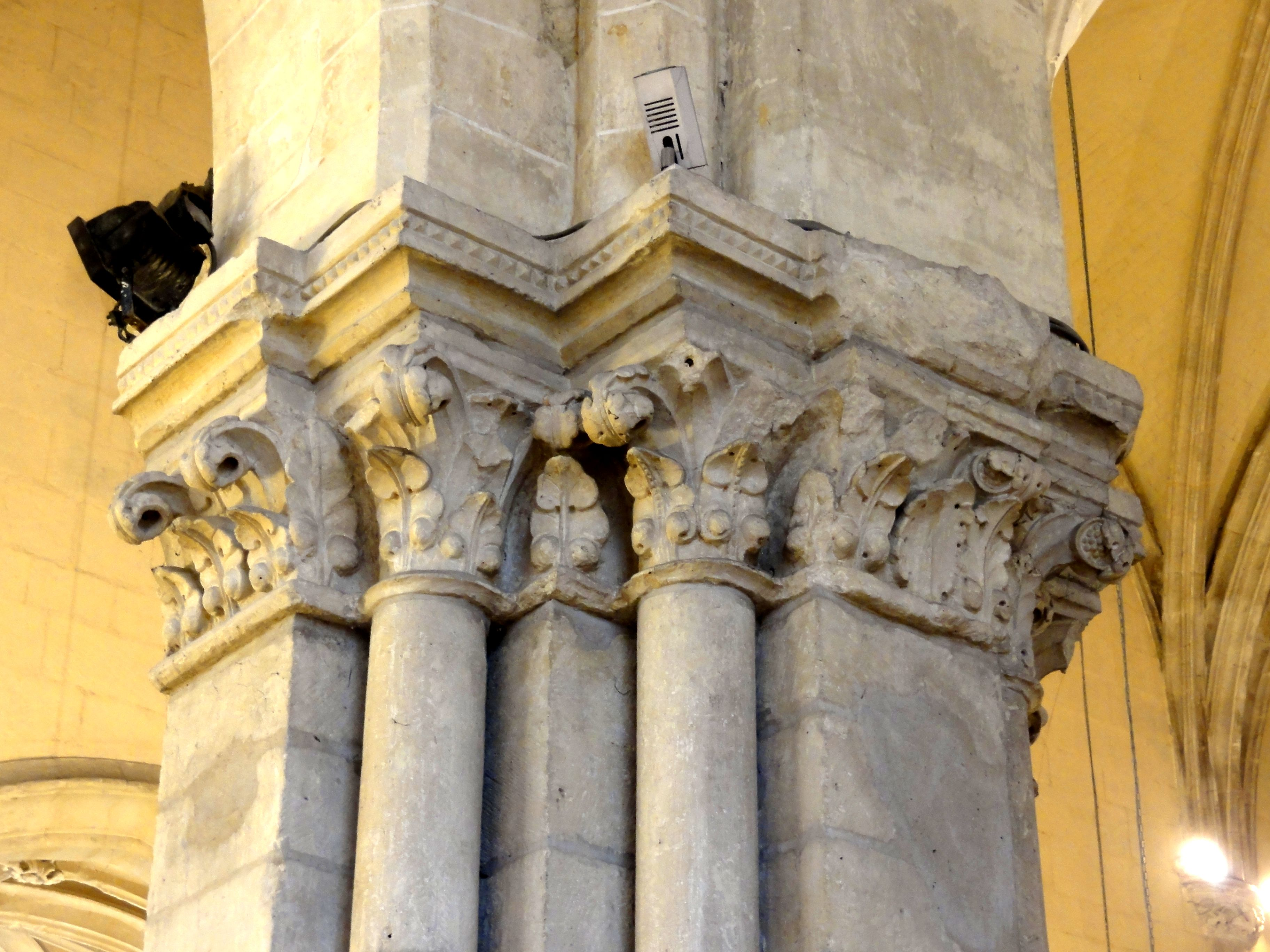
Bas-côté nord, chapiteaux de la pile à l'intersection entre nef et chœur

## Mobilier
L'église Saint-Justin renferme trois tableaux et quatre dalles funéraires classés au titre des objets :
- Deux tableaux peints sur bois de chêne représentant Saint Jean donnant la communion à la Vierge[13] et Le Repos pendant la fuite en Égypte (copie d'après Simon Vouet)[14], datant du XVIIe siècle, tous deux portant les armoiries de Madeleine II de La Porte de La Meilleraye, abbesse de Chelles, et provenant de cette abbaye.
- Un tableau peint sur toile représentant le Frappement du rocher, datant du XVIIe siècle[15], qui a été attribué à Pierre de Sève[16]
- Une dalle funéraire d'un seigneur et de sa femme, datée de 1716, alors que les dalles gravées à l'effigie des défunts étaient passées de mode à cette époque[17] ;
- La dalle funéraire d'Antoine Vimont de 1587[18] ;
- La dalle funéraire de Marie Boucher de 1589[19] ;
- La dalle funéraire d'un maître de poste de 1653[20].

Les autres éléments du mobilier, y compris les fonts baptismaux, l'autel, les stalles, le tabernacle, les vitraux et les cloches ne sont pas classés. Les fonts baptismaux du XVIe siècle adoptent la forme d'une cuve baptismale à infusion de plan ovale, orné d'un bas-relief représentant la Cène, mal lisible car bûché à la Révolution. Les vitraux datent de 1884 pour le plus ancien, celui du chevet, et de 1930 pour les plus récents. Nombre de vitraux imitent le style du XVIe siècle. Les petits vitraux remplissant les soufflets et mouchettes de la baie au-dessus du portail méridional sont toutefois d'origine (autour de 1500) et représentent six anges musiciens entourant Dieu le Père,.

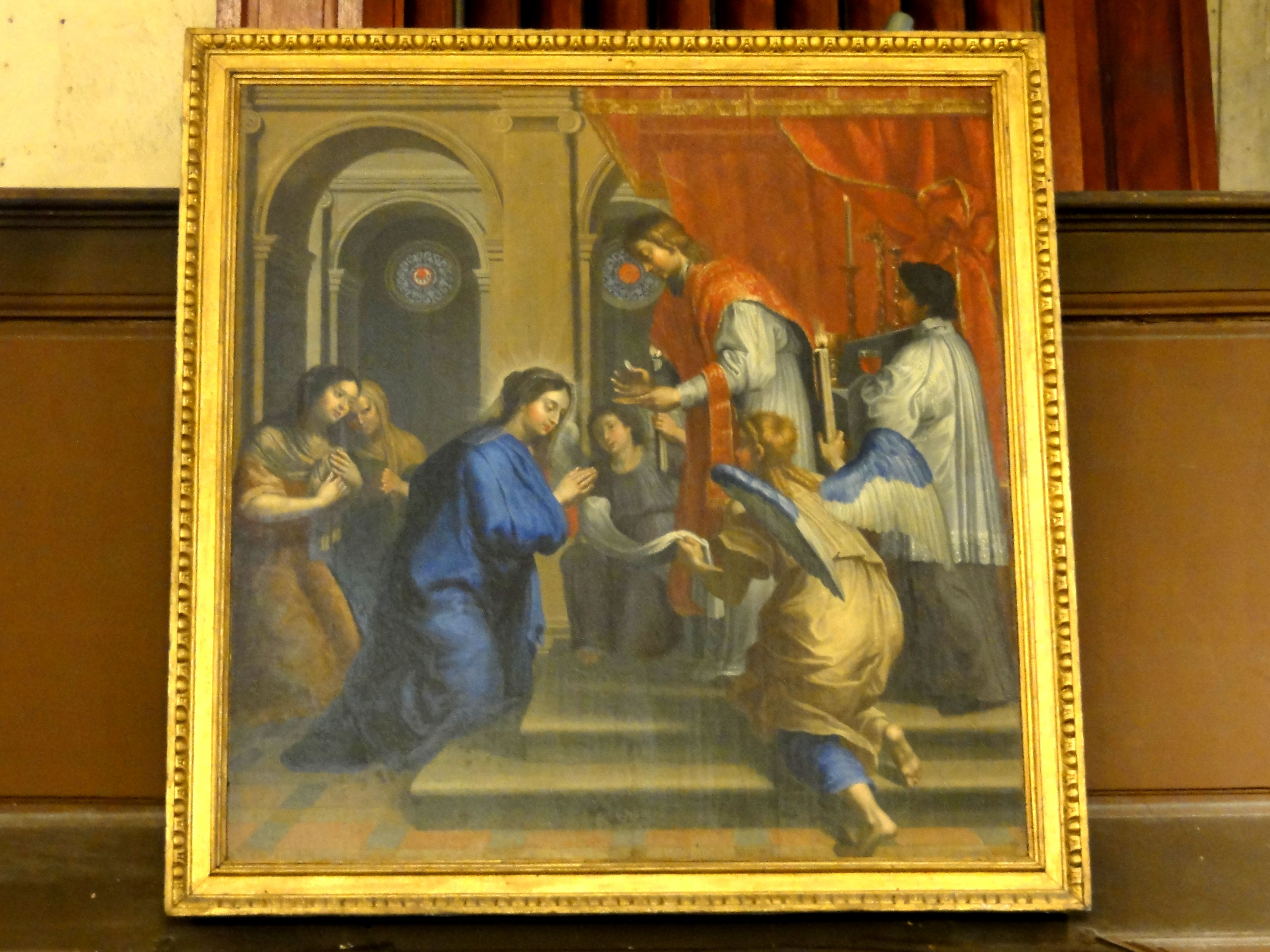
La Communion de la Vierge.
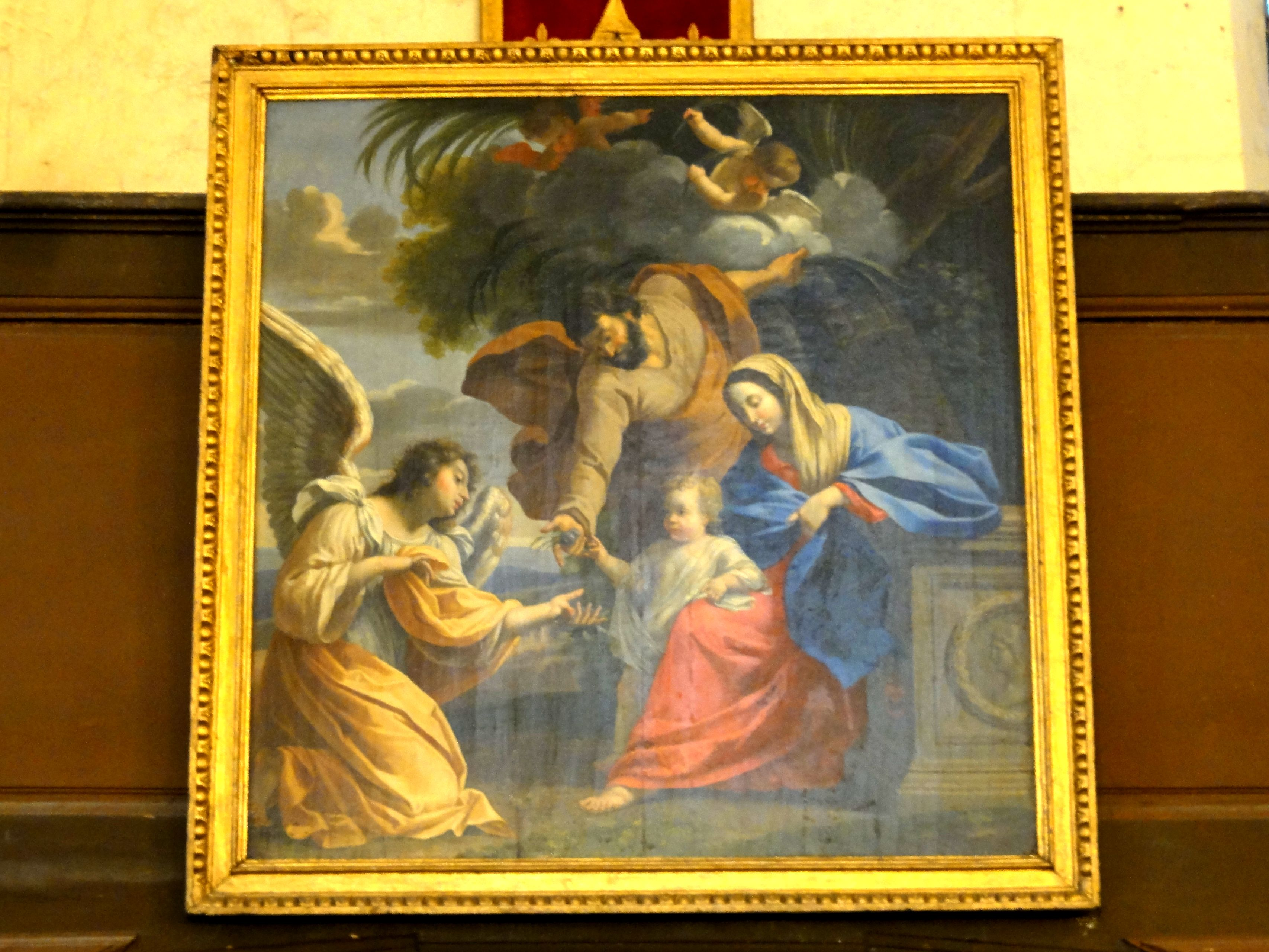
Le repos pendant la fuite en Égypte.
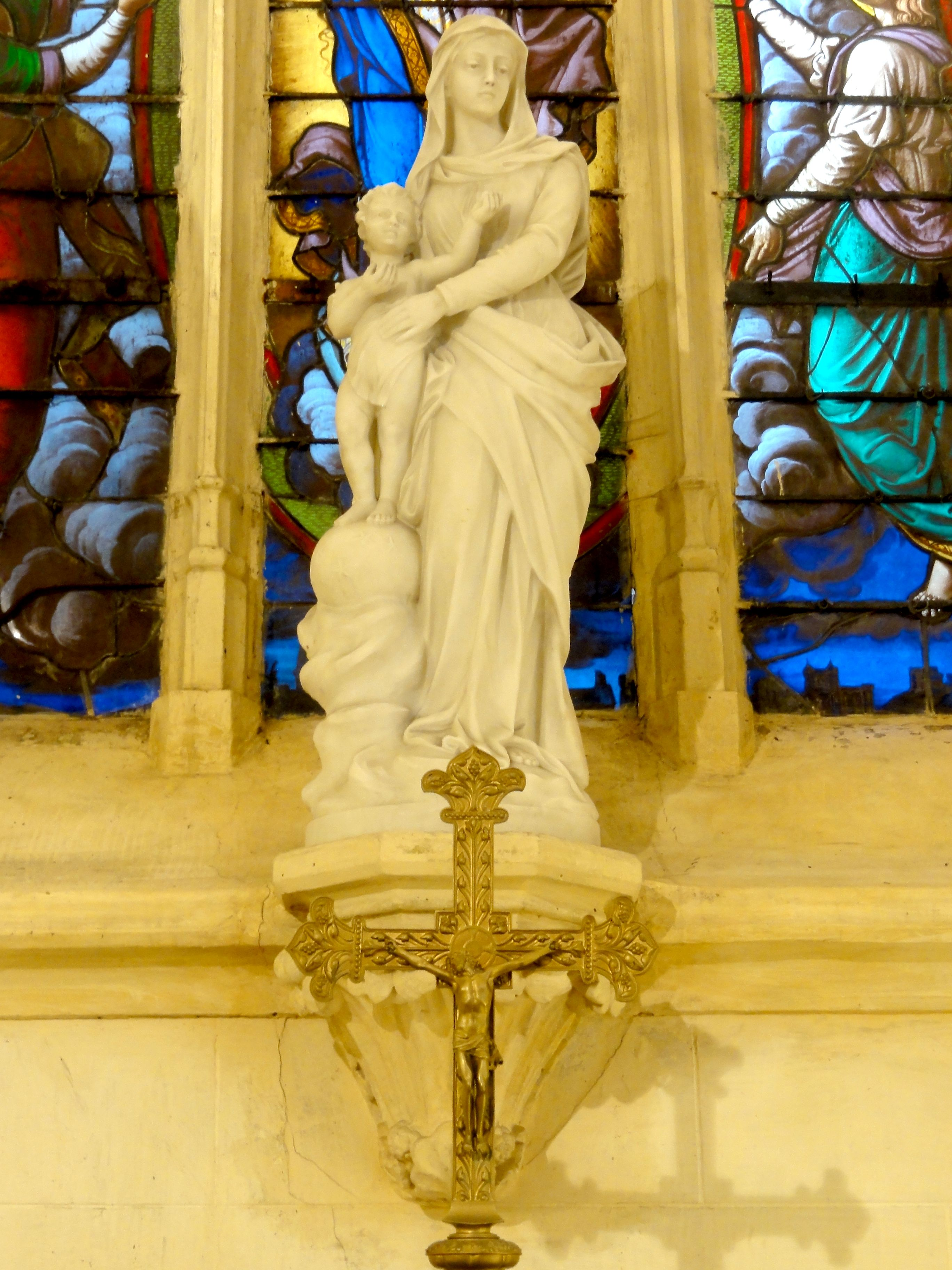
Vierge à l'Enfant.
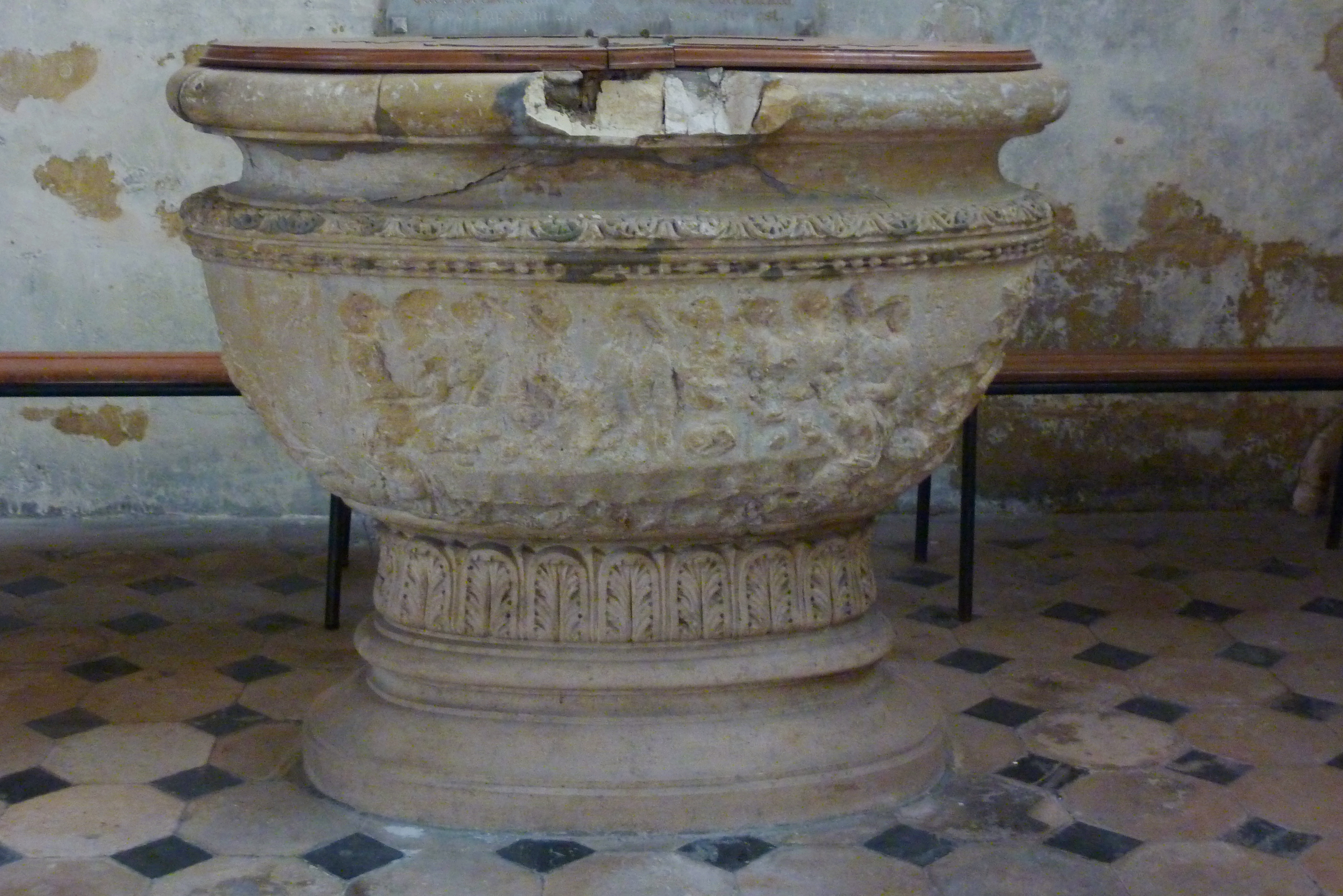
Fonts baptismaux.
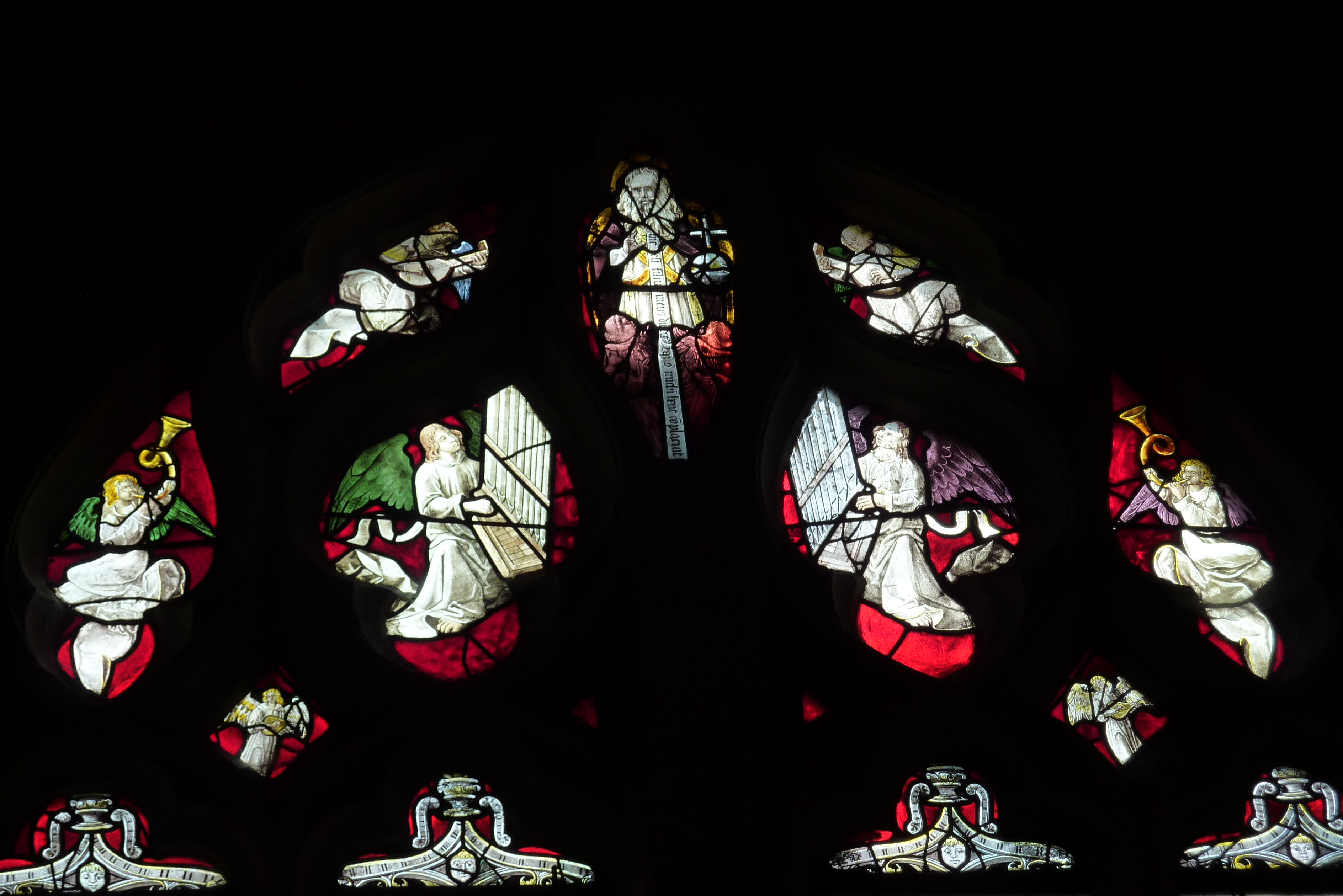
Derniers vitraux d'origine.
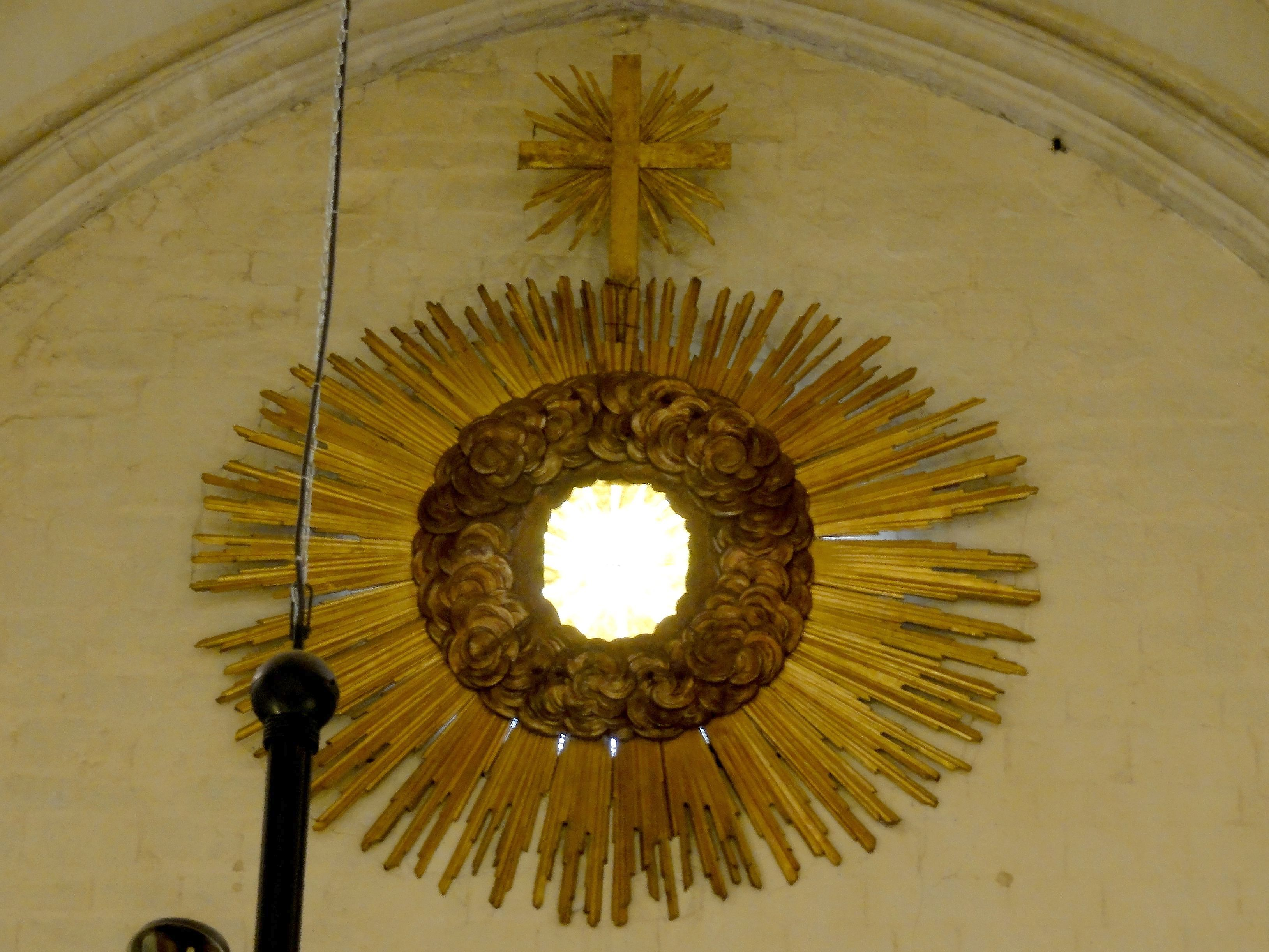
Gloire ajourée à l'ouest.

## Dans la littérature
C'est dans l'église de Louvres que se déroule la scène finale du roman de François Mauriac, Le Fleuve de feu dans laquelle Daniel Trasis renonce à Gisèle de Plailly.